# Nord-Süd-Leitung

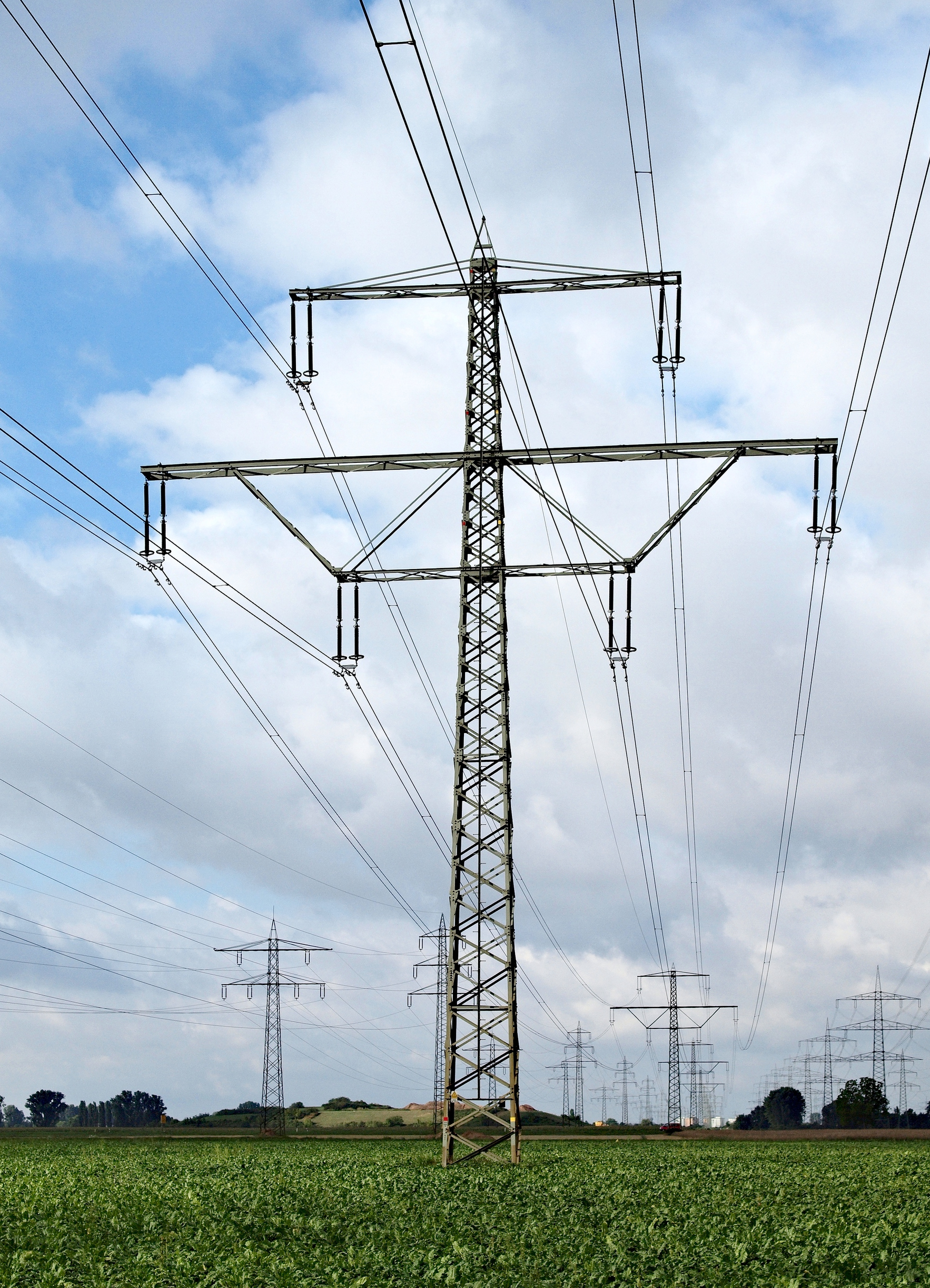
Die Nord-Süd-Leitung auf C1-Masten nordöstlich von Mannheim

Die Nord-Süd-Leitung, auch Rheinlandleitung oder Südleitung genannt, war ursprünglich ein insgesamt ca. 600 km langes Verbundleitungs-System für Drehstrom-Hochspannungs-Übertragung, das die Umspannanlage Brauweiler westlich von Köln mit dem Vermuntwerk der Vorarlberger Illwerke und dem Schluchseewerk im südlichen Schwarzwald verband.
Die Leitung wurde von 1924 bis 1929 durch das Rheinisch-Westfälische Elektrizitätswerk erbaut und am 17. April 1930 auf ihrer kompletten Länge in Betrieb genommen. Sie ermöglichte es erstmals, die elektrische Leistung zwischen den Stromnetzen in Nord- und Süddeutschland bedarfsgerecht und wirtschaftlich zu verteilen und insbesondere Überkapazitäten der Illwerke und des Schluchseewerks für den hohen Energiebedarf des Ruhrgebietes zu nutzen. Damit bildete sie das Rückgrat des entstehenden deutschen Hochspannungsnetzes, durch sie wurde „ein erster großer Entwicklungsabschnitt in der Errichtung des Parallelbetriebs und in der Integration der größten Netze zum Verbundsystem vollendet“.
Erstmals wurden bei diesem Projekt in großem Stil neuartige Entwicklungen aus dem Bereich der elektrischen Energietechnik angewendet. So war die Nord-Süd-Leitung die erste Freileitung in Deutschland, die kommerziell mit einer Spannung höher als 110 kV betrieben wurde, sowie die erste weltweit, die für eine noch höhere Spannung von 380 kV ausgelegt und darüber hinaus mit induktiv geerdetem Sternpunkt betrieben wurde. Die vom RWE entwickelten Kupfer-Hohlseile mit 42 mm Durchmesser kamen hier erstmals zur Anwendung.
Ab 1979 wurde der nördliche Teil der ursprünglichen Leitung fast vollständig durch leistungsfähigere Neubauten ersetzt. Die südlichen Teile sind noch in Betrieb und werden größtenteils durch Amprion (vormals RWE Transportnetz Strom), einzelne Sektionen von der TransnetBW (ehemals Energie-Versorgung Schwaben bzw. EnBW Transportnetze AG) betrieben.

## Vorgeschichte

### Entwicklung im Rheinland

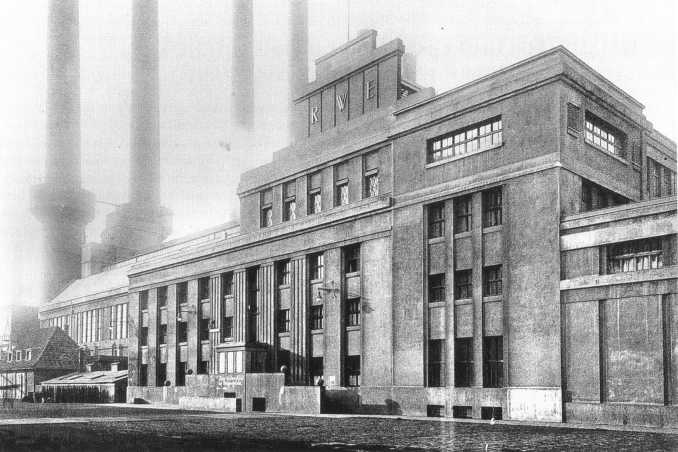
Vorgebirgszentrale 1914, im Jahr der Eröffnung

Mit Inbetriebnahme der Vorgebirgszentrale entwickelte sich das RWE unter Hugo Stinnes vom regionalen Kraftwerksbetreiber im Rheinland und Teilen Westfalens zum überregionalen Energieversorger. Versorgte es nach der Gründung 1898 zuerst nur die Stadt Essen mit Elektrizität, erwarb es 1905 die rheinische Braunkohlegrube Berggeist bei Brühl mitsamt dem zugehörigen, 1899 fertiggestellten Kraftwerk. Als die Vorräte der Grube Berggeist zur Neige gingen, wurde 1913 mit dem Bergwerk Roddergrube bei Hürth ein Liefervertrag abgeschlossen, der dem RWE einen Bezug der dortigen Braunkohle zusicherte. Bernhard Goldenberg, technischer Vorstand des RWE, plante die Verstromung der Braunkohle durch ein firmeneigenes Kraftwerk und entwickelte daher nach dem Konzept Georg Klingenbergs ein Wärmekraftwerk, das aus der Braunkohle der Roddergrube Energie erzeugt. Die 1914 in Betrieb genommene Vorgebirgszentrale (1920 zu Ehren des 1917 verstorbenen Bernhard Goldenbergs in Goldenbergwerk umbenannt) entwickelte sich durch ständige Erweiterungen kurz nach dem Ersten Weltkrieg zum leistungsstärksten Kraftwerk in Europa. Im Zuge dessen wurde das Kraftwerk in der Grube Berggeist stillgelegt.
Um den im Goldenbergwerk erzeugten Strom an die Verbraucher im Umland zu übertragen, errichtete das RWE bereits ein weiträumiges Freileitungsnetz. Die Erfahrungen, die mit der 1912 in Betrieb genommenen 110-kV-Teststrecke zwischen Lauchhammer und Riesa gemacht wurden, nutzte man, um das firmeneigene Fernnetz ebenfalls mit dieser Spannung zu betreiben. Zwischen 1914 und 1917 wurden Leitungen gebaut, die das Goldenbergwerk mit dem Erftwerk bei Grevenbroich, dem Kraftwerk Reisholz (1908 durch das RWE errichtet) und einigen weiteren Anlagen im Ruhrgebiet und im Bergischen Land verbanden. Von der Schaltanlage des Goldenbergwerks aus wurde die Lastverteilung koordiniert, also die Verteilung der elektrischen Energie aus den ans Netz angeschlossenen Kraftwerken gesteuert.
Bereits zu dieser Zeit existierten somit Ansätze eines Verbundbetriebs mehrerer Energieerzeuger, in diesem Fall Braunkohle aus dem rheinischen Revier und Steinkohle aus dem Ruhrgebiet und dem Bergischen Land. Wegen der in kurzen zeitlichen Abständen durchgeführten Erweiterungen im Goldenbergwerk wurde im RWE-Geschäftsbericht 1912/13 ausgeführt, dass „es richtig ist, in Zukunft Kraftzentralen von noch größeren Leistungen unter günstigen Stromerzeugungsverhältnissen zu errichten und mit noch größeren Versorgungsgebieten durch Anwendung höherer Übertragungsspannungen zu versehen als dies bisher schon üblich war.“ Schließlich müssen „auch benachbarte Werke […] dahin kommen […], sich hinsichtlich der Lage ihrer Kraftstationen sowie der Auslegung ihrer Fernleitungsnetze miteinander zu verständigen, wenn nicht eine Menge Kapital unnötig verausgabt werden soll.“
Schon kurz nach dem Ersten Weltkrieg wurde daher geplant, die Kraftwerke des RWE und ihr Übertragungsnetz mit anderen Energieträgern zu koppeln, um eine ständige Verfügbarkeit elektrischer Energie zu gewährleisten. Die wirtschaftliche Stabilisierung, die Anfang der 1920er Jahre einsetzte, führte beim RWE zur Entwicklung vorausschauender Expansionspläne. Da aufgrund der Reparationsleistungen und der allgemeinen wirtschaftlichen Lage nach dem Ersten Weltkrieg die Preise für Steinkohle stark angestiegen waren, suchte man nach alternativen Bezugsquellen für elektrische Energie. Dies führte 1921 zur Beteiligung an einer Braunkohlengrube der Braunschweigischen Kohle-Bergwerke bei Helmstedt. Ein weiterer Plan bestand darin, Wasserkraftwerke in den Alpen mit Übertragungsleitungen mit den rheinischen Kraftwerken zu verbinden. Die Ergänzung der rheinischen Braunkohlekraftwerke mit den süddeutschen Wasserkraftanlagen wurde unter Arthur Koepchen, seit 1917 technischer Vorstand, vorangetrieben. Im Jahr 1923 übernahm das RWE von der schweizerischen Elektrobank die Mehrheit an der Elektrizitäts-Actiengesellschaft (EAG) vormals W. Lahmeyer & Co. aus Frankfurt am Main – die vormalige Muttergesellschaft des RWE wurde nun zu ihrer Tochtergesellschaft. Diese hielt Beteiligungen an mehreren Energieversorgungsunternehmen im Süden und Südwesten Deutschlands, auf die das RWE nun direkten Zugriff hatte:
- Main-Kraftwerke AG in Höchst am Main. Das Versorgungsgebiet des Unternehmens grenzt an jenes des RWE, des Badenwerkes und des Bayernwerkes mit ihren bereits bestehenden 110-kV-Netzen
- Kraftwerk Altwürttemberg AG (KAWAG) in Ludwigsburg, Wasserkraftwerke am Neckar
- Lechwerke AG in Augsburg, Dampfkraftwerk und Wasserkraftwerke
- Großkraftwerk Württemberg AG (Growag) in Heilbronn, Dampfkraftwerk
- Württembergische Sammelschienen AG (WÜSAG) in Stuttgart, Wasserkraftwerke und Übertragungsnetz in Teilen Württembergs. Das Unternehmen befand sich mehrheitlich im Besitz des Württembergischen Staates

### Pläne für ein Verbundnetz
Ende März 1923 besichtigte Arthur Koepchen zusammen mit Ernst Henke und Bernhard Salomon, langjähriger Generaldirektor der EAG, Anlagen der Lahmeyer-Tochterunternehmen Lechwerke und KAWAG. Da die Wasserkraftwerke der Lechwerke im Sommer überschüssigen Strom produzierten und das Dampfkraftwerk der KAWAG im Winter Überschuss produzierte, der in Württemberg nicht absetzbar war, hatte Koepchen die Vision, beide Kraftwerksstandorte mit einer Höchstspannungsleitung zu verbinden und so den jeweils überschüssigen Strom aufzunehmen und dorthin zu transportieren, wo er währenddessen gebraucht wurde. Die ersten ausgearbeiteten Planungen vom Mai 1923 sahen vor, über eine 160 km lange Leitung zwischen Heilbronn und Augsburg die Kraftwerke der Tochtergesellschaften miteinander zu verbinden und zusätzlich in Augsburg einen Anschluss an das Bayernwerk herzustellen, das seine elektrische Energie vorrangig in Wasserkraftwerken wie dem Walchenseekraftwerk und den daran angeschlossenen Staustufen der Mittlere Isar AG erzeugte.
Auf der Jahresversammlung des VDE im Jahr 1923 wurde mitgeteilt, dass das 110-kV-Ringleitungsnetz des Bayernwerks nahezu fertiggestellt war und das Walchenseekraftwerk bereits den Betrieb aufnahm. Auch in Württemberg waren die ersten 110-kV-Leitungen zu diesem Zeitpunkt in Betrieb. Ein neuer Plan Koepchens sah nun vor, die projektierte Fernleitung zwischen Heilbronn und Augsburg über Höchst bis zum Goldenbergwerk zu verlängern, womit neben dem Stromtransport der süddeutschen Wasserkräfte bis ins Rheinland auch die Reichweite der Stromerzeugung aus dem Goldenbergwerk erhöht worden wäre. Weil man befürchtete, dass konkurrierende Unternehmen den Planungen entgegenwirken könnten, wurde der Plan zunächst geheim gehalten und offiziell nur an der 160 km langen Verbindung Heilbronn–Augsburg festgehalten. Die Verhandlungen mit den bayerischen und württembergischen Behörden fanden daher aus taktischen Gründen unter der Leitung der EAG, ohne erkennbare RWE-Beteiligung, statt.
Am 26. August 1923 kam es zu einer weiteren Werksbesichtigung im süddeutschen Raum: Hugo Stinnes besuchte zusammen mit Bernhard Salomon, Adolf Pöhlmann (Vorstandschef der Bayerischen Vereinsbank) und Max Berthold (Generaldirektor der Elektrizitäts-Aktiengesellschaft vormals Schuckert & Co.) das Walchenseekraftwerk des Bayernwerks. Stinnes war nun überzeugt, die Energie aus der Wasserkraft zu nutzen, um das Versorgungsgebiet des RWE mit billigem Nachtstrom zu versorgen. Nach einer Besprechung mit dem Vorstand des Bayernwerks verlautbarte Stinnes, dass das RWE bereits von Andernach aus bis zum Main mit Trassierungsarbeiten begann. Mit der Trassierung der nachfolgenden Etappe über Darmstadt und Heilbronn bis Meitingen nördlich von Augsburg, wo sich ein Umspannwerk des Bayernwerks befand, wurde die Lahmeyer AG beauftragt.
Im Herbst 1923 verpflichteten sich die WÜSAG-Tochter Oberschwäbische Elektrizitätswerke AG (OEW) zusammen mit der schweizerischen Bündner Kraftwerke AG dem Land Vorarlberg vertraglich gegenüber, an der Ill oberhalb von Bludenz und am Lünersee Wasserkraftwerke zu errichten. Da die Bündner Kraftwerke AG kurz darauf in finanzielle Schwierigkeiten geriet, sprang im April 1924 die RWE-Tochtergesellschaft Growag ein. Der Vertrag sicherte den Aktionären der RWE dadurch insgesamt 600 Millionen kWh an speicherfähiger Jahreserzeugung zu. Erst ein Jahr später, am 5. November 1924, wurden durch das RWE, den Bezirksverband Oberschwäbische Elektrizitätswerke, dem Volksstaat Württemberg und dem Land Vorarlberg die Vorarlberger Illwerke GmbH (VIW) gegründet, die bis 1930 das Vermuntwerk errichtete.

### Wahl der Spannungsebene
Der erste Plan für die Verbundleitung sah vor, diese mit einer Spannung von 220 kV zu betreiben, dem Doppelten der bis dahin als höchstmöglich betrachteten Übertragungsspannung von 110 kV. Während in den USA schon seit 1921 mit 220 kV gearbeitet wurde, hielt man es in Europa noch nicht für möglich, überregionale Verbundnetze mit Spannungen jenseits der 110 kV zu betreiben. Daher baute das RWE 1923 zunächst eine 40 km lange Versuchsleitung von Ronsdorf nach Letmathe. Neben dem experimentellen Aufbau sollte sie langfristig als erstes Teilstück des geplanten RWE-Höchstspannungsnetzes dienen, das neben den Wasserkraftwerken auch die Kraftwerke der Braunschweigischen Kohlen-Bergwerke AG anbinden sollte.
Eine Studienreise zu den Unternehmen Southern California Edison Company und Pacific Gas and Electric Company überzeugte Koepchen und Henke schließlich von der Machbarkeit ihres Projektes. Die Southern California Edison Company errichtete 1921 im Rahmen ihres Big Creek Hydroelectric Project eine 150-kV-Leitung über eine Distanz von 243 Meilen (391 km), die auf 220 kV umstellbar war, um den Großraum Los Angeles mit Wasserkraft aus dem Big Creek zu versorgen. Die Pacific Gas and Electric Company betrieb seit 1922 eine 202 Meilen (325 km) lange 220-kV-Leitung, die vom Wasserkraftwerk am Pit River zur Vaca-Dixon Substation in der San Francisco Bay Area führte. Es kamen seitens der RWE-Delegation Bedenken auf, ob aufgrund des großen Zugewinnes an Energie und der Erwartung weiterer hoher Zuwachsraten selbst eine 220-kV-Leitung bald an ihre Kapazitätsgrenze stoßen würde. Bei der Planung beschloss man daher, die 1924 erstmals in ihrer später ausgeführten Form in Plänen vorgelegte Verbundleitung gleich für eine noch höhere Spannung von 380 kV zu dimensionieren.
Das Berliner Magazin der Wirtschaft schilderte in seiner 16. Ausgabe aus dem Jahr 1929 in einem Artikel von Kurt Bloch die wirtschaftlichen Überlegungen, die in Bezug auf den Betrieb mit Höchstspannung angestellt wurden. Da die Kapazitäten in den meisten Kraftwerken im Einflussbereich des RWE noch ausbaufähig waren, wäre der Betrieb der 220-kV-Leitung für die erste Zeit nicht rentabel. Von der Überlegung, dass in Zukunft an Wasserkraft noch 350 bis 400 MW und an Stromerzeugung im Goldenbergwerk weitere 400 MW an zusätzlicher Leistung bereitgestellt werden soll, ist das bestehende 110-kV-Netz nicht in der Lage, diese zusätzlichen Kapazitäten mit aufzunehmen. Bloch geht hierbei von einer Leistungsaufnahme zwischen 40 und 50 MW Leistung pro System aus, was rund 5 % der geplanten aufzunehmenden elektrischen Leistung auf der Nord-Süd-Leitung entspräche. Die gleichmäßige Deckung des Energiebedarfs an allen Standorten wäre in diesem Fall nicht mehr gewährleistet. Die hierdurch entstehenden Jahresverluste würden den Betrieb einer 220-kV-Leitung weit unter ihrer nutzbaren Kapazitäten übersteigen. Zudem war der großflächige Ausbau der RWE-Kraftwerke bereits absehbar bzw. in der Realisierung.

## Bau der Verbundleitung
Die Bauarbeiten an der vom RWE meist als Südleitung bezeichneten Leitung wurden 1924 aufgenommen. Im Geschäftsbericht 1924/25 des RWE wird erstmals die Einführung höherer Übertragungsspannungen aufgrund der Leistungserhöhung einiger unternehmenseigener Kraftwerke verkündet: „Um diese zur Verfügung stehende Kraftwerksleistung entsprechend dem wachsenden Absatz weitertransportieren zu können, wurde das Höchstspannungs- und Verteilnetz erheblich erweitert (…). Für wirkliche Fernübertragung der für uns in Frage kommenden Leistungen sind wir jetzt zu einer Spannung von 220.000 Volt übergegangen.“ Gleichzeitig wurde der zügige Baufortschritt an der Leitung bis an den Main bei Höchst und eine baldige Verbindung mit dem dortigen Kraftwerk der Main-Kraftwerke vermeldet. Mit Stand Ende 1925 wurde im darauf folgenden Geschäftsbericht 1925/26 verkündet, dass zwischen Koblenz und der Mainkreuzung bei Kelsterbach ein Großteil der Masten bereits stand und in drei Teilabschnitten bereits mit der Beseilung begonnen wurde. Zu diesem Zeitpunkt verfügte das RWE-Übertragungsnetz bereits über 500 km an 110-kV-Leitungen, die sich von der niederländischen Grenze bis nach Koblenz erstreckten.

### Leitungsbau in Hessen und Baden, Konflikt mit Preußen
Für den Weiterbau jenseits des Mains mussten mit den hessischen, badischen, württembergischen und bayerischen Behörden zahlreiche Verträge verabschiedet und Kooperationen eingegangen werden, da es noch kein einheitliches Enteignungsrecht für den Trassenbau gab. Die Folge waren langwierige Verhandlungen um die einzelnen Maststandorte. Führend bei diesen Verhandlungen war die EAG (vormals W. Lahmeyer & Co.), die über Behördenkontakte und genug Bauerfahrung verfügte. Mit der Hessischen Eisenbahn-Aktiengesellschaft (HEAG) wurde ein Vertrag über die Durchleitung und mit dem Badenwerk ein Vertrag über den Zusammenschluss mit dem eigenen 110-kV-Netz und gegenseitigen Strombezug verabschiedet.
Die Leitungsführung im Einzugsgebiet von Frankfurt am Main provozierte zu Beginn einen Konflikt mit dem Freistaat Preußen, bisher noch keinen langfristigen Stromlieferungsvertrag mit der Stadt Frankfurt geschlossen hat und sich die Versorgung der Stadt aus den Kraftwerken der Gewerkschaft Großkraftwerk Main-Weser AG sichern wollte. Daher verweigerte er die Enteignungsrechte gegenüber dem RWE. Nur aufgrund der Verträge mit dem hessischen Staat und der HEAG konnte der hessische Abschnitt der Leitung bis zum Verknüpfungspunkt im Umspannwerk Rheinau dennoch im Herbst 1926 in Betrieb gehen.
Schon kurz nach dem Ersten Weltkrieg plante der preußische Staat, die Stromversorgung in staatlicher Hand zu bündeln, sodass der Ausbau von Kraftwerkskapazitäten intensiviert wurde. Hierzu gehörte neben dem Bau des Braunkohlekraftwerks Borken auch die Kanalisierung des Mains zwischen Aschaffenburg und Frankfurt. Ungünstig im Verhältnis zwischen dem Energieversorger und dem Staat wirkten sich die zeitgleich vom RWE geäußerten Interessen am Ausbau der Braunschweigischen Kohlen-Bergwerke aus, um Teile Westfalens und Hannover mit Strom zu versorgen. Hierfür schloss das RWE einen Vertrag mit den Elektrowerken, einem Unternehmen im Besitz des Deutschen Reichs, und übernahm die Dreiviertelmehrheit an den Braunschweigischen Kohlen-Bergwerken. Im Gegenzug erwarb der preußische Staat die Mehrheit an der Braunkohlen-Industrie AG Zukunft, die das Aachener Gebiet aus dem Braunkohlekraftwerk bei Weisweiler mit Strom versorgte.
Die RWE-Tochtergesellschaft Mainkraftwerke begann zur selben Zeit, zusätzlich zur Eigenerzeugung in ihrem Steinkohlekraftwerk in Höchst am Main Fremdstrom aus dem Kraftwerk Wölfersheim der Überlandzentrale Oberhessen (ab Mai 1927 mit Beteiligung der Stadt Frankfurt am Main als HEFRAG) und, auf Basis des Vertrags von 1924, dem Kraftwerk Dettingen der Gewerkschaft Gustav am Bayerischen Untermain zu beziehen. Hierfür baute das Unternehmen die nötigen Hochspannungsleitungen und koppelte ihr Leitungsnetz über das Umspannwerk Kelsterbach mit der Nord-Süd-Leitung. Über die Leitung Kelsterbach–Dettingen und der Durchbindung eines Stromkreises zum 110-kV-Netz des Bayernwerks in Aschaffenburg konnte auch erstmals ein indirekter Verbundbetrieb zwischen RWE und süddeutscher Wasserkraft über die Mainkraftwerke eingerichtet werden.
Als im Oktober 1927 drei preußische Energieversorgungsunternehmen die Preußische Elektrizitäts AG (Preußenelektra) als staatseigenes Unternehmen gründeten, kam es erstmals zu Verhandlungen zwischen preußischem Staat und RWE. Mitte 1927 wurden in einem Demarkationsvertrag zunächst die Versorgungsgebiete zwischen RWE und Preußenelektra, im Februar 1928 dann in einem weiteren Vertrag zwischen Preußenelektra und Elektrowerken abgesteckt. Hierfür übergab die Preußenelektra dem RWE die Mehrheit an der Braunkohlen-Industrie AG Zukunft, während das RWE die Hälfte seiner Anteile an den Braunschweigischen Kohlen-Bergwerken an die Preußenelektra abtrat.
Im Demarkationsabkommen zwischen Preußenelektra und RWE war ein Strombezug der Stadt Frankfurt am Main von jeweils 15.000 kW durch Preußenelektra, HEFRAG und Mainkraftwerke vertraglich festgelegt. Die Option, zusätzliche elektrische Energie durch Preußenelektra und RWE gemeinsam an die Stadt zu liefern, wurde zugunsten eines von der Stadt vorgeschlagenen Strombezugs aus dem Saargebiet über das RWE-Leitungsnetz fallengelassen. Dadurch sollte eine allmähliche wirtschaftliche Rückanbindung des Saargebiets an das Deutsche Reich begünstigt werden. Während Frankfurt Teil des Netzgebiets der Preußenelektra wurde, konnten die Mainkraftwerke als RWE-Tochter ihr unmittelbar an die Stadt angrenzendes Versorgungsgebiet beibehalten.
Im Mai 1928 schlossen sich Elektrowerke, PreussenElektra und Bayernwerk zur Aktiengesellschaft für deutsche Elektrizitätswirtschaft mit Sitz in Berlin zusammen, um technisch und wirtschaftlich zusammenzuarbeiten. Als Gegenreaktion entstand unter Führung des RWE zusammen mit einigen kleineren Energieversorgern im Februar 1929 die Westdeutsche Elektrizitäts AG mit Sitz in Frankfurt am Main mit gleichem Zweck. Diese Zweiteilung war nur von sehr kurzer Dauer, da die Westdeutsche Elektrizitäts AG noch im Mai 1929 Teil der Aktiengesellschaft für deutsche Elektrizitätswirtschaft wurde, was als Zweiter Elektrofrieden bezeichnet wurde. Dieser markierte den Beginn noch tieferer Zusammenarbeit und Austausch zwischen den einzelnen Energieversorgungsunternehmen. Beispielsweise ging die Leitungsverbindung Kelsterbach–Oberursel–Wölfersheim direkt in den Besitz des RWE über, womit auch die Preußenelektra direkt ans Verbundsystem des RWE angeschlossen wurde.

### Konflikt mit dem Bayernwerk und Trassenänderung
Die zuerst geplante Verbindung zwischen dem Rhein-Main-Gebiet und dem Umspannwerk Meitingen des Bayernwerks, das auch die in den Kraftwerken der Lahmeyer- und damit auch RWE-Tochtergesellschaft Lechwerke erzeugte Energie ins Hochspannungsnetz einspeist, musste verworfen werden, sodass ab etwa 1924 ein Trassenverlauf durch Baden und Württemberg gewählt wurde. Nachdem Stinnes und Salomon das Walchenseekraftwerk im August 1923 besichtigten und sich kurz darauf mit dem Vorstand des Bayernwerks trafen, kam es am 4. Oktober 1923 erneut zu einer Besprechung zwischen beiden Unternehmen. Dieses Mal nahm Bernhard Salomon stellvertretend für die RWE-Tochter Lahmeyer AG, die den Leitungsbau zwischen Höchst und Meitingen koordinieren sollte, teil, außerdem Arthur Koepchen. Auf der anderen Seite des Verhandlungstisches saßen Lechwerke-Direktor Bernhard Monath sowie der Vorstand des Bayernwerks. Es stellte sich schnell heraus, dass die Pläne der Lahmeyer AG und des Bayernwerks von konträren Interessen geprägt waren. Beide Energieversorger beabsichtigten, die Württembergische Landeselektrizitäts-Gesellschaft (WLG) mit Strom zu beliefern. Dieses Unternehmen wurde 1918 durch mehrere württembergische Elektrizitätswerke gegründet und diente vorrangig der Errichtung einer als Landessammelschiene dienenden 100-kV-Freileitung zwischen dem Stuttgarter Raum und Niederstotzingen. Da diese Leitung außerdem als Bindeglied zwischen den großen Energieversorgern Badenwerk und Bayernwerk geplant war, beteiligte sich ab 1919 auch das Deutsche Reich an der WLG, die 1923 schließlich in eine Aktiengesellschaft (als WLAG) umgewandelt wurde. Das RWE und ihre Tochter Lahmeyer AG lehnten eine vom Bayernwerk gewünschte Beteiligung an der Wasserkraftwerken der Lechwerke ab, das Bayernwerk wiederum bestand auf einem geregelten Stromaustausch mit dem RWE.
Infolgedessen schlossen sich Badenwerk, WLAG und Bayernwerk für Verhandlungen mit dem RWE in einer Interessensgemeinschaft zusammen. Dabei wurden unter diesen Unternehmen Zuständigkeiten für die Nutzung alpiner Wasserkräfte, wie sie vom RWE forciert wurde, vergeben: Das Badenwerk sollte Kraftwerke in den Schweizer, die WLAG in den Vorarlberger und das Bayernwerk in den Tiroler Alpen erschließen. Als die 1924 neu gegründete Tiroler Wasserkraft-AG (TIWAG) mit dem Bau des Achenseekraftwerks begann, sah man in der Kopplung mit dem RWE-Netz keinen Bedarf mehr. Ein 1924 geschlossener Vertrag zwischen dem Bayernwerk und der Lahmeyer-Tochter Main-Kraftwerke AG in Höchst am Main ermöglichte schließlich dennoch den Stromaustausch mit dem Netz des RWE-Einflussbereich. Die Fokussierung lag zu dieser Zeit allerdings mehr auf dem Stromaustausch mit der WLAG über das Umspannwerk Niederstotzingen, das 1924 ans Bayernwerk-Netz angeschlossen wurde.
Erst nach dem Ersten Elektrofrieden von 1927 kam eine Einigung über die Liefergebiete des Stroms in Sicht. Zumindest mit dem Versorgungsgebiet der PreußenElektra konnte sich das Bayernwerk 1929 zu einem Abgrenzungsvertrag einigen, der Vorschlag, über Aschaffenburg Strom des Bayernwerks direkt ans RWE zu liefern, wurde von diesem abgelehnt. Auch den schlussendlich ausgehandelten Demarkationsvertrag, nach dem mit Ausnahme der bestehenden Leitungen (Aschaffenburg–Dettingen zu den Mainkraftwerken, Meitingen–Niederstotzingen zur WLAG) keine weitere Stromlieferung des Bayernwerks nach Westen und Norden erlaubt worden wäre, lehnte das RWE ab. Die Zustimmung zu diesem Vertrag hätte den Einfluss des RWE in Bayern gebrochen.

### Leitungsbau in Württemberg
Bauherr des auf württembergischen Gebiet liegenden Abschnitts von Fürfeld über die Umspannwerke Hoheneck und Herbertingen bis zur Landesgrenze bei Lindau war die GROWAG, an der die RWE-Tochtergesellschaft KAWAG und der württembergische Staat Aktien hielten. Im Wesentlichen begann der Bau des württembergischen Abschnitts im Mai 1928 und dauerte bis Februar 1930.
Die Ausdehnung des RWE nach Württemberg und Vorarlberg stieß bei den konkurrierenden Energieversorgern Bayernwerk, Badenwerk und VIAG auf Missfallen, da das erschlossene Gebiet bei diesen ebenso auf Interesse stieß. Das Badenwerk und Bayernwerk bezogen ihren Strom hauptsächlich aus Wasserkraftwerken, die VIAG war in kleinen Teilen an der mit dem Bayernwerk Energie austauschenden Württembergischen Landes-Elektrizitäts-AG (WLAG) beteiligt. Versuche, eine Dachgesellschaft unter Beteiligung des Reiches, des RWE und den anderen Energieversorgungsunternehmen zu bilden, schlugen fehl, zumal der Württembergische Staat am 28. Juni 1926 die Genehmigung für den Bau der Leitung Hoheneck–Herbertingen–Bludenz erteilte. Dennoch behielt sich der Württembergische Staat vor, selber eine zweite Verbindung nach Vorarlberg zu realisieren. Noch bevor der Genehmigungsantrag für den Bau der Leitung am 17. Januar 1927 an die bayerische Staatsregierung gerichtet wurde, entschied sich die WLAG stattdessen für eine Verbindung mit dem Badenwerk, womit ihre Leitung Stuttgart–Niederstotzingen zum Bindeglied des Stromaustauschs zwischen beiden Landesunternehmen wurde.
Aus diesen politischen Gründen trat daher nur die GROWAG bei offiziellen Verhandlungen als Bauherr auf und nicht das eigentlich hinter dem Projekt stehende RWE. Auch die Umspannwerke Hoheneck und Herbertingen waren offiziell Projekte der GROWAG. Württemberg selbst wurde zu diesem Zeitpunkt von zahlreichen Elektrizitäts- und Überlandwerken, die teilweise miteinander in Konkurrenz standen, versorgt und beteiligte sich, anders als im benachbarten Baden und Bayern, nicht an der Errichtung eines landesweiten Verbundnetzes.
Bereits um 1924 besaß die GROWAG vom Kraftwerk Heilbronn aus über ihre Tochterfirma Württembergische Sammelschienen AG (WÜSAG) einige 60-kV-Leitungen, von denen eine in den Raum Ludwigsburg führte. Hier war der nächste Netzverknüpfungspunkt vorgesehen. Das Umspannwerk Herbertingen war schon Ende 1925 im Plan des RWE vorgesehen, da dort bereits seit 1915 ein 55-kV-Umspannwerk des Bezirksverbands Oberschwäbische Elektrizitätswerke bestand. Die beiden Transformatoren des RWE spannten daher, anders als bei den anderen Umspannwerken der Leitung, zwischen der 220-kV- und der 55-kV-Ebene um. Baubeginn für die 220-kV-Anlage war im November 1928.
Der Aufstieg vom Neckartal auf die Schwäbische Alb auf dem Gebiet der Gemeinde Eningen unter Achalm im Oberamt Reutlingen wurde 1927 aus Gründen des Landschaftsschutzes verworfen. Die Growag entwarf daher einen später auch realisierten Verlauf weiter nordöstlich über die Eninger Weide. Der direkte Weg an Böblingen und Sindelfingen vorbei wurde untersagt, um den Verkehr auf dem damaligen Flughafen Böblingen nicht zu beeinträchtigen. Stattdessen schlägt die Trasse dort einen großen Bogen westlich um die benachbarten Städte herum. Es kam in diesem Zusammenhang zu einem Rechtsstreit.
Ab Ende 1928 beteiligte sich das RWE mit 50 % an der Gründung des Schluchseewerkes, dessen erste Anlage, das Kraftwerk Häusern, in seiner ersten Ausbaustufe 1931 in Betrieb ging, sowie mit 77 % am Kraftwerk Albbruck-Dogern. Ursprünglich sollten die am Umspannwerk Tiengen angeschlossenen Kraftwerke über eine 110-kV-Leitung an Herbertingen angeschlossen werden. Realisiert wurde die Verbindung jedoch ebenfalls für 380 kV Spannung.

### Inbetriebnahme
Der erste fertiggestellte Abschnitt der Nord-Süd-Leitung ging 1926 zwischen Neuenahr und Rheinau probeweise mit 110 kV in Betrieb. Über das Umspannwerk Kelsterbach bestand über das Netz der Mainkraftwerke durch die Kopplung mit dem Umspannwerk Aschaffenburg ein Verbundbetrieb mit dem Bayernwerk und über Oberursel mit der Preußenelektra in Wölfersheim. Am Umspannwerk Mannheim-Rheinau war im Dezember 1926 die Verbindung mit dem 110-kV-Netz des Badenwerks fertiggestellt, die im selben Jahr fertiggestellte „Badische Landessammelschiene“ nach Laufenburg ermöglichte einen gegenseitigen Stromaustausch zwischen badischen und schweizerischen Kraftwerken.
Nachdem am 28. Oktober 1928 der erste Bauabschnitt der Umspannanlage Brauweiler, damals größte Freiluftschaltanlage der Welt, in Betrieb ging, war der komplette Abschnitt von Brauweiler bis Hoheneck mit 110 kV unter Spannung. Am 12. Oktober 1929 war die Hauptschaltleitung Brauweiler mit der anschließenden 220-kV-Anlage betriebsbereit, somit konnte die Leitung von Brauweiler schrittweise bis Kelsterbach, dann bis Rheinau und schließlich bis Hoheneck auf einer Länge von 339 km auf 220 kV Betriebsspannung umgestellt werden.
Im Januar 1930 ging die Nordleitung von Brauweiler über Wesel nach Ibbenbüren in Betrieb, ebenso das Koepchenwerk, das in ein als Ring ausgeführtes Leitungssystem über Osnabrück bis nach Paderborn und wieder zurück nach Brauweiler eingebunden wurde. Mit Inbetriebnahme der Stationen Herbertingen, Tiengen und Bludenz am 17. April 1930 konnte der Verbundbetrieb zwischen alpiner Wasserkraft und rheinischer Kohlekraft aufgenommen und so der Start für ein weltweit einzigartiges Verbundsystem gegeben werden.
Über die Inbetriebnahme der Nord-Süd-Leitung äußerte sich der Wirtschaftshistoriker Wilhelm Treue in einer unveröffentlichten Chronik des RWE: „Zum ersten Mal in der Geschichte der Elektrizitätswirtschaft wurde über eine Entfernung von 800 km die Zusammenarbeit thermischer und hydraulischer Kraftwerke ermöglicht, eine Pioniertat nicht allein in Europa, sondern auch für die Entwicklung in die USA. In dieser Zeit konnte das RWE für sich in Anspruch nehmen, das größte zusammenhängende 220-kV-Netz und die einzige 220-kV-Leitung der Welt zu besitzen, die bereits für eine Spannung für 380 kV ausgelegt war.“

## Ursprünglicher Trassenverlauf
Die Leitung begann im Umspannwerk Brauweiler, wo sie – parallel zu weiteren 110- und 220-kV-Leitungen zum Goldenbergwerk – nach Süden führte. Bei Frechen drehte sie nach Südosten, ehe ein südlicher und schließlich wieder südöstlicher Verlauf an Brühl vorbei folgte. Der Trasse von dort bis Koblenz folgte nahezu durchgehend eine 110-kV-Leitung. Am westlichen Stadtrand von Bonn ging es wieder nach Süden, über den Kottenforst, ehe sich bei Meckenheim ein mehr östlich tendierender Verlauf anschloss. An der Grenze zwischen den Regierungsbezirken Köln und Koblenz wechselte die Mastbauform von C2/3- auf C1-Masten. Über das Ahrtal und einige weitere Nebentäler des Rheins spannte sich die Leitung bei einem gebirgigen Trassenverlauf. Bei Andernach war das Koblenz-Neuwieder Becken erreicht. Im Norden der Stadt Koblenz wurde das gleichnamige Umspannwerk angebunden.
Östlich des Umspannwerks Koblenz führte die Leitung auf hohen, markanten Masten über den Rhein und erreichte auf der anderen Rheinseite den Westerwald. Bei Geilnau wurde das Lahntal überspannt und der Taunus erreicht. Zunächst in östliche, dann immer mehr südliche Richtung ging es oberhalb der Idsteiner Senke hinab zum Main. Bei Okriftel wurde der Main gekreuzt, wobei im selben Trassenband weitere von Norden her zum Umspannwerk Kelsterbach führende Freileitungen den Fluss kreuzten. Die Leitung erreichte hier hessischen Boden.
Auch südlich des Umspannwerks Kelsterbach teilte sich die Leitung das Trassenband mit weiteren Leitungen des RWE und der Mainkraftwerke, ehe hinter Mörfelden wieder eine eigene Trasse folgte. Der gerade nach Süden führenden Strecke folgte ab Darmstadt wiederum eine kürzere Bündelung mit einer 110-kV-Leitung der HEAG. Dem Oberrheingraben und der Bergstraße entlang, wechselte bei Laudenbach nach Baden und drehte nach Südwesten in Richtung Mannheim. Einige Kilometer nach der Kreuzung des Neckars folgte das Umspannwerk Mannheim-Rheinau, das eine zweigeteilte Anlage mit dem Badenwerk darstellte, da dieses Unternehmen kein Teil des RWE war.
Von Rheinau aus ging es nach Südosten, zunächst weiter durch die flache Rheinebene und bei Nußloch den Hang zum südlichen Odenwald hinauf. Nach Osten und ab Sinsheim wieder Südosten, durchquerte sie den hügeligen Kraichgau, querte bei Fürfeld die Grenze nach Württemberg und wechselte westlich von Heilbronn nach Süden, um erneut den Neckar zu überqueren und dem Flusslauf zu folgen. Nach der dritten Querung des Neckars bei Beihingen mündete die Leitung ins Umspannwerk Hoheneck.
Ab dem Umspannwerk Hoheneck wechselte wieder die Mastkonstruktion und es kamen wieder C2/C3-Masten zum Einsatz. In einem weiten Bogen führte die Leitung westlich und südlich an Stuttgart vorbei, durch die württembergische Gäulandschaft und über den Schönbuch. Bei Pliezhausen folgte die vierte Neckarquerung, kurz hinter Reutlingen dann der Aufstieg auf die Schwäbische Alb. In östliche, südöstliche und schließlich südliche Richtung wurde die gesamte Albhochfläche der Breite nach überquert, ehe bei Zwiefalten die Leitung ins Donautal hinabführte. In Herbertingen folgte das nächste Umspannwerk, dort verzweigte sich außerdem die Leitungstrasse in einen nach Bludenz und einen nach Tiengen führenden Zweig.
Beide Zweige führten zunächst einige Kilometer parallel zueinander nach Süden, der Bludenzer Zweig drehte bei Eichen nach Südosten. Quer durch Oberschwaben, an Ravensburg vorbei, ging es in südöstliche und später südliche Richtung. Ein kurzer Abschnitt der Leitung führte über bayerisches Gebiet, ehe die Staatsgrenze zu Österreich überschritten wurde. Auf Vorarlberger Seite ging es am östlichen Hang des Pfänders und schließlich dem Rheintal entlang, teilweise in unmittelbarer Grenznähe zur Schweiz. Bei Feldkirch drehte die Leitung von Süden nach Südosten ins Walgau hinauf, bis sie kurz hinter Bludenz im dortigen Umspannwerk endete.
Der Tiengener Zweig drehte bei Eichen nach Südwesten, ab Pfullendorf dann ganz nach Westen. Nach dem Durchqueren Oberschwabens wurde das Hegau erreicht, wo es an der Grenze zum Schweizer Kanton Schaffhausen entlang in den Südschwarzwald ging. Von Norden her kommend, mündete die Leitung ins kurz vor der Schweizer Grenze liegende Umspannwerk Tiengen, gemeinsam mit einigen weiteren Leitungen, die die Wasserkraftwerke des Schluchseewerks anschlossen.

### Trassenaufteilung
Da sich die Nord-Süd-Leitung im Besitz des RWE befand, wurden die Leitungsabschnitte mit einer internen Nummerierung des Unternehmens, der sogenannten Bauleitnummer (Bl.) versehen. Dieses System existiert seitens des RWE schon seit vielen Jahrzehnten. Da sie als 380-kV-Leitung geplant war, wurden ihr mit der Ziffer 4 (steht für 400 kV, wird häufig alternativ zu 380 kV angegeben) beginnende Nummern zugeteilt. Gezählt wird hierbei von Norden (Brauweiler) nach Süden (Bludenz), beginnend bei 4501. Der Abzweig nach Tiengen trägt die Nummer 4510.
Die Punkte Neuenahr, Heppenheim und Fürfeld markieren keine Umspannwerke, sondern Bezirks- und Landesgrenzen, an denen die Bauleitnummer wechselte. Im Fall von Fürfeld an der badisch-württembergischen Grenze wechselte das beim Bau ausführende Unternehmen.
| Trasse                      | Bauleit- nummer | Masttyp | Inbetriebnahme | Bauherr     |
| --------------------------- | --------------- | ------- | -------------- | ----------- |
| Brauweiler–Pkt. Neuenahr    | 4501            | C2      | 1928           | RWE         |
| Pkt. Neuenahr–Koblenz       | 4502            | C1      | 1926           | RWE         |
| Koblenz–Kelsterbach         | 4503            | C1      | 1926           | RWE         |
| Kelsterbach–Pkt. Heppenheim | 4504            | C1      | 1926           | Lahmeyer AG |
| Pkt. Heppenheim–Rheinau     | 4505            | C1      | 1926           | Lahmeyer AG |
| Rheinau–Pkt. Fürfeld        | 4506            | C1      | 1928           | Lahmeyer AG |
| Pkt. Fürfeld–Hoheneck       | 4507            | C1      | 1928           | GROWAG      |
| Hoheneck–Herbertingen       | 4508            | C3      | 1930           | GROWAG      |
| Herbertingen–Bürs           | 4509            | C3, C1  | 1930           | GROWAG      |
| Herbertingen–Tiengen        | 4510            | C3      | 1930           |             |

### Umspannwerke
Die ursprünglich sieben im Leitungsverlauf errichteten Umspannwerke – das Umspannwerk Tiengen wurde erst später fertiggestellt – wurden alle nach einem einheitlichen Schaltungsschema durch die Siemens-Schuckertwerke ausgeführt. Insgesamt wurden 14 Leistungstransformatoren mit je 60.000 kVA Leistung installiert. Wegen Belastungsschwankungen konnte auf der 220-kV-Leitung keine konstante Spannung erreicht werden, deshalb wurden in allen Umspannwerken Drosselspulen mit je 6.000 kVA sowie Phasenschiebertransformatoren eingebaut.
Es handelte sich durchweg um Freiluftanlagen, die zur damaligen Zeit noch nicht üblich waren. Dies lag zum einen an der Größe der Bauteile, zum anderen am engen Zeitplan des Projekts. Es mussten somit nicht erst Gebäude errichtet werden, die Komponenten konnten nach der Anlieferung auf dem Gelände sofort aufgestellt werden. Eine Ausnahme bildete das Umspannwerk Mannheim-Rheinau, wo die beiden Phasenschieber und eine Transformatorenmontage in einem Gebäude untergebracht wurden.
Aus der in Deutschland erstmaligen technischen Anwendung der neuen Spannungsebene konnten etliche neue Erkenntnisse auf dem Gebiet des Verbundnetzbetriebs gewonnen werden.
| Name des Umspannwerks | Bauherr | Spannungsebenen       | Weitere angebundene Energieversorger | Eingebundene Kraftwerke                          | Inbetrieb- nahme |
| --------------------- | ------- | --------------------- | ------------------------------------ | ------------------------------------------------ | ---------------- |
| Brauweiler            | RWE     | 220 kV, 110 kV        |                                      | Goldenbergwerk, Kraftwerke im rheinischen Revier | 1928             |
| Koblenz               | RWE     | 220 kV, 110 kV        |                                      | Kraftwerk Mettlach, Kraftwerk Trier              | 1926             |
| Kelsterbach           | RWE     | 220 kV, 110 kV, 50 kV | Main-Kraftwerke                      | Kraftwerk Höchst, Kraftwerk Dettingen            | 1926             |
| Mannheim-Rheinau      | RWE     | 220 kV, 110 kV        | Badenwerk, Pfalzwerke                | Großkraftwerk Mannheim                           | 1926             |
| Hoheneck              | GROWAG  | 220 kV, 110 kV, 60 kV | GROWAG, KAWAG, WÜSAG                 | Kraftwerk Heilbronn, Kraftwerk Pleidelsheim      | 1928             |
| Herbertingen          | GROWAG  | 220 kV, 55 kV         | OEW                                  |                                                  | 1930             |
| Bürs                  | RWE     | 220 kV, 110 kV        | Vorarlberger Illwerke                | Vermuntwerk                                      | 1930             |

### Heutiger Zustand
Größtenteils auf den Masten der 1920er Jahre und in der Originaltrasse sind noch die südlichen Abschnitte der Leitung zwischen Bludenz bzw. Tiengen und Mannheim-Rheinau in Betrieb. Zwischen Mannheim-Rheinau und Pfungstadt ist die Leitung derzeit (Dezember 2023) außer Betrieb und teilweise in der Demontage befindlich, um durch eine 380-kV-Leitung ersetzt zu werden. Nördlich von Pfungstadt, wo die Leitung nachträglich in eine 220-kV-Schaltanlage eingeschleift wurde, existieren heute fast keine Originalmasten mehr, obwohl große Teile des Trassenbands nach wie vor von Freileitungen genutzt werden. Auch im südlichen, heute noch bestehenden Teil kam es im Laufe der Jahrzehnte durch den zunehmenden Netzausbau zu Änderungen:
- Im kurzen Abschnitt auf bayerischem Gebiet im Landkreis Lindau wurden in den 1980er Jahren die 12 Originalmasten durch 10 moderne Tonnenmasten ersetzt. Anders als auf württembergischen und vorarlbergischem Gebiet wurden hier aus unbekannten Gründen keine C3-Masten, sondern die wesentlich kleineren C1-Masten eingesetzt.[43]

- Da auf baden-württembergischen Gebiet ein Stromkreis der Leitung von TransnetBW seit 1998 mit 380 kV betrieben wird, gibt es einen Leitungsabzweig an der BAB 96 zum Umspannwerk Obermooweiler, von dem ein Stromkreis zum direkt an der Trasse befindlichen Umspannwerk Grünkraut führt. Der zweite TransnetBW-Kreis führt von Grünkraut auf der Nord-Süd-Leitung nach Herbertingen. Die Masten im Bereich zwischen der BAB 96 und Ravensburg sind zwischen 2008 und 2009 durch moderne Tonnenmasten ersetzt worden.[44]

- Bei Rommelsbach besteht seit 2008 ein Leitungsabzweig für 380 kV zum Umspannwerk Metzingen. Nach der Inbetriebnahme des 380 kV-Abzweigs in Rommelsbach wurde der 380 kV-Stromkreis zwischen Hoheneck und Rommelsbach stillgelegt und die 380 kV-Speisung von Herbertingen über Metzingen/Wendlingen durchgeführt (siehe Bild). Der 220 kV-Stromkreis zwischen Rommelsbach und Hoheneck blieb bis 2022 in Betrieb. 2022 wurden beide Stromkreise des 2020 erneuerten Leitungsabschnitt zwischen Rommelsbach und Herbertingen parallel geschaltet und die Verbindung nach Hoheneck gekappt (siehe Bild). Die Leitung zwischen Hoheneck und Rommelsbach hat somit zurzeit keine Funktion. Über ihre Zukunft ist noch nicht entschieden worden.

- Zwischen Großgartach und Neckarwestheim ist die Nord-Süd-Leitung bereits seit den 1980er Jahren nicht mehr auf den Originalmasten verlegt, da hier eine vierkreisige Leitung in der Trasse gebaut wurde, die über zwei 380-kV-Stromkreise von Neckarwestheim bzw. Mühlhausen nach Großgartach verfügt. Diese Leitung quert im Südwesten Heilbronns zum dritten Mal den Neckar, ehe bei Leingarten die beiden 380-kV-Stromkreise ins Umspannwerk Großgartach führen und die Nord-Süd-Leitung wieder über Originalmasten verfügt.

- Bei Kirchardt wurde im Zuge der Anlage eines Autobahn-Behelfsflugplatzes an der A 6 auf niedrige Donau- und Einebenenmasten verlegt sowie der Verlauf geringfügig verändert. Bei Schatthausen wurde die ursprüngliche Trasse bis Nußloch demontiert und der verbliebene Stromkreis auf die 220-kV-Leitung Neurott–Hüffenhardt verlegt, um Platz für ein Wohngebiet zu machen.

## Technische Aspekte

### Masten
Die gesamte Leitung war ursprünglich auf Freileitungsmasten mit Dreiebenenanordnung installiert. Dabei wurden zwei verschiedene Bauformen verwendet. Für die Sektion von Hoheneck über die Umspannwerke Rheinau, Kelsterbach und Koblenz bis Bad Neuenahr wurde der C1-Mast verwendet, für die anderen Abschnitte Maste der äußerlich identischen Typen C2 und C3, die sich in ihrer Stabilität gegenüber Eislast unterscheiden. Der Wechsel von C2/C3- auf C1-Maste fand zum einen an der Grenze der Regierungsbezirke Köln und Koblenz (heutige Landesgrenze zwischen Nordrhein-Westfalen und Rheinland-Pfalz), zum anderen am Umspannwerk Hoheneck statt. Zudem war der kurze Abschnitt auf bayerischem Gebiet auf C1-Masten verlegt, während in Württemberg und Vorarlberg C3-Masten verwendet wurden.
Stand 2022 sind auf einem kurzen Abschnitt bei Frechen und einem Großteil der südlichen Stränge von Hoheneck bis Rommelsbach sowie von Herbertingen nach Bürs bzw. nach Tiengen die originalen C2- und C3-Masten aus den 1920er Jahren noch vorhanden. Gleiches gilt für das Stück von Pfungstadt über Mannheim-Rheinau nach Ludwigsburg-Hoheneck, wo sich die C1-Masten nach wie vor im Einsatz befinden.

#### C1-Mast
Der C1-Mast ist für zwei Drehstromkreise mit einer Spannung von 220 kV in Dreiebenenanordnung als Tonnenmast ausgelegt, wobei die beiden unteren Traversen miteinander verstrebt sind und bei Tragmasten einen relativ geringen Abstand zueinander aufweisen. Die ersten Teilstücke der Leitungen gingen 1926 auf den Abschnitten mit diesem Masttyp in Betrieb. Im Unterschied hierzu hatten die ursprünglichen C1-Masten der Rheinquerung bei Koblenz noch eine zusätzliche obere Traverse für zwei Erdseile. Die C1-Masten an der Reichsautobahn bei Darmstadt (spätere Bundesautobahn 5) hatten zusätzlich senkrechte Verstrebungen zwischen der mittleren und untersten Traverse.

#### C2- und C3-Mast
Diese Tonnenmaste mit drei separaten Traversen können für Drehstromleitungen mit ein oder zwei Stromkreisen bis 380 kV verwendet werden. Sie sind konstruktiv gleich aufgebaut, der C3-Typ ist durch Verwendung verstärkter Bauteile für die vierfache Eislast ausgelegt. Das Bild links zeigt C3-Maste der beiden Zweige südlich von Herbertingen, wobei der im Bild rechte Mast jüngeren Datums ist. Er gehört zum Tiengener Zweig, der erst mit einem späteren Umbau separat nach Herbertingen geführt wurde. Zwischen dem Goldenbergwerk und dem Umspannwerk Brauweiler existiert eine zweite Leitung auf diesen Masten.

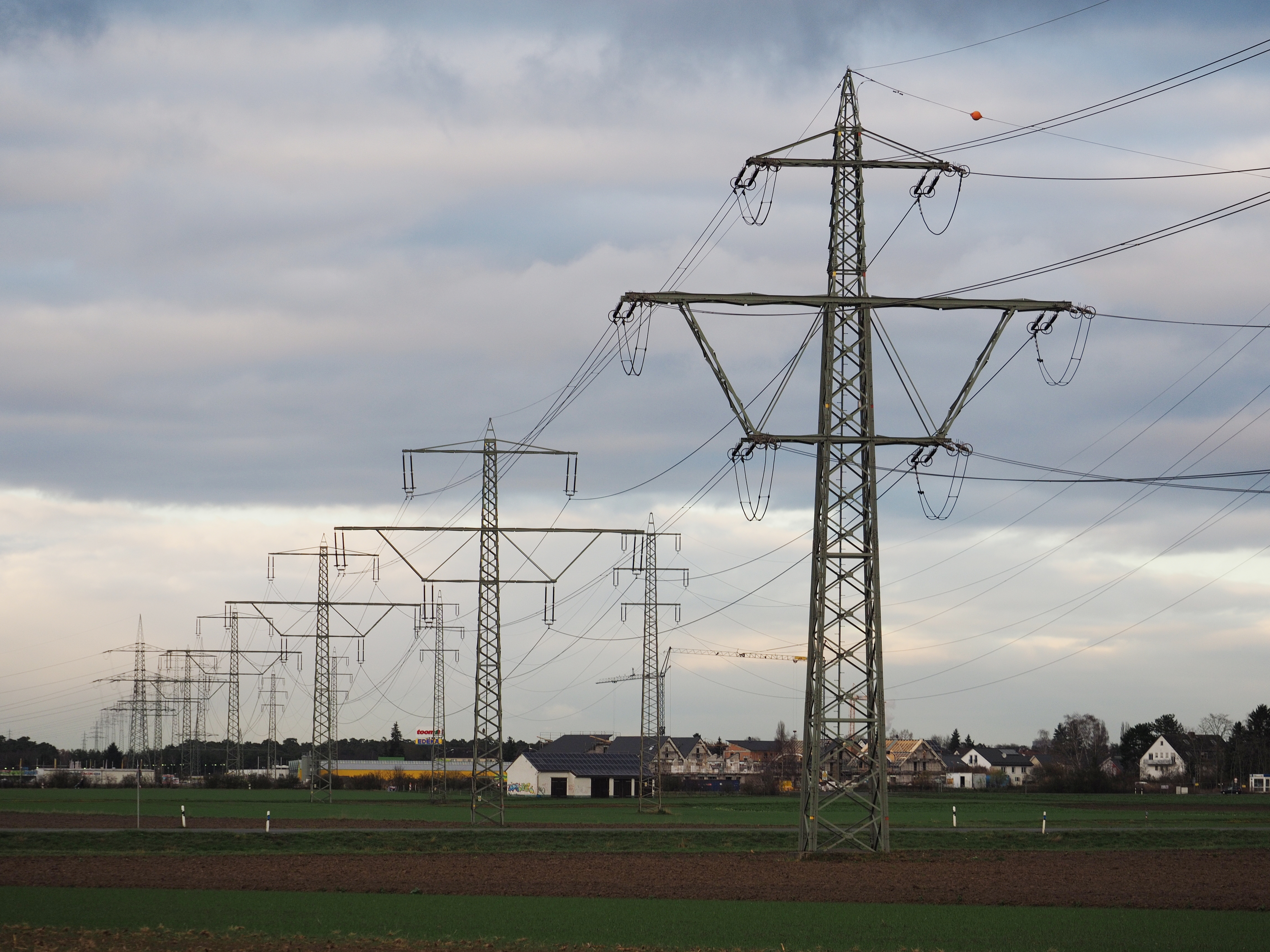
C1-Mast: vorn ein Abspannmast, dahinter Tragmaste
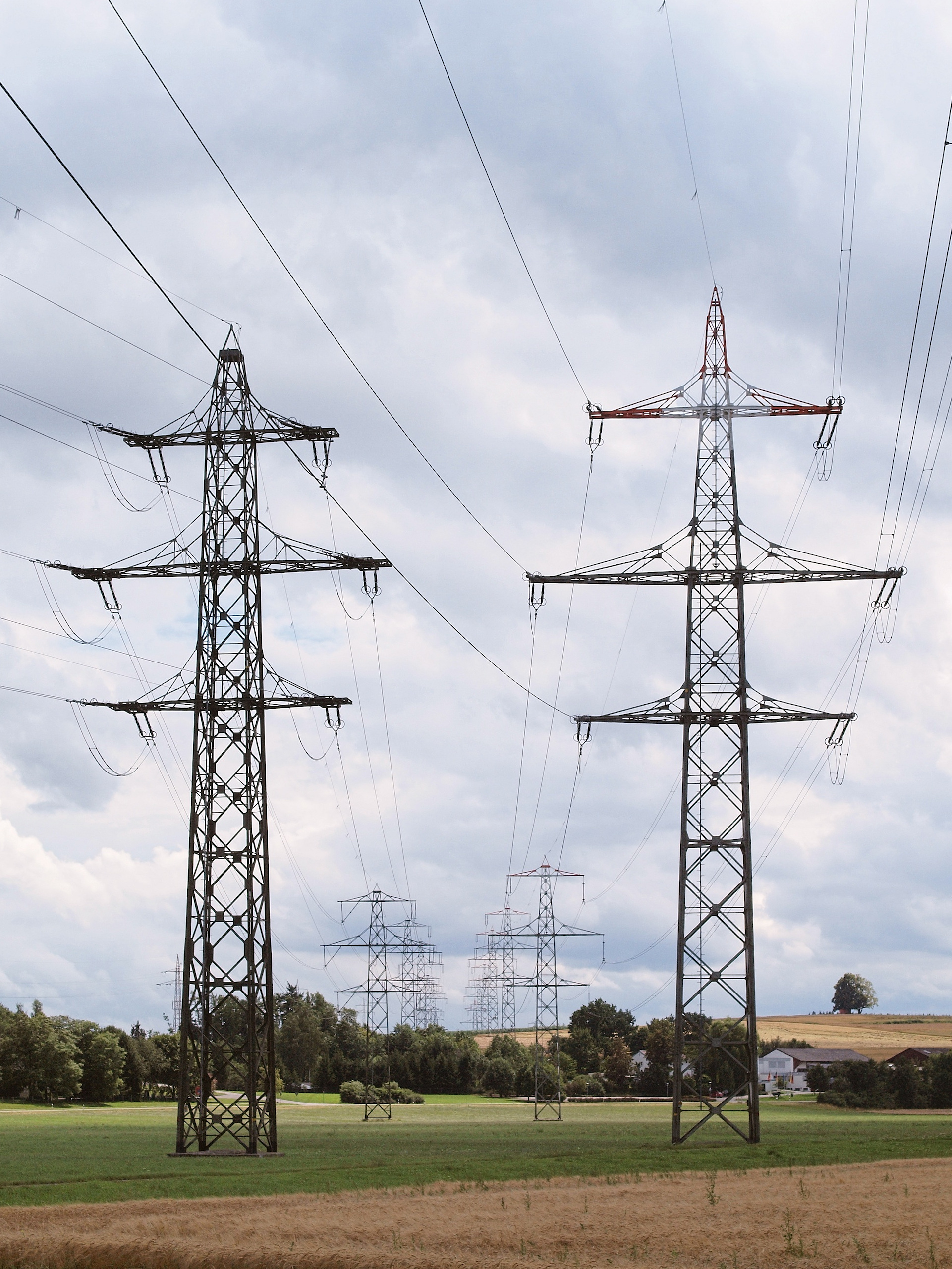
C3-Maste, rechts eine neuere Bauform

Zwischen Hoheneck und Bad Neuenahr wurden später an folgenden Stellen wegen ihrer höheren Stabilität und Belastbarkeit (größeres Spannfeld der Leiterseile) die ansonsten verwendeten C1-Masten durch C2-Masten ersetzt:
- Einzelner Mast unmittelbar nördlich von Hoheneck, um 110-kV-Leitungen mit größerem Spannfeld zu überqueren
- Zwei Masten, beiderseits der BAB 81 bei Pleidelsheim, von denen der westliche in den 1990er Jahren durch einen modernen Tonnenmast ersetzt wurde
- Einzelner Mast nördlich der Querung BAB 656 bei Mannheim
- Einzelner Mast westlich von Hemsbach. Hier wurde früher die 110-kV-Bahnstromleitung Weiterstadt–Mannheim überquert, die 1983 durch die Bahnstromleitung Flörsheim–Stuttgart ersetzt wurde.
- Zwei Masten, beiderseits der BAB 3 bei Wörsdorf, wurden im Zuge des Leitungsneubaus 1980 durch moderne Tonnenmasten ersetzt

### Leiterseile
Beim Betrieb der Teststrecke zwischen Ronsdorf und Letmathe war man zunächst auf zahlreiche Probleme gestoßen und hielt daher ein Verbundnetz noch für technisch und wirtschaftlich zu riskant. So waren die eingesetzten Leiterseile für die hohe Spannung fehlerhaft dimensioniert: Der zu kleine Leiterdurchmesser bewirkte im Betrieb einen hohen Wellenwiderstand, der die natürliche Leistung der Leitung senkte und bedeutende Übertragungsverluste erzeugte. Die starken Koronaentladungen an den Isolatoren mit entsprechender Geräuschentwicklung brachten der Teststrecke den Spitznamen Feuerwerksleitung ein.
In Zusammenarbeit mit der AEG, den Siemens-Schuckertwerken und Felten & Guilleaume entwickelte das RWE ein Kupfer-Hohlseil von 42 mm Durchmesser und 400 mm² Querschnittsfläche. Durch den hohlen Seilkörper konnte Gewicht und Material eingespart werden, der größere Leitungsdurchmesser bewirkt eine geringere Wellenimpedanz. Somit wurden durch das Erreichen einer höheren natürlichen Leistung der angepassten Leitung zu hohe Leistungsverluste beim Betrieb vermieden. Koepchen ging hierbei von einer Leistungsaufnahme über 400 MW je Stromkreis bei einem Hohlseil mit 42 mm Durchmesser aus. Die Kupfer-Hohlseile kommen ohne jegliche Stützkonstruktionen im Innern aus, indem Kupferflachdrähte von außen miteinander vernutet wurden. Die Seile wurden von den Vereinigten Deutschen Metallwerken (VDM) in Gustavsburg produziert.
Beim Bau der Leitung musste für die Verlegung der Leiterseile auf den Masten extra neues Gerät entwickelt werden. Zu Problemen kam es nach Abschluss der Montage, da die leichten und an der Oberfläche glatten Leiterseile zu schwingen begannen. Der Einbau von Dämpfern wie den damals neu entwickelten Stockbridge-Schwingungstilgern wurde durch das RWE nicht weiter verfolgt, nachdem bei Untersuchungen und Tests an den Seilen keine Schäden festgestellt wurden. Weitere Versuche wurden an der TH Darmstadt durchgeführt, wobei die Hohlseile mechanischen und elektrodynamischen Belastungen ausgesetzt wurden.
Auch traten Probleme bei der Aufhängung der Leiterseile an den Isolatorklemmen auf. Man entfernte die anfangs installierten starren Klemmschalen wieder und baute solche mit zwei beweglichen Enden ein, die ebenfalls nicht wie gewünscht die Seile beweglich hielten. Bis die Aufhängung zufriedenstellend funktionierte, testete die Herstellerfirma Elektroarmaturenwerk JWH des Ingenieurs Johannes Wilhelm Hofmann mehrere Modelle mit längeren Schalen, sodass die gewünschte Anordnung der Leiterseilaufhängung erst nachträglich eingebaut wurde.

### Isolation

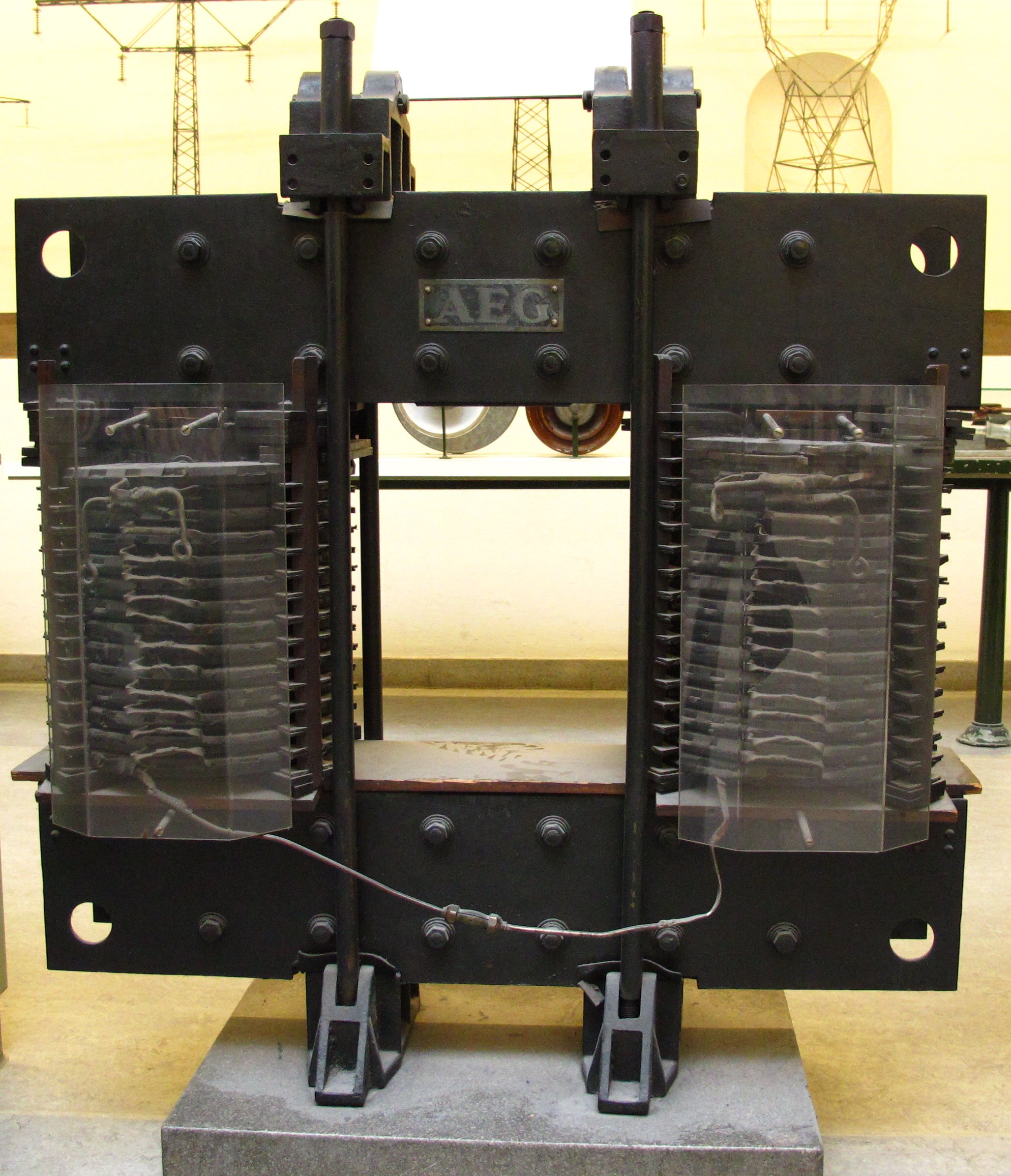
Prototyp der Erdschlussspule von Petersen, 1917 bei der KAWAG verwendet. Dahinter Modell eines C1-Masten

Vorgesehen war anfangs ein Betrieb der Leitung mit starr geerdetem Sternpunkt und 380 kV Nennspannung (verkettete Spannung), was zu einer Leiter-Erde-Spannung von etwa 220 kV geführt hätte. Mit starr geerdetem Sternpunkt waren auch die seit 1921 bestehenden nordamerikanischen 220-kV-Leitungen ausgeführt, sodass die dortige Leiter-Erde-Spannung rund 127 kV betrug. Da man von Seiten der Reichspost und der Reichsbahn jedoch Beeinflussungen der betrieblichen Schwachstromanlagen befürchtete, verhinderten diese einen Betrieb der zukünftigen Leitung mit geerdetem Sternpunkt. Die Leitung wurde daher mit induktiv geerdetem Sternpunkt (Petersen-Kompensation) und mit einer Nennspannung von 220 kV betrieben. Erstmals weltweit wurde auf einer Leitung dieser Spannungshöhe ein Betrieb mit induktiv geerdetem Sternpunkt angewandt. Bei einer späteren Umstellung auf 380 kV Nennspannung hätte wiederum eine Umstellung auf starr geerdeten Sternpunkt stattfinden sollen.
Bedingt durch die Anwendung der induktiven Sternpunkterdung, also einer Erdschlusskompensation durch Petersenspulen, musste aufgrund der Spannungsüberhöhung bei einpoligen Fehlern ein höherer Isolationspegel eingestellt werden als bei allen anderen bislang in Deutschland errichteten Leitungen. Verwendet wurden Kappenisolatoren der Firma Hermsdorf-Schomburg-Isolatoren-Gesellschaft (HESCHO) mit 10 Gliedern (Kettenisolator), die bei Tragmasten die Typenbezeichnung K6 und bei Abspannmasten die Bezeichnung K7 trugen. Bedingt durch Ausfälle in Folge von Verschmutzungen wurden einige der Kappenisolatoren durch solche des Typs NK6 bzw. NK7 (Nebel-Kappenisolator) ersetzt, etwa 10 Jahre später schließlich durch Langstabisolatoren.

### Lastflusssteuerung
Um die Spannung entlang des etwa 600 km langen Leitungssystems konstant zu halten und Blindleistung zu reduzieren, wurden im Umspannwerk Mannheim-Rheinau zwei Phasenschieber installiert. Diese waren in einer großen Halle auf dem Werksgelände untergebracht. Jede der Synchronmaschinen mit Einphasen-Asynchronmotoren zum Anfahren hatte eine Leistung von 20.000 kVA, die Transformatoren zur Versorgung hatten 30.000 kVA an elektrischer Scheinleistung.

## Spätere Entwicklungen

### Anbindung des Leitungsabschnitts nach Tiengen

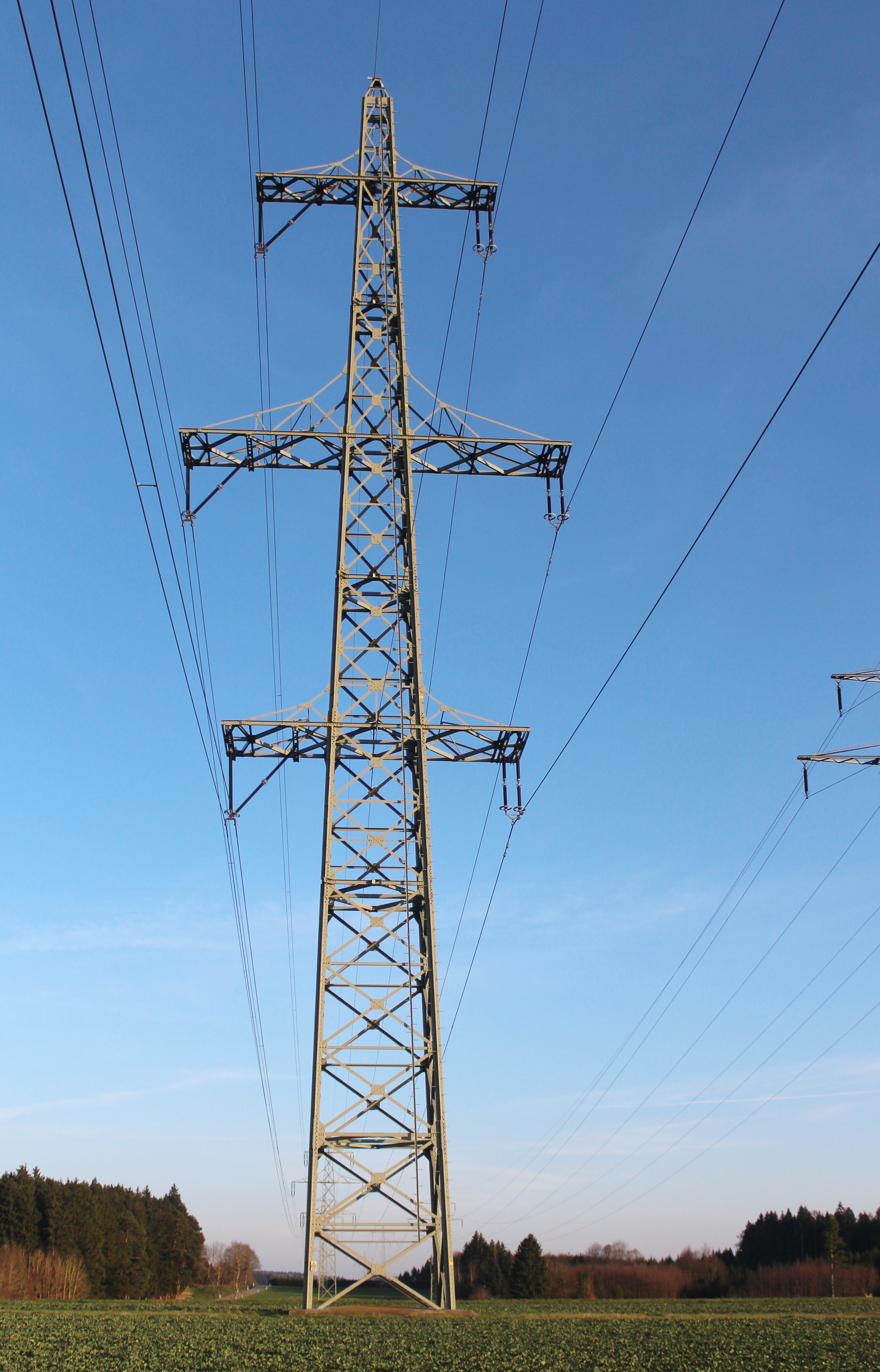
Der weite Abstand der Traversen mit zwischenliegenden Verstärkungen im Rumpf lässt vermuten, dass dies ursprünglich ein Abzweigmast war.

Wenn dafür auch kein schriftlicher Beleg auffindbar ist, so spricht doch vieles dafür, dass der Tiengener Zweig ursprünglich an einem Abzweigmast südlich des Dorfes Wolfartsweiler bei 47° 59′ 42,7″ N, 9° 26′ 50,5″ O an den Bludenzer Zweig fest angekoppelt war und erst 1943, als die Mittelstufe des Schluchseewerks in Betrieb ging, separat zum Umspannwerk Herbertingen geführt wurde.

### Im Zweiten Weltkrieg
Mit der Machtergreifung Adolf Hitlers am 30. Januar 1933 begann die Zeit des Nationalsozialismus. Das politische und gesellschaftliche Leben wurde gleichgeschaltet. Die Wirtschaft wurde transformiert; unter anderem zur Vorbereitung auf den Zweiten Weltkrieg.
Im Dezember 1935 trat das Energiewirtschaftsgesetz in Kraft. Die gesamte Elektrizitätswirtschaft wurde unter Aufsicht des Reichswirtschaftsministeriums gestellt, womit Planung, Betrieb und Finanzierung des Energieversorgungsnetzes nun alleine nach den politischen Vorstellungen des NS-Regimes gestaltet werden konnten. Die dezentrale Energieversorgung wurde beibehalten, weil Großkraftwerke militärisch verwundbare Ziele sind.
Im Zuge des Energiewirtschaftsgesetzes wurde die Hauptschaltleitung Brauweiler zum Bezirkslastverteiler erklärt, der der Reichsstelle für die Elektrizitätswirtschaft (auch als Reichslastverteiler bezeichnet), einer Zentralstelle für die Regulierung des gesamten deutschen Verbundnetzes über die Energieversorger hinaus, direkt unterstellt war. Je nach verfügbarer Strommenge wurden auf Anweisung durch den Reichslastverteiler und das Planungsamt des Reichsministers für Rüstung und Kriegsproduktion Abschaltungen durchgeführt. Trotz der Bombardements auf Industrieanlagen im Zweiten Weltkrieg blieb das Verbundnetz des RWE bis 1944 noch größtenteils in Betrieb; das Kraftwerk Goldenberg dagegen wurde im Oktober 1944 weitgehend zerstört. Als zentrale Sammelschiene für die Energieversorgung der stark industrialisierten Regionen in West- und Süddeutschland geriet das Übertragungsnetz des RWE schnell in den Fokus alliierter Kampfverbände.
Truppen der US-Armee überquerten im Februar 1945 die Rur (Operation Grenade), rückten Richtung Rhein vor und besetzten dabei auch die Hauptschaltleitung Brauweiler. Teile des Netzes im linksrheinischen Gebiet wurden zerstört, wodurch die Verbindung mit den Kraftwerken in Süddeutschland unterbrochen wurde. Am 5. März 1945, nach Besetzung durch US-Soldaten, meldete die Hauptschaltleitung die Versorgungsunterbrechung auf der Nord-Süd-Leitung: 

„Wir sind soeben durch alliierte Truppen besetzt worden. […] Die linksrheinischen Fernleitungen liegen größtenteils am Boden. Wir haben mit dem Süden keine Verbindung mehr. Wir trennen uns hiermit auch vom rechtsrheinischen Gebiet.“

Die Elektrizitätsversorgung im kriegszerstörten Deutschland wurde durch die drei Westalliierten unterschiedlich geregelt: Die britische Besatzungsmacht setzte pro Land einen Kontrolloffizier für die öffentliche Versorgung ein, der einer koordinierenden Stelle in Minden unterstellt war. In der amerikanischen Zone wurde die Stromversorgung zentral von der 7. Armee in Heidelberg geleitet. Schon Anfang Juli 1945, wenige Wochen nach der Kapitulation der Wehrmacht, wurde der Verbundbetrieb auf der Nord-Süd-Leitung wieder aufgenommen. Der zügige Wiederaufbau entsprach auch dem Wunsch der britischen Militärregierung, in ihrer Besatzungszone (in der Teile des RWE-Netzes lagen) das Stromnetz wieder in Betrieb zu nehmen.
Aufgrund der großen Abhängigkeit der Stromzufuhr in der amerikanischen Zone von außerhalb – die zerstörte Infrastruktur erschwerte Kohlelieferungen über den Rhein und zwischen Rheinland und Süddeutschland war nur ein 220-kV-Stromkreis in Betrieb – wurden Betriebsbüros an den Umspannwerken Brauweiler, Kelsterbach und Herbertingen eingerichtet. Von deutscher Seite wurde die Struktur mit Landes-, Gebiets- und Ortslastverteilern unter der Regie eines Hauptlastverteilers übernommen, der entsprechend der Forderungen des alliierten Kontrollrats mit der Wiederinstandsetzung des Netzes beauftragt worden war. Problematisch war anfangs die fehlende Abstimmung der drei Westalliierten über eine geregelte Elektrizitätsversorgung. Es existierte zu diesem Zeitpunkt keine zentrale Lastverteilerstelle mehr, die Stromlieferungen koordinieren konnte. Die französische Besatzungsmacht beanspruchte die süddeutschen Wasserkräfte für sich als Reparationsleistungen. Zudem war der Stromaustausch mit der Schweiz unterbrochen – dieser wurde im Sommer 1946 wieder aufgenommen – und die Elektrizitätswirtschaft im wiedererrichteten Österreich, ebenfalls unter alliierter Besatzung, stand vor der Verstaatlichung.
Ende 1946 wurde in Bad Homburg durch die Länder der amerikanischen und britischen Zone die Zentrallastverteilung für Elektrizität (ZLV) eingerichtet, die die acht großen westdeutschen Energieversorger mit der Regelung des Verbundbetriebs in ihrer jeweiligen Zone (als „Elektriztätsbezirk“ bezeichnet) beauftragte und ihnen Kohle zur Stromerzeugung zuteilte. Noch bis Frühjahr 1949 kam es aufgrund periodischer Wasserknappheit, die die Nutzung der Pumpspeicherwerke erschwerten, und den noch im Wiederaufbau befindlichen Kohlekraftwerken zu einer ungenügenden Versorgungslage, die sich in einer Absenkung der Netzfrequenz auf bis zu 45 Hz bemerkbar machte. Erst Anfang der 1950er Jahre entspannte sich die Versorgungssituation durch den Neubau von Kraftwerken so weit, dass die Zentrallastverteilung 1953 aufgelöst wurde.
Das Jahr 1948 spielt eine herausragende Rolle in der Weiterentwicklung Verbundbetriebs. Die Währungsreform und die wiederaufgenommene Steinkohleförderung ermöglichten die schrittweise Aufhebung der Kontingente. Unter Führung des RWE wurde am 15. November die Deutsche Verbundgesellschaft (DVG) gegründet, die alle sieben großen westdeutschen Energieversorger sowie die Berliner BEWAG und die mitteldeutsche EWAG zusammenfasste. Unter diesem Zusammenschluss, so erhoffte man sich, sollte die Koordination zwischen den einzelnen Unternehmen beim Ausbau der Erzeugungskapazitäten verbessert werden und im Endeffekt ein gemeinschaftlich als Einheit betriebenes, deutschlandweites Verbundnetz mit Anschlüssen an die europäischen Nachbarländer stehen. Zunächst sollte auf Basis der bestehenden 220-kV-Leitungen von RWE, Preußenelektra, VEW und EWAG das bestehende Netz ergänzt und verdichtet werden. Danach sollte bis 1960 ein Übergang auf die Spannung von 400 kV in einem gemeinsamen Netz folgen.

### Betrieb mit 300 kV

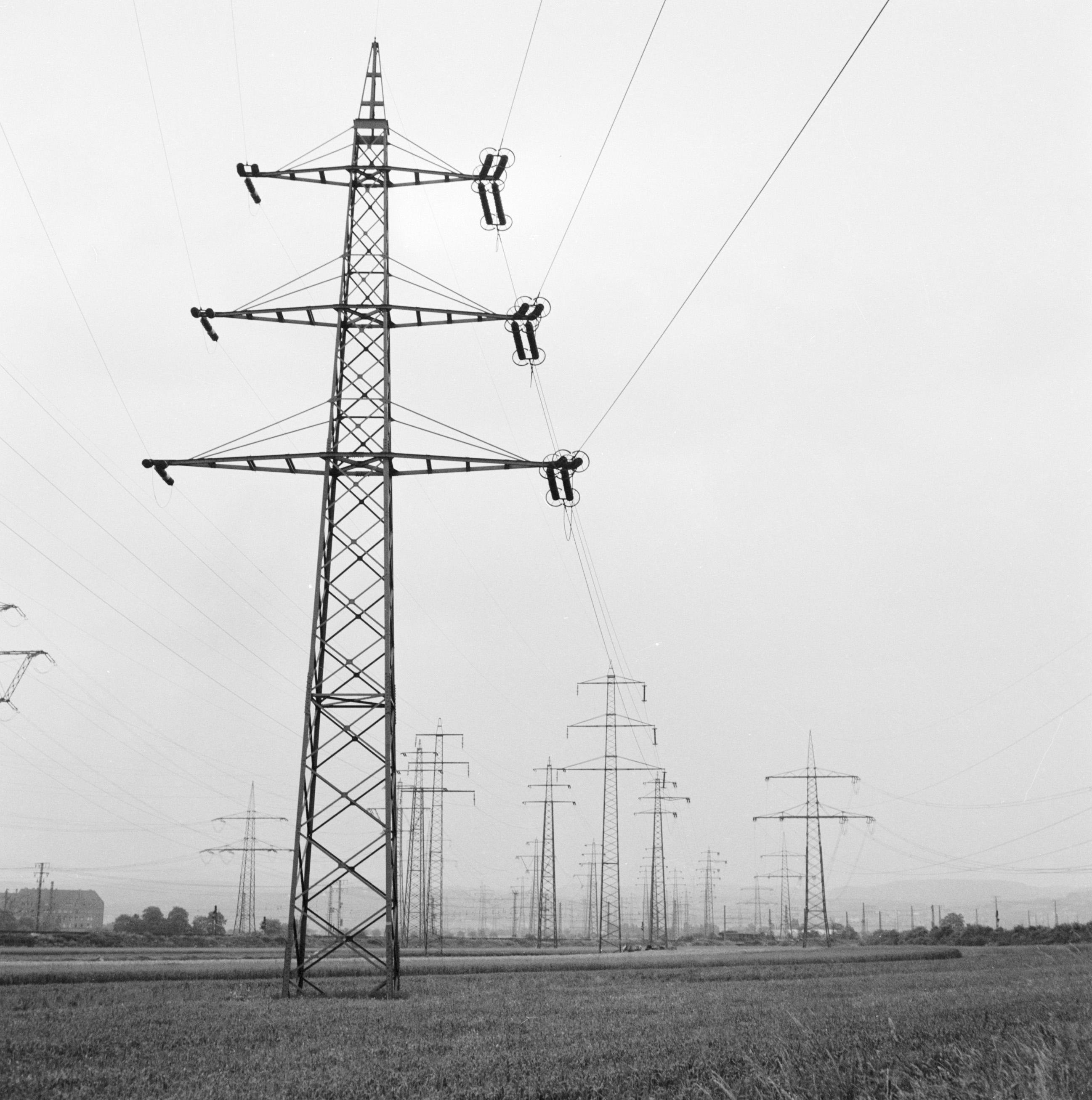
Freileitungen am Umspannwerk Koblenz im Jahr 1955, links die Nord-Süd-Leitung

Es zeichnete sich ab, dass die Übertragungskapazität der 220-kV-Leitungen durch die zahlreichen in den 1950er Jahren gebauten Großkraftwerke im rheinischen Revier – etwa die Kraftwerke Frimmersdorf, Fortuna, Weisweiler und eine erneute Erweiterung des Goldenbergwerkes – nicht mehr ausreichte. Die DVG und einige Hersteller energietechnischer Betriebsmittel gründeten 1950 die 400-kV-Forschungsgemeinschaft; diese führte auf einem Testgelände beim Umspannwerk Mannheim-Rheinau Praxisversuche auf einer 2 km langen 380-kV-Testleitung durch. 1952 ging in Schweden weltweit erstmals eine 380-kV-Leitung in den regulären Betrieb.
Zwar wurde die Nord-Süd-Leitung bei ihrem Bau explizit für eine Betriebsspannung von 380 kV dimensioniert, jedoch erschienen dem RWE die verlegten Hohlseile und die Leiterabstände zu gering für einen praktikablen Betrieb mit dieser Spannung. Durch die Einführung einer starren Sternpunkterdung im gesamten 220-kV-Netz war ein geringerer Isolationspegel möglich, wodurch eine größere Spannungsanhebung bei nur geringer Erhöhung der Isolation möglich war. Im Oktober 1952 entschied man sich für die Erhöhung der Spannung auf der besonders belasteten, 253 km langen Teilstrecke von Brauweiler nach Rheinau von 220 auf 300 kV. Hierfür wurden in Brauweiler und Rheinau 110-/300-kV-Transformatoren und Schalter installiert, gleichzeitig wurden an den Masten die Isolatorketten um zwei bis drei Glieder erweitert.  Die höhere Spannung führte zu einer Verdopplung der natürlichen Übertragungsleistung der Leitung. Laut einer Mitteilung der österreichischen Zeitschrift „Elektrotechnik und Maschinenbau“ vom 15. Dezember 1953 wurde durch die Umstellung der Spannung von 220 auf 300 kV die Übertragungsleistung allerdings um 86 % (140 000 kW) gesteigert.

### Umstellung eines Stromkreises auf 380 kV
1957 wurde die Spannungsebene von 380 kV in deutschen Hochspannungsnetz auf einem Stromkreis der neuen Leitung Rommerskirchen–Hoheneck eingeführt, deren Trasse weitgehend parallel zur Nord-Süd-Leitung verlegt wurde. Für diese Leitung wurde ein neuer Masttyp verwendet, der kurz zuvor auf dem Testgelände der DVG in Rheinau erprobt wurde. Dabei handelte es sich um einen Donaumast, der mit größeren Dimensionen als bisher bestehende Freileitungsmasten ausgeführt wurde und zwei Stromkreise mit Viererbündeln tragen kann.
Auch für die nachträgliche Umrüstung bestehender 220-kV-Leitungen auf 380 kV wurden Überlegungen angestellt. Ein Plan bestand darin, bei den im RWE-Netz üblichen Tannenbaummasten einen einzelnen 380-kV-Kreis versetzt an jeder der Traversen anzubringen, sodass die Mindestabstände der Phasen untereinander sowie zur nächsten Traverse eingehalten werden können. Diese Anordnung kam in der Praxis jedoch nicht zur Anwendung. Nach Inbetriebnahme der ersten deutschen 380-kV-Leitung zwischen Rommerskirchen und Hoheneck begannen ab 1957 schließlich Überlegungen, auch Teile der Nord-Süd-Leitung für den Betrieb mit 380 kV umzurüsten. Zumindest der südliche Abschnitt ab Hoheneck, dessen Masttyp C3 massiver und stabiler erschien als die filigranen C1-Masten mit verstrebten Traversen im mittleren Abschnitt (Neuenahr–Hoheneck), schien für einen solchen Betrieb geeignet.
Im Jahr 1957 wurde schließlich die Versuchsfreileitung auf dem Rheinauer DVG-Gelände zur Hälfte abmontiert und auf einem 850 m langen Teilstück mehrere Nachbauten der C3-Masten, wie sie auf der Nord-Süd-Leitung zum Einsatz kommen, errichtet. Einer der beiden Stromkreise wurde mit Einzelleiter-Hohlseilen belegt, der andere mit Zweierbündelleitern. Die Tests verliefen positiv, sodass einem Betrieb mit 380 kV auf Abschnitten der Nord-Süd-Leitung nichts mehr im Weg stand.
Nach Inbetriebnahme der 380-kV-Verbindung verlegte man das südliche Ende des 300-kV-Kreises im Jahr 1960 von Rheinau nach Kelsterbach. Im Jahr 1964 wurde dann im Abschnitt Hoheneck–Herbertingen–Tiengen ein Stromkreis der Nord-Süd-Leitung auf 380 kV umgestellt, dies geschah zusammen mit der Umstellung des zweiten Stromkreises auf der Leitung Rommerskirchen–Hoheneck. Insbesondere der in den Schweizer Wasserkraftwerken erzeugte Strom sollte so mit einer noch größeren Kapazität mit dem aus den westdeutschen Kohlekraftwerken ausgetauscht werden, zumal auch auf schweizerischer Seite der Ausbau auf 380 kV vorangetrieben wurde. Ab 1965 war das Umspannwerk Tiengen über eine 380-kV-Leitung mit dem schweizerischen Umspannwerk Beznau verbunden.

### Leitungsverlegung am Frankfurter Flughafen

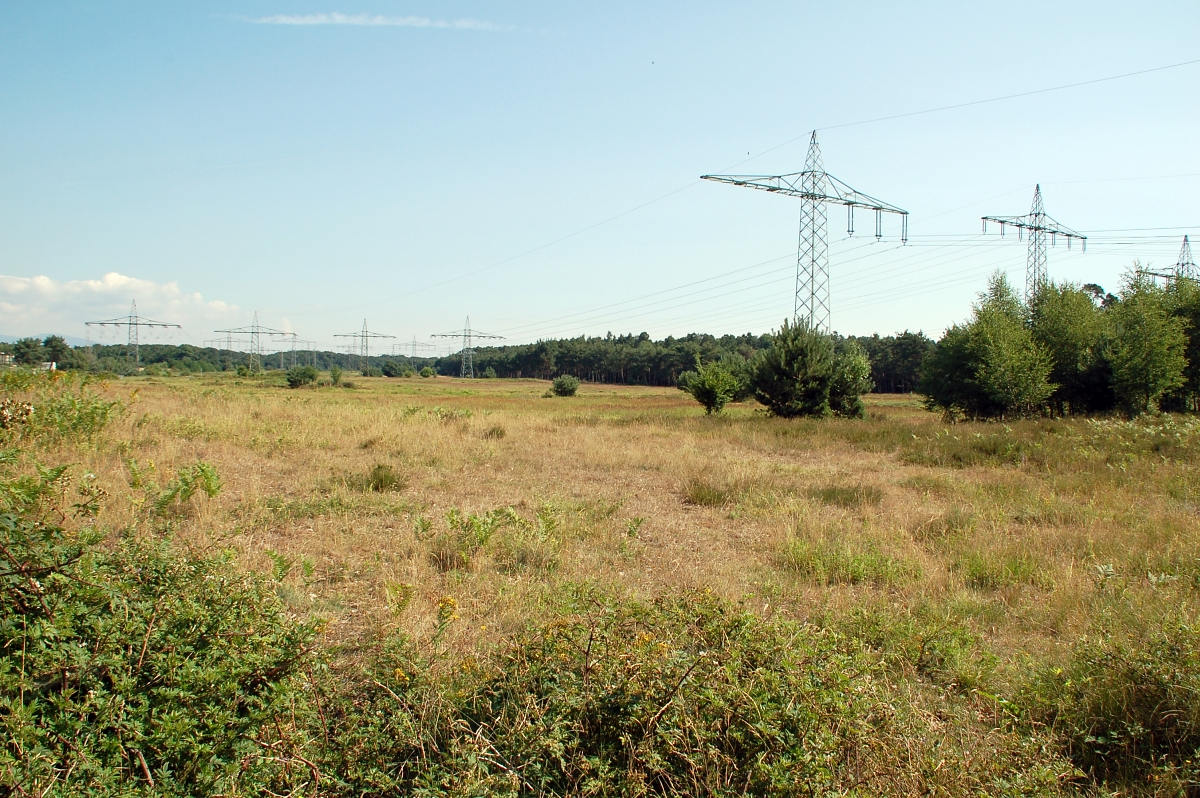
Niedrige Einebenenmasten am Frankfurter Flughafen, hinten links die in der Demontage befindliche verlegte Nord-Süd-Leitung, Juli 2008

Südlich des Umspannwerks Kelsterbach verlief die Nord-Süd-Leitung ursprünglich in Trassenbündelung mit zwei weiteren Freileitungen (Kelsterbach–Schönbrunn 220 kV, Kelsterbach–Dettingen 110 kV) westlich am Flughafen Frankfurt vorbei. Der Flughafen wurde erst einige Jahre nach dem Bau der Leitungen auf Betreiben des NS-Regimes gebaut und im Juli 1936 als Flug- und Luftschiffhafen Rhein-Main eröffnet. Als nach Kriegsbeginn 1939 der Flughafen für den zivilen Luftverkehr geschlossen und unter das Kommando der Luftwaffe gestellt wurde, gab es erste Überlegungen, die Leitungen zu verlegen, um die Wahrscheinlichkeit von Unfällen mit Flugzeugen zu verringern. Die Kosten wurden auf rund 3 Millionen Reichsmark geschätzt.
US-amerikanische Truppen besetzten im März 1945 den Flughafen und errichteten eine Luftwaffenbasis. Hierzu bauten sie im Sommer 1945 die Landebahn auf 1800 m Länge aus. Da unmittelbar östlich des Geländes die Reichsautobahn von Frankfurt nach Mannheim vorbeiführte, war eine Erweiterung der Bahn nur in Richtung Westen möglich gewesen. Um den Flugverkehr nicht zu beeinträchtigen, war schon im Sommer 1946 erneut eine Verlegung der Hochspannungstrasse um einige Kilometer weiter nach Westen geplant. Es gelang aber nicht, genügend Stahlträger für den Bau neuer Freileitungsmasten zu beschaffen. In den ersten Nachkriegsjahren herrschte verbreitet Materialmangel in Deutschland.
Die Situation änderte sich erst nach dem Bau der neuen 220-kV-Verbindungsleitung zwischen dem bayerischen Anteil des Versorgungsnetzes der Elektrowerke AG (Reichssammelschiene) und dem RWE. Diese Verbindung, die aus den Freileitungen Ludersheim–Aschaffenburg und Aschaffenburg–Kelsterbach bestand, war nötig geworden, nachdem die sowjetische Besatzungsmacht die vormals durchgehende Verbundleitung zwischen Mitteldeutschland und Bayern bzw. Österreich an der Zonengrenze kappte und als Reparationsleistung im Abschnitt zum Umspannwerk Remptendorf demontierte und das bayerische 220-kV-Umspannwerk Ludersheim mit der nach Oberösterreich führenden Fortsetzung der Leitung keine Verbindung mehr mit dem übrigen westdeutschen 220-kV-Netz hatte.
Beim Bau dieser Leitungen in den Jahren 1949 und 1950 verlegte man die Trasse für den Anschluss an das Umspannwerk Kelsterbach um etwa 5 km nach Westen und ließ sie unmittelbar nördlich der gerodeten Trasse für die nicht mehr fertiggestellte Reichsautobahn in Richtung Nürnberg wieder nach Osten zum Umspannwerk Kelsterbach führen. Einige Jahre lang bestanden nun gleichzeitig die alte Freileitungstrasse aus den 1920er Jahren mit drei Leitungen und die neue Leitung auf der weiter westlich gelegenen Trasse.
Erst 1956 legte das RWE die Leitungen aus der alten Trasse heraus. Nötig wurde das Vorhaben aufgrund des gestiegenen Flugverkehrs, nachdem die im Mai 1955 wieder souveräne Bundesrepublik Deutschland die Lufthoheit wieder innehatte. Hierfür wurde zunächst eine etwa 190 m breite Schneise in den Kiefernwald gerodet und westlich der bestehenden Leitung in dieser neuen Trasse drei neue Leitungen gebaut. Alle Leitungen verliefen dabei abschnittsweise auf Tannenbaummasten und westlich der Start- und Landebahnen im Bereich der Einflugschneise auf niedrigen Einebenenmasten. Als 1977 im Trassenband ein Vegetationsbrand ausbrach, ließ man auf den verbrannten Flächen ein Biotop in Form einer Heidelandschaft entstehen.
Der Bau der Startbahn West in den Jahren 1981 bis 1984 machte ein weiteres Mal die Verlegung der Freileitungen im südlichen Bereich nötig.

## Abgebaute Abschnitte
Seit den 1980er Jahren wurden die ersten Abschnitte der historischen Leitung aus Gründen der Kapazitätssteigerung durch Neubauten ersetzt. Etwa seit Mitte der 2000er Jahre kommt es aufgrund großflächiger Umstrukturierungen im deutschen Übertragungsnetz, vor allem dem Wegfall der 220-kV-Spannungsebene, zum Ersatzneubau in mehreren Abschnitten.
Die folgende Tabelle zeigt den Zustand der Trasse im Jahr 2023:
| Bauleitnummer, Trasse                          | Abschnitt                          | Jahr des Abbaus               | Art des Abbaus                           | Neue Trasse                              | Belegung                                                                                       | Bemerkungen                                                                |
| ---------------------------------------------- | ---------------------------------- | ----------------------------- | ---------------------------------------- | ---------------------------------------- | ---------------------------------------------------------------------------------------------- | -------------------------------------------------------------------------- |
| Bl. 4501 Brauweiler–Pkt. Neuenahr              | UA Brauweiler – Weiden             | 2019                          | Ersatzneubau in selber Trasse            | Bl. 4215 Rommerskirchen – Sechtem        | 4× 380 kV, 2× 110 kV                                                                           |                                                                            |
| Bl. 4501 Brauweiler–Pkt. Neuenahr              | Weiden – Pkt. Frechen              |                               |                                          | Bl. 4215 Rommerskirchen – Sechtem        |                                                                                                | Rückbau und Ersatz durch Bl. 4215 geplant                                  |
| Bl. 4501 Brauweiler–Pkt. Neuenahr              | Pkt. Frechen – Pkt. Brühl          | 2021/22                       | Ersatzneubau in selber Trasse            | Bl. 4215 Rommerskirchen – Sechtem        | 4× 380 kV, 2× 110 kV                                                                           |                                                                            |
| Bl. 4501 Brauweiler–Pkt. Neuenahr              | Pkt. Brühl – UA Sechtem            | 2018                          | Ersatzneubau in selber Trasse            | Bl. 4215 Rommerskirchen – Sechtem        | 4× 380 kV, teilweise 2× 110 kV                                                                 |                                                                            |
| Bl. 4501 Brauweiler–Pkt. Neuenahr              | UA Sechtem – Pkt. Neuenahr         | 2013                          | Ersatzneubau in selber Trasse            | Bl. 4197 Weißenthurm – Sechtem           | 2× 380 kV, 2× 110 kV                                                                           |                                                                            |
| Bl. 4502 Pkt. Neuenahr – Koblenz               | Pkt. Neuenahr – UA Weißenthurm     | 2010                          | Ersatzneubau in selber Trasse            | Bl. 4197 Weißenthurm – Sechtem           | 2× 380 kV, 2× 110 kV                                                                           |                                                                            |
| Bl. 4502 Pkt. Neuenahr – Koblenz               | UA Weißenthurm – UA Koblenz        | 2009                          | ersatzlose Demontage                     |                                          |                                                                                                | Neubau paralleler 110-kV-Leitung teilweise in selber Trasse                |
| Bl. 4503 Koblenz – Kelsterbach                 | UA Koblenz – Pkt. Marxheim         | 1980                          | Ersatzneubau in selber Trasse            | Bl. 4127 Pkt. Koblenz – Pkt. Marxheim    | 2× 380 kV                                                                                      |                                                                            |
| Bl. 4503 Koblenz – Kelsterbach                 | Pkt. Marxheim – UA Kelsterbach     | 2009                          | Ersatzneubau in selber Trasse            | Bl. 4503 Koblenz – Kelsterbach (neu)     | 2× 380 kV                                                                                      |                                                                            |
| Bl. 4504 Kelsterbach – Pkt. Heppenheim         | UA Kelsterbach – UA Pfungstadt     | 2008                          | ersatzlose Demontage                     |                                          |                                                                                                |                                                                            |
| Bl. 4504 Kelsterbach – Pkt. Heppenheim         | UA Pfungstadt – Pkt. Weinheim      | 2023/24 (laufend)             | Ersatzneubau in selber Trasse            | Bl. 4604 Pkt. Griesheim – Weinheim       | 2× 380 kV, teilweise 2× 110 kV                                                                 |                                                                            |
| Bl. 4505 Pkt. Heppenheim – Rheinau             | UA Pfungstadt – Pkt. Weinheim      | 2023/24 (laufend)             | Ersatzneubau in selber Trasse            | Bl. 4604 Pkt. Griesheim – Weinheim       | 2× 380 kV, teilweise 2× 110 kV                                                                 |                                                                            |
| Pkt. Weinheim – Pkt. Wallstadt                 |                                    |                               |                                          |                                          | Außer Betrieb seit 2023, Rückbau geplant                                                       |                                                                            |
| Pkt. Wallstadt – UA Rheinau                    | 2024 (laufend)                     | ersatzlose Demontage          |                                          |                                          | Teilweiser Ersatzneubau paralleler 110-kV-Leitung in selber Trasse, paralleler Neubau Ultranet |                                                                            |
| Bl. 4506 Rheinau – Pkt. Fürfeld                | UA Rheinau – Nußloch               |                               |                                          |                                          |                                                                                                | Nutzung durch Stromkreis der TransnetBW seit 2023 aufgrund Neubau Ultranet |
| Bl. 4506 Rheinau – Pkt. Fürfeld                | Nußloch – Baiertal                 | 2009                          | ersatzlose Demontage                     |                                          |                                                                                                | Umverlegung auf TransnetBW-Trasse                                          |
| Bl. 4506 Rheinau – Pkt. Fürfeld                | Baiertal – Großgartach             |                               |                                          |                                          |                                                                                                |                                                                            |
| Bl. 4507 Pkt. Fürfeld – Hoheneck               |                                    |                               |                                          |                                          |                                                                                                |                                                                            |
| Großgartach – Neckarwestheim                   | 1986                               | Ersatzneubau in selber Trasse | Anlage 0350 Großgartach – Neckarwestheim | 2× 380 kV, 2× 220 kV                     | Gemeinschaftstrasse Amprion mit TransnetBW                                                     |                                                                            |
| Neckarwestheim – UA Hoheneck                   |                                    |                               |                                          |                                          |                                                                                                |                                                                            |
| Bl. 4508 Hoheneck – Herbertingen               | UA Herbertingen – Pkt. Rommelsbach |                               |                                          |                                          |                                                                                                |                                                                            |
| Bl. 4508 Hoheneck – Herbertingen               | Pkt. Rommelsbach – UA Herbertingen | 2020                          | Ersatzneubau in selber Trasse            | Bl. 4608 Pkt. Rommelsbach – Herbertingen | 2× 380 kV                                                                                      | Abschnitt mit 4 Originalmasten als Denkmal erhalten                        |
| Bl. 4509 Herbertingen – Bundesgrenze (Bludenz) |                                    |                               |                                          |                                          |                                                                                                |                                                                            |
| Bl. 4510 Herbertingen – Tiengen                |                                    |                               |                                          |                                          |                                                                                                | Ersatzneubau in selber Trasse geplant                                      |

### Bludenz–Herbertingen (teilweiser Neubau)

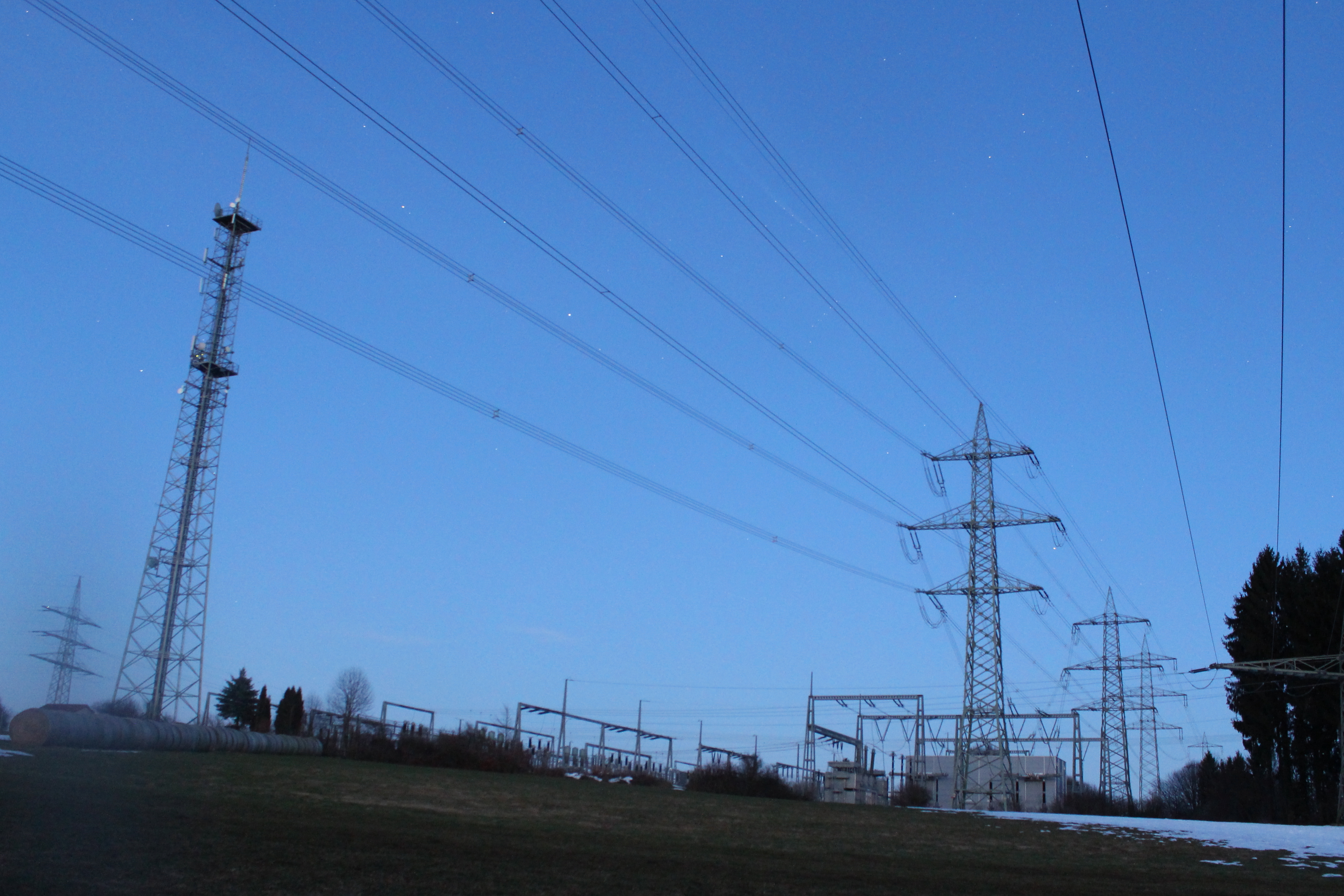
Neue Masten am Umspannwerk Grünkraut

Seit 1998 wird ein Stromkreis der Nord-Süd-Leitung im Bereich zwischen Herbertingen und der BAB 96 bei Neuravensburg mit 380 kV Nennspannung betrieben, dabei handelt es sich um die Verbindungen Herbertingen–Grünkraut und Grünkraut–Obermooweiler. Diese Stromkreise werden, im Gegensatz zum 220-kV-Kreis von Herbertingen nach Bludenz, vom baden-württembergischen Übertragungsnetzbetreiber TransnetBW (bzw. bis März 2012 EnBW Transportnetze AG) betrieben. Die Umspannwerke Herbertingen, Grünkraut und Obermooweiler wurden im Zuge dessen um gasisolierte 380-kV-Innenraumschaltanlagen erweitert.
Ursprünglich ging mit der Umstellung auf 380 kV kein Trassenumbau oder Umbeseilung einher, da die Leitung bereits bei ihrem Bau im Jahr 1929 für diese Spannungshöhe ausgelegt war. Nachdem es entlang der Leitungstrasse, die abschnittsweise durch bebautes Gebiet führt, zu Geräuschbildung aufgrund von Koronaentladungen kam, wurden die vorher als Zweierbündel ausgeführten Leiterseile im Jahr 2000 in diesen Abschnitten durch Dreierbündel ersetzt. Gegen einen ursprünglich geplanten, durchgehenden Austausch der Leiterseile, der per Bescheid zum 29. April 2004 durch das Landratsamt Ravensburg beschlossen wurde, formierte sich Widerstand seitens der Anwohner, sodass ein gerichtlicher Vergleich erging, der durch das Regierungspräsidium Tübingen dem Übertragungsnetzbetreiber EnBW Transportnetze GmbH zum 28. April 2008 die Genehmigung für einen abschnittsweisen Leitungsneubau gab.
Bis Ende August 2009 wurden im Abschnitt zwischen dem Umspannwerk Grünkraut und dem Leitungsabzweig bei Neuravensburg neue Masten gebaut, die, ähnlich der alten Leitung, mit zwei Stromkreisen für 380 kV bestückt sind, allerdings mit als Viererbündel ausgeführten Leiterseilen. Zwei Masten am Umspannwerk Grünkraut und die Masten beiderseits der BAB 96 waren bereits beim Bau des Leitungsabzweigs im Jahr 1998 durch Neubauten ersetzt worden.

### Rommelsbach–Herbertingen (Ersatzneubau)
Zwischen Reutlingen-Rommelsbach und Herbertingen hat der Betreiber Amprion, die Nord-Süd-Leitung auf 61 km auf vollständigen 380-kV-Betrieb (zwei Stromkreise statt bislang nur einer) umgerüstet und die 220 durchschnittlich 43 m hohen Originalmasten in diesem Abschnitt durch 181 Neukonstruktionen in Form von durchschnittlich 55 m hohen Tonnenmasten Typ D zu ersetzt. Auch die Leiterseile werden ersetzt, statt Zweierbündel kommen Viererbündel zum Einsatz, wodurch die Übertragungsleistung von 1000 auf 1800 MVA pro Stromkreis steigt. Die Inbetriebnahme der neuen Leitungsverbindung war 2019 bis 2020.
Bereits 2008 wurde bei Rommelsbach ein Abzweigmast für einen 380 kV-Stromkreis ins Umspannwerk Wendlingen errichtet, der auf die Trasse der 380-kV-Leitung Metzingen–Wendlingen führt. Dadurch konnte die 220-kV-Leitung von Wendlingen nach Tiengen (Schwarzwaldleitung) außer Betrieb genommen und abgebaut werden.

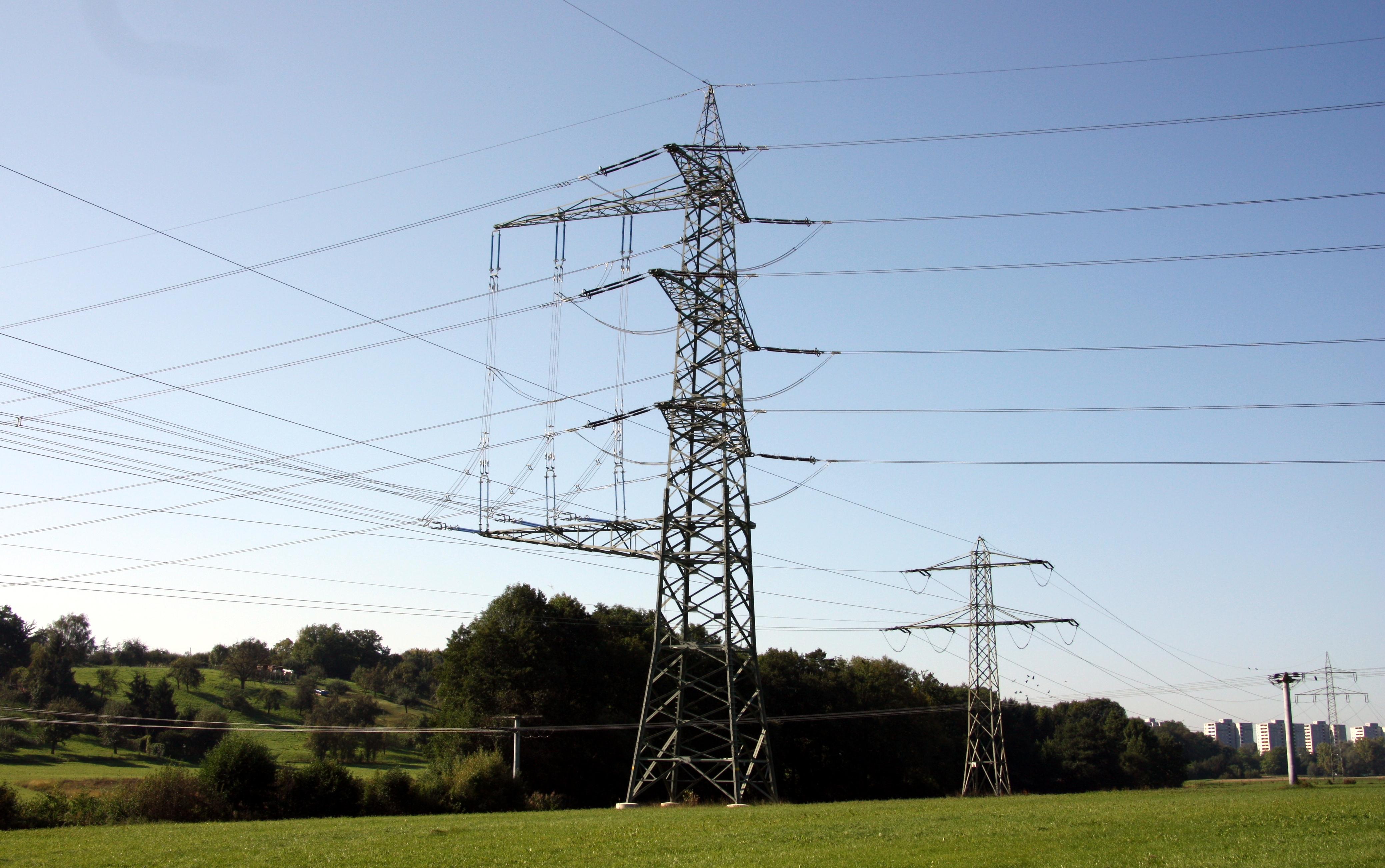
Anlage 4508, Mast 1224 bei Rommelsbach. Ein 380-kV-Stromkreis zweigt ab zum Umspannwerk Metzingen und Wendlingen.
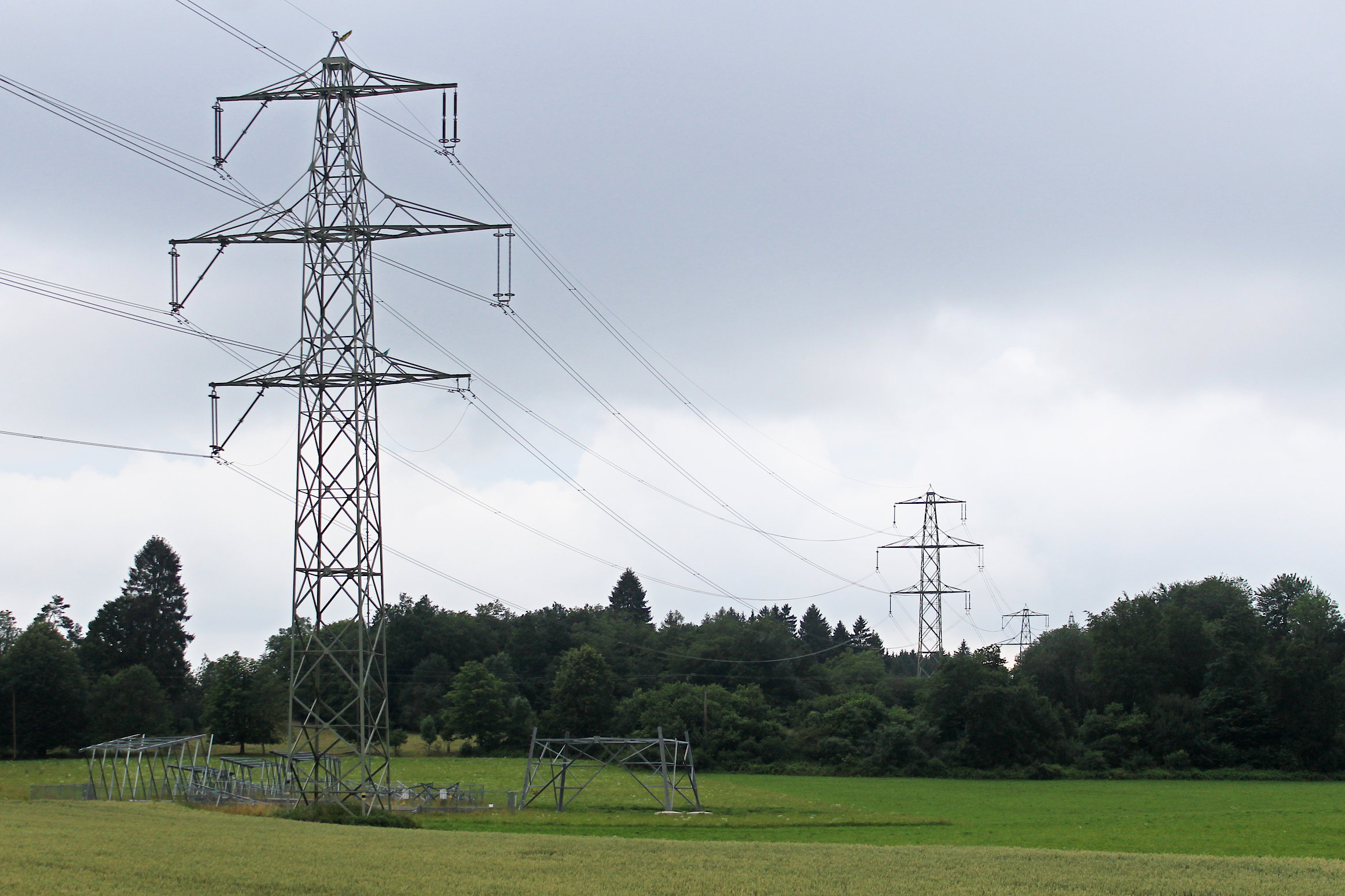
Erneuerung der Hochspannungsleitung Hoheneck-Herbertingen auf der Eninger Weide
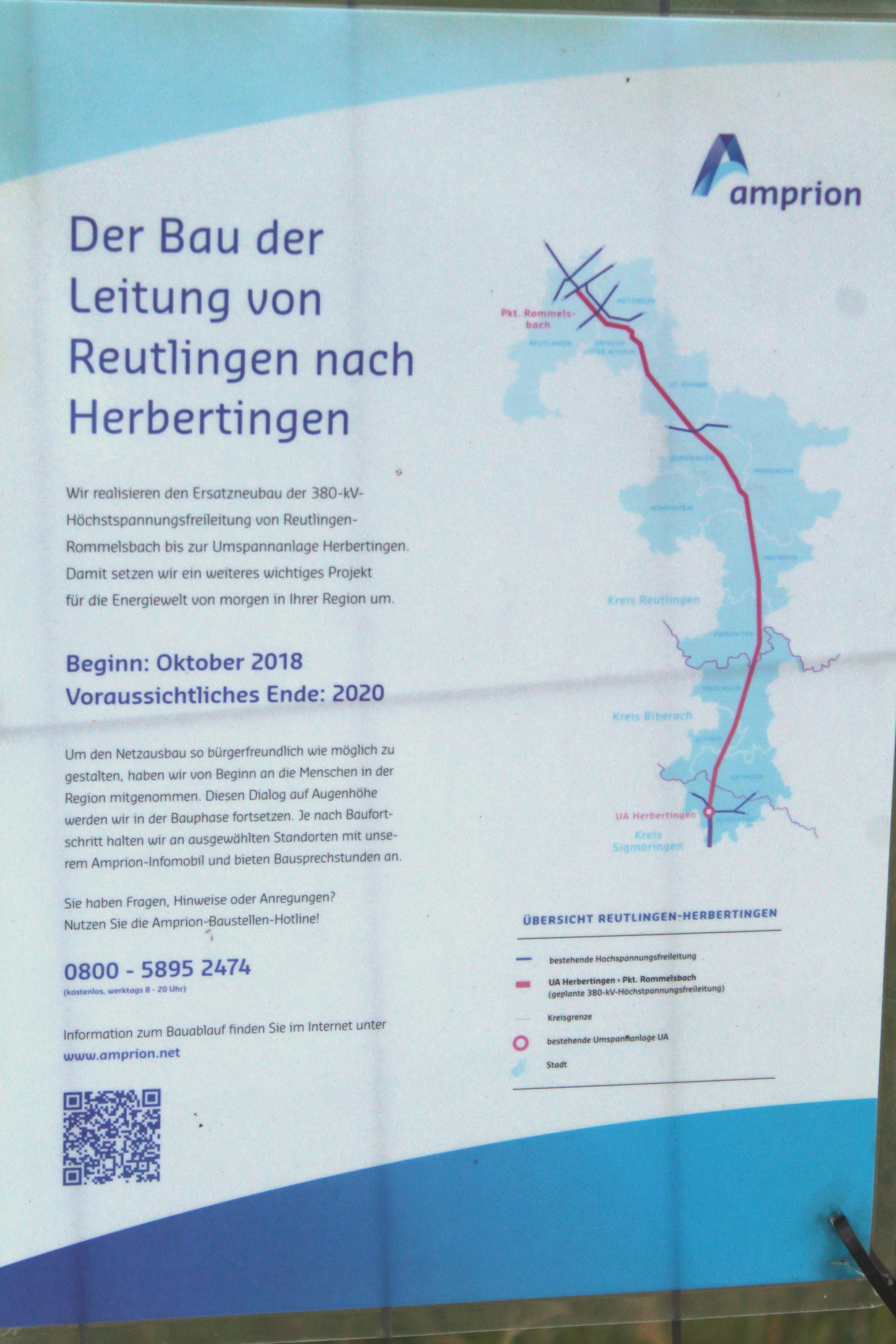
Informationstafel zur Erneuerung der Sektion Rommelsbach-Herbertingen der Hochspannungsleitung Hoheneck-Herbertingen
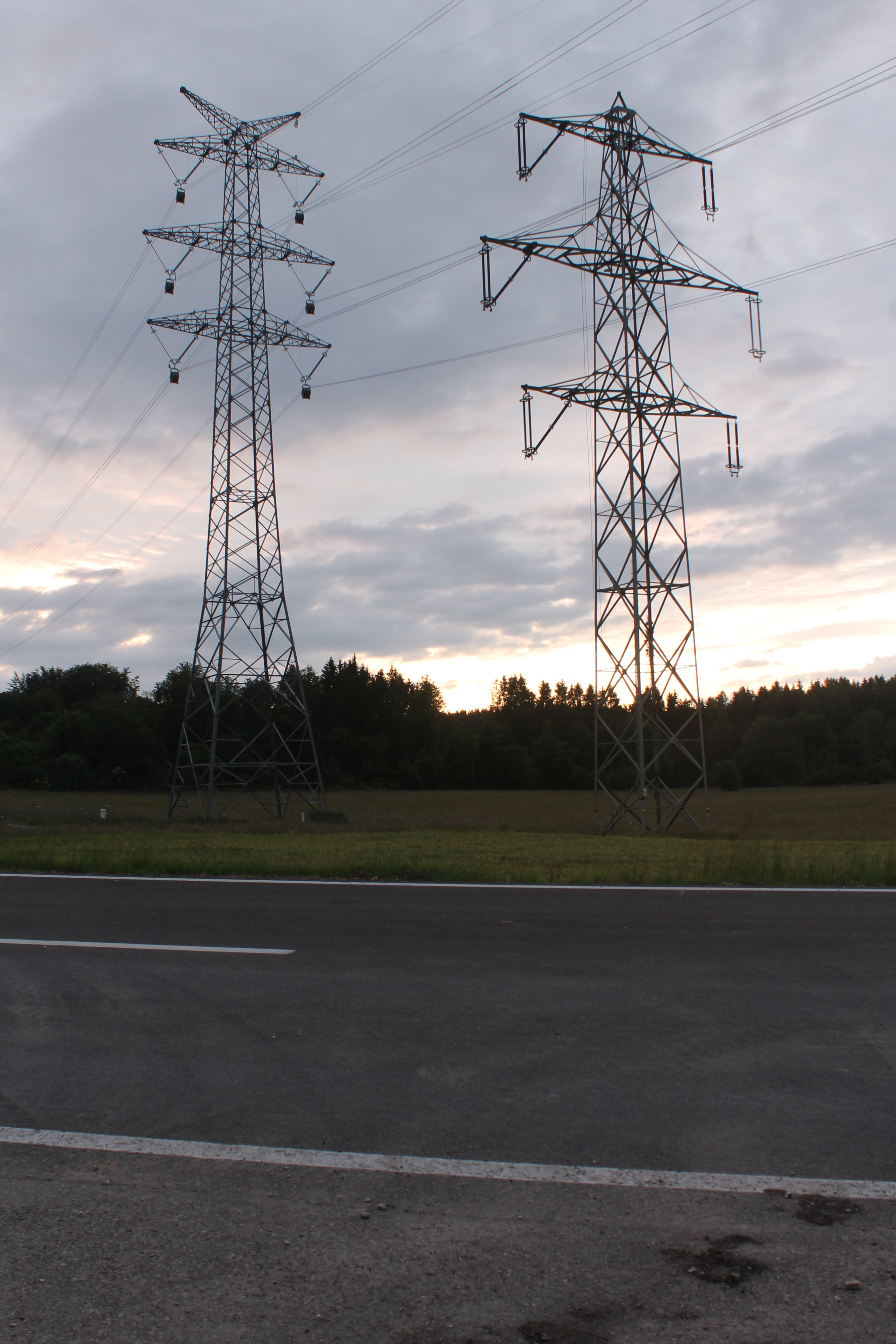
Alter und neuer Mast bei Eningen unter Achalm
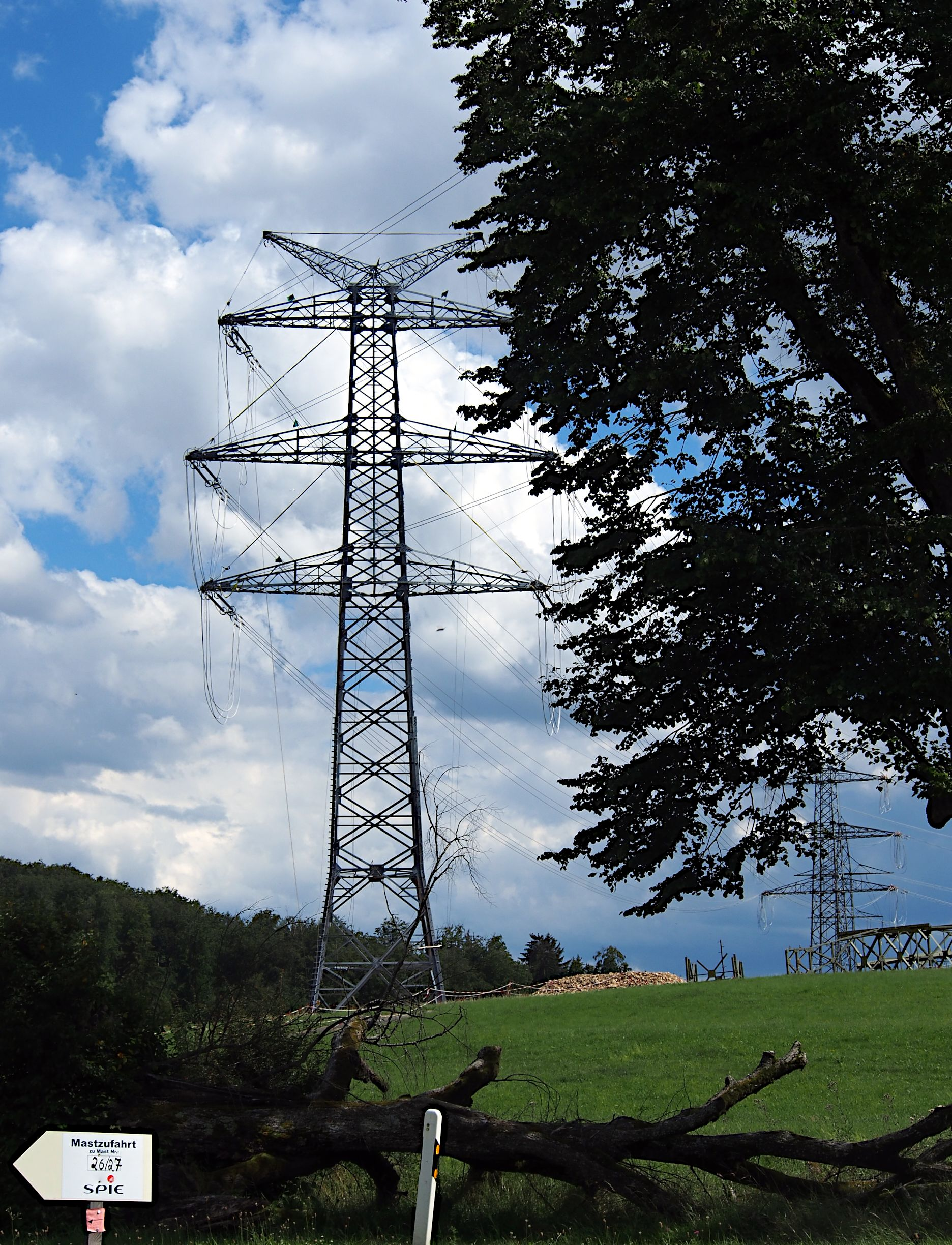
Bauarbeiten 2020

### Hoheneck–Rheinau (Demontage eines Stromkreises)

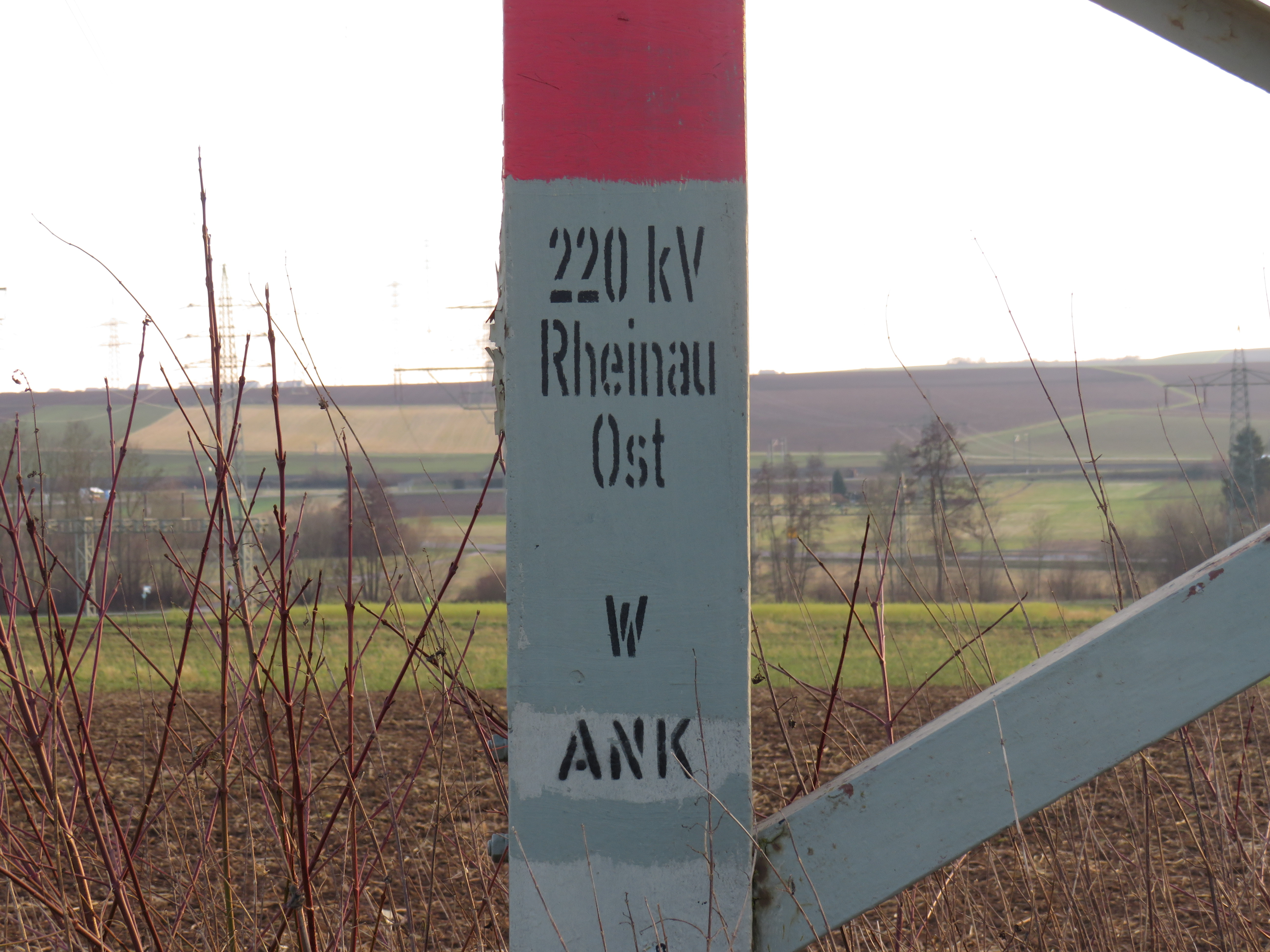
Markierung des spannungsfreien Leiterseils mit ANK am Mast

Im Abschnitt zwischen den Umspannwerken Ludwigsburg-Hoheneck und Mannheim-Rheinau wurden zwischen dem 10. November und den 16. Dezember 2003 die beiden untersten Leiterseile demontiert, um eine bessere Nutzung des Platzes unter der nur noch mit einem Stromkreis betriebenen Leitungstrasse zu ermöglichen. Aus statischen Gründen wurde ein vierter, jetzt spannungfreier Leiter als Ankerphase auf den Masten belassen. An einem Mast bei Leingarten wurden auch die Traversenverstrebungen umgesetzt.
Zwischen Neckarwestheim und Leingarten wurde Mitte der 1980er Jahre in der Leitungstrasse eine 380-/220-kV-Leitung gebaut, die zusätzlich die 220-kV-Kreise der Nord-Süd-Leitung mitführt und eine einkreisige, parallel verlaufende 220-kV-Leitung ersetzt. Bei letzterer handelte es sich um die Fortsetzung der parallel zur Nord-Süd-Leitung verlaufenden Leitung von Hoheneck über Neckarwestheim nach Großgartach. Dadurch konnte der Block II des Kernkraftwerks Neckarwestheim an das 380-kV-Netz angeschlossen werden. Auch nach Außerbetriebnahme des zweiten 220-kV-Kreises und der Demontage von zwei Leiterseilen sind auf den Kombinationsmasten weiterhin beide 220-kV-Kreise verlegt, von denen sich einer außer Betrieb befindet.
Westlich der Anschlussstelle Bad Rappenau kreuzt die Leitung die A6 auf sehr niedrigen Einebenenmasten und passiert das Dorf Grombach auf neueren Donaumasten, bevor sie westlich von Grombach wieder auf die C1-Originalmasten wechselt. Dieser Umbau wurde erforderlich, weil südlich von Grombach ein Autobahn-Behelfsflugplatz eingerichtet wurde. In der Ortschaft Grombach selbst wurden um 2009 neue Masten mit zwei Traversen errichtet, die nur für einen Stromkreis ausgelegt sind. Im Sommer 2009 wurde ein Abschnitt der Leitung zwischen Leimen und Schatthausen auf die Trasse der 220-kV-Hochspannungsleitung Neurott-Hüffenhardt umverlegt, um einem Neubaugebiet in Nußloch Platz zu machen.

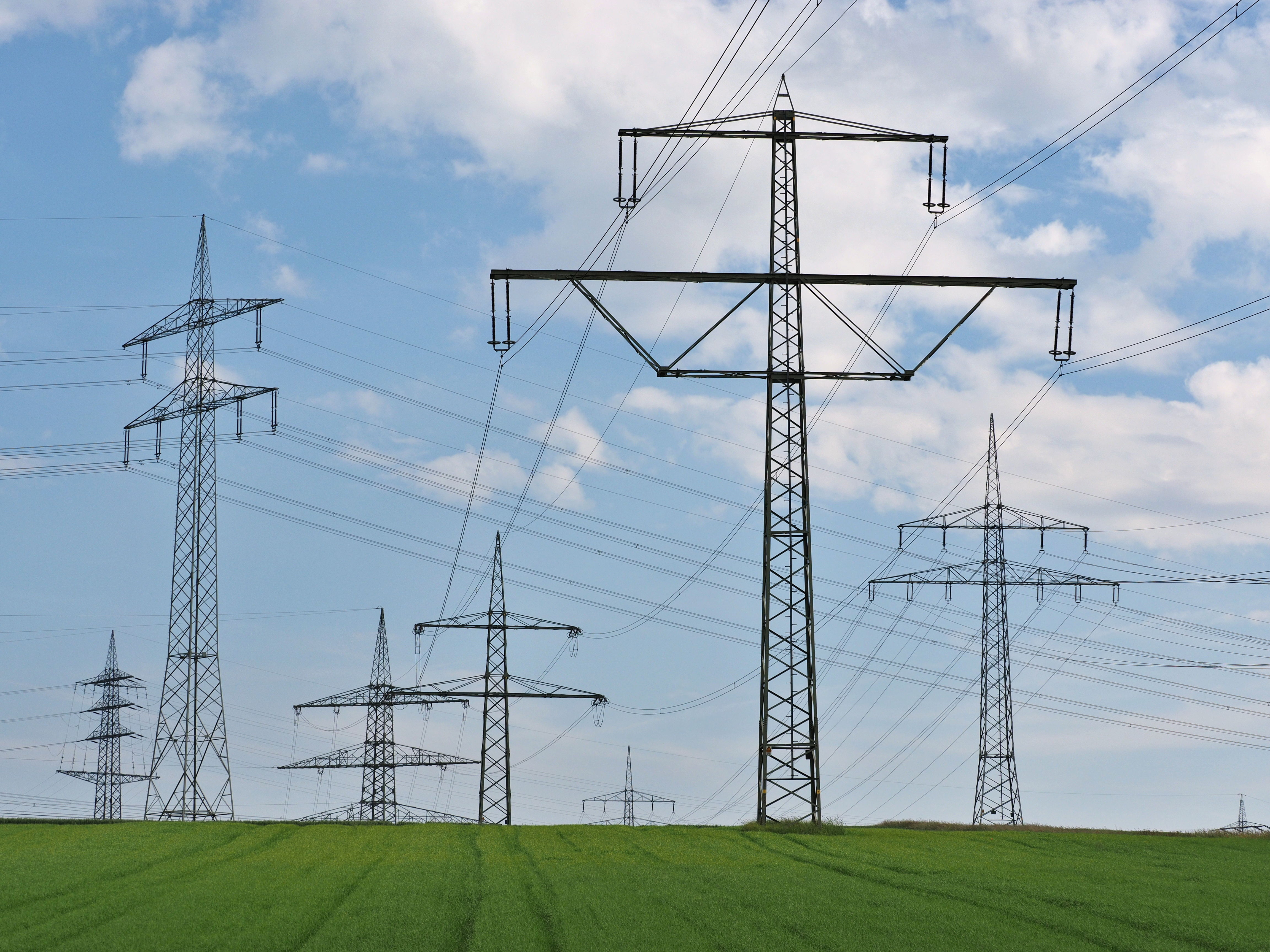
Übergang auf neu gebaute Leitung in der Trasse bei Leingarten. Die Nord-Süd-Leitung wird hier nur mit einem Stromkreis betrieben, einer der vier Leiter (links unten) ist spannungsfrei.
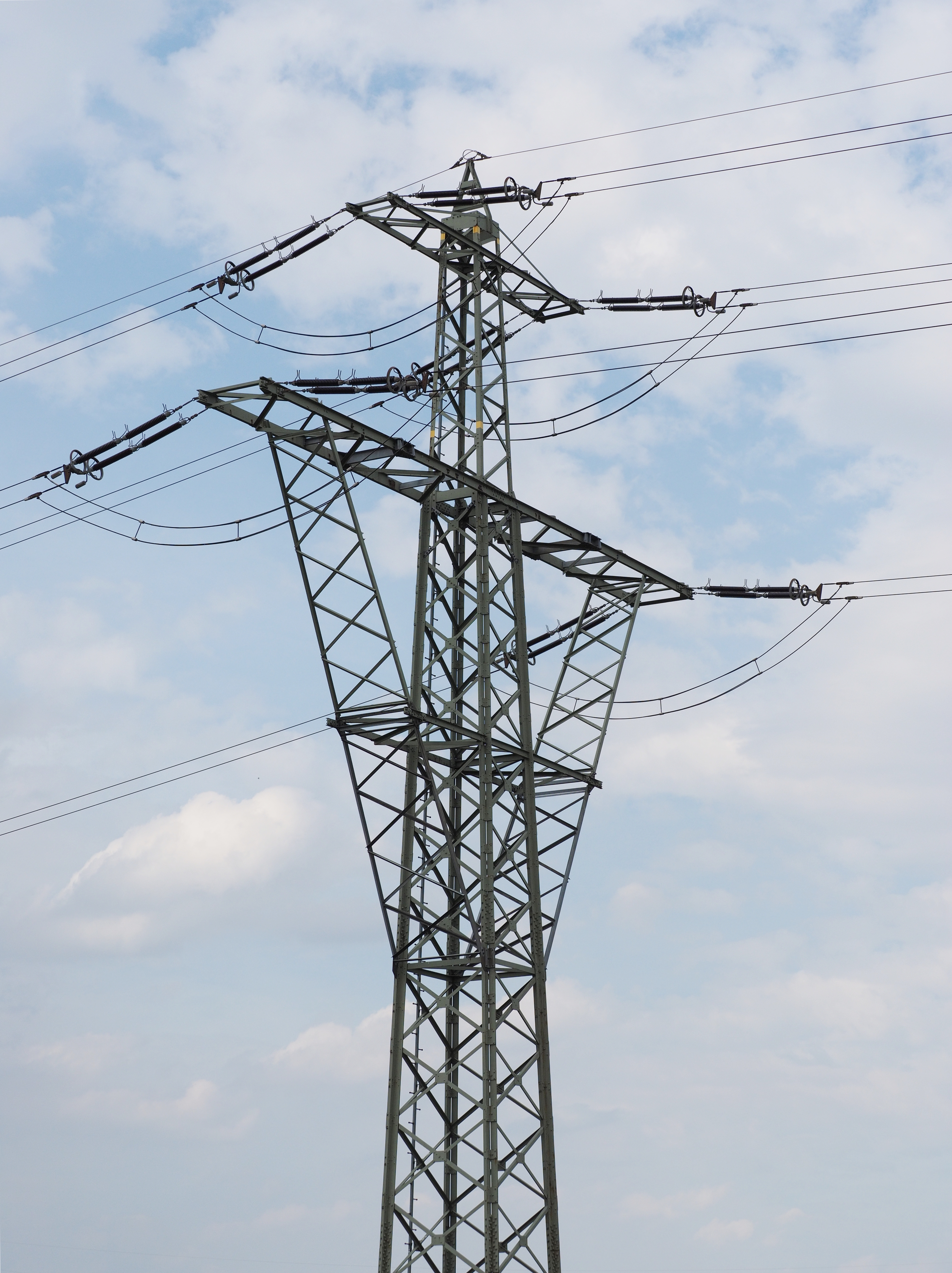
An diesem C1-Abspannmast im einkreisigen Abschnitt bei Leingarten sind die inneren Schrägverstrebungen nach unten umgesetzt worden.
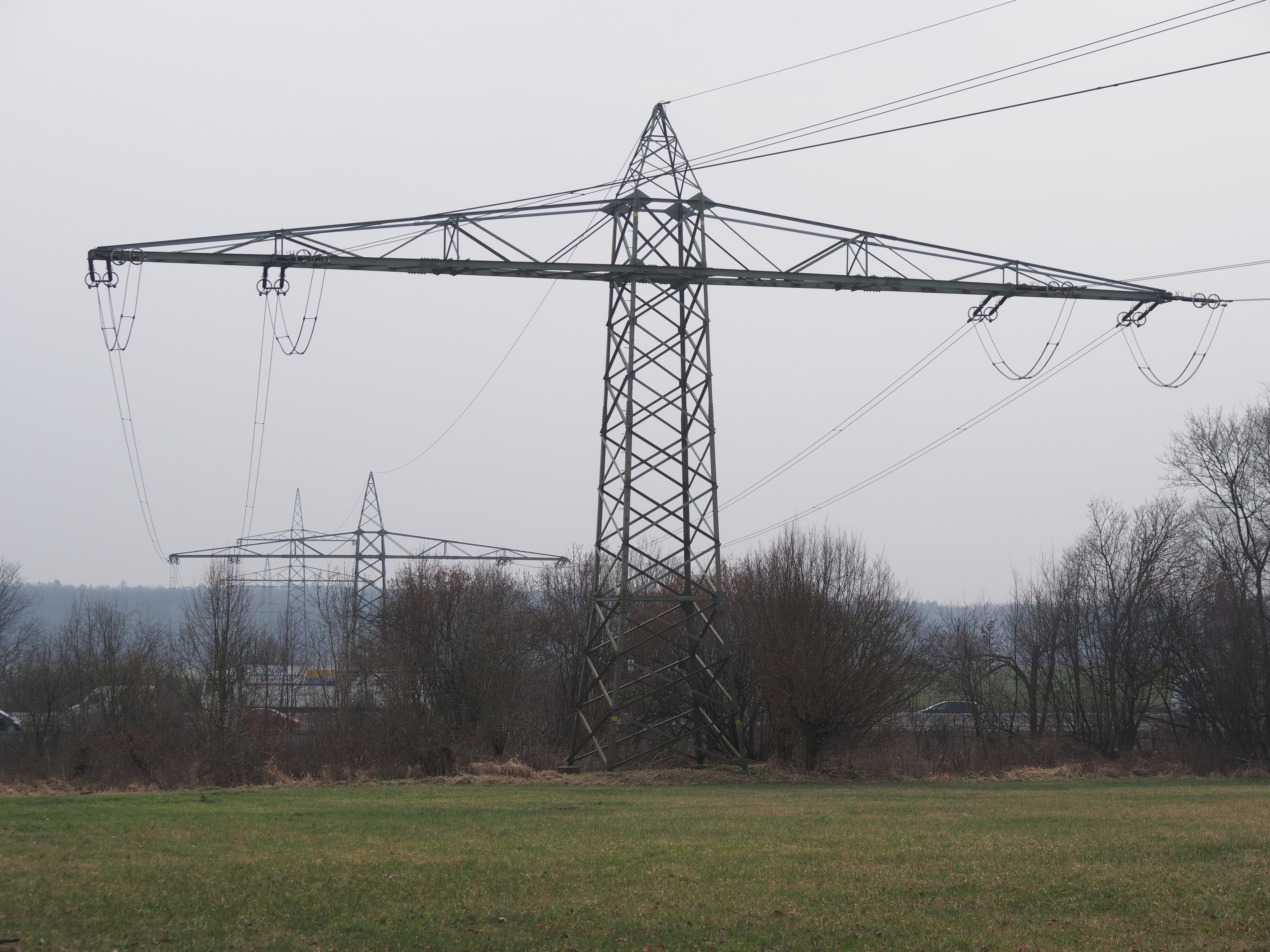
Bei Grombach quert die Leitung auf sehr niedrigen Einebenenmasten die A 6, da hier ein Autobahn-Behelfsflugplatz eingerichtet wurde.

### Weinheim – Pfungstadt (Ersatzneubau)
Bis 2025 planen Amprion und TransnetBW den Bau einer neuen 380-kV-Verbindung zwischen den Umspannwerken Urberach und Daxlanden. Dabei soll der Abschnitt von Urberach über Pfungstadt nach Weinheim durch Amprion realisiert werden und weitgehend bestehenden Freileitungstrassen folgen, die Fortführung von Weinheim nach Daxlanden soll ebenfalls größtenteils über bereits bestehende Gestänge und Trassen führen. Im Abschnitt zwischen Pfungstadt und Weinheim müssen hierzu neue Masten gebaut werden, da die noch heute bestehenden und voll beseilten C1-Masten nicht für eine höhere Übertragungskapazität ausgelegt sind.
Die beiden 220-kV-Stromkreise wurden Anfang 2022 und Mitte 2023 außer Betrieb genommen. Das Genehmigungsverfahren für das Neubauprojekt wurde für den vom Amprion zu realisierenden, 66 km langen Abschnitt zwischen Urberach und Weinheim am 29. August 2023 abgeschlossen. Anfang Dezember startete die Demontage der 111 Bestandsmasten, von denen die meisten noch aus dem Jahr 1926 stammten. Die neue 380-kV-Leitung wird in diesem Abschnitt 88 Masten umfassen.

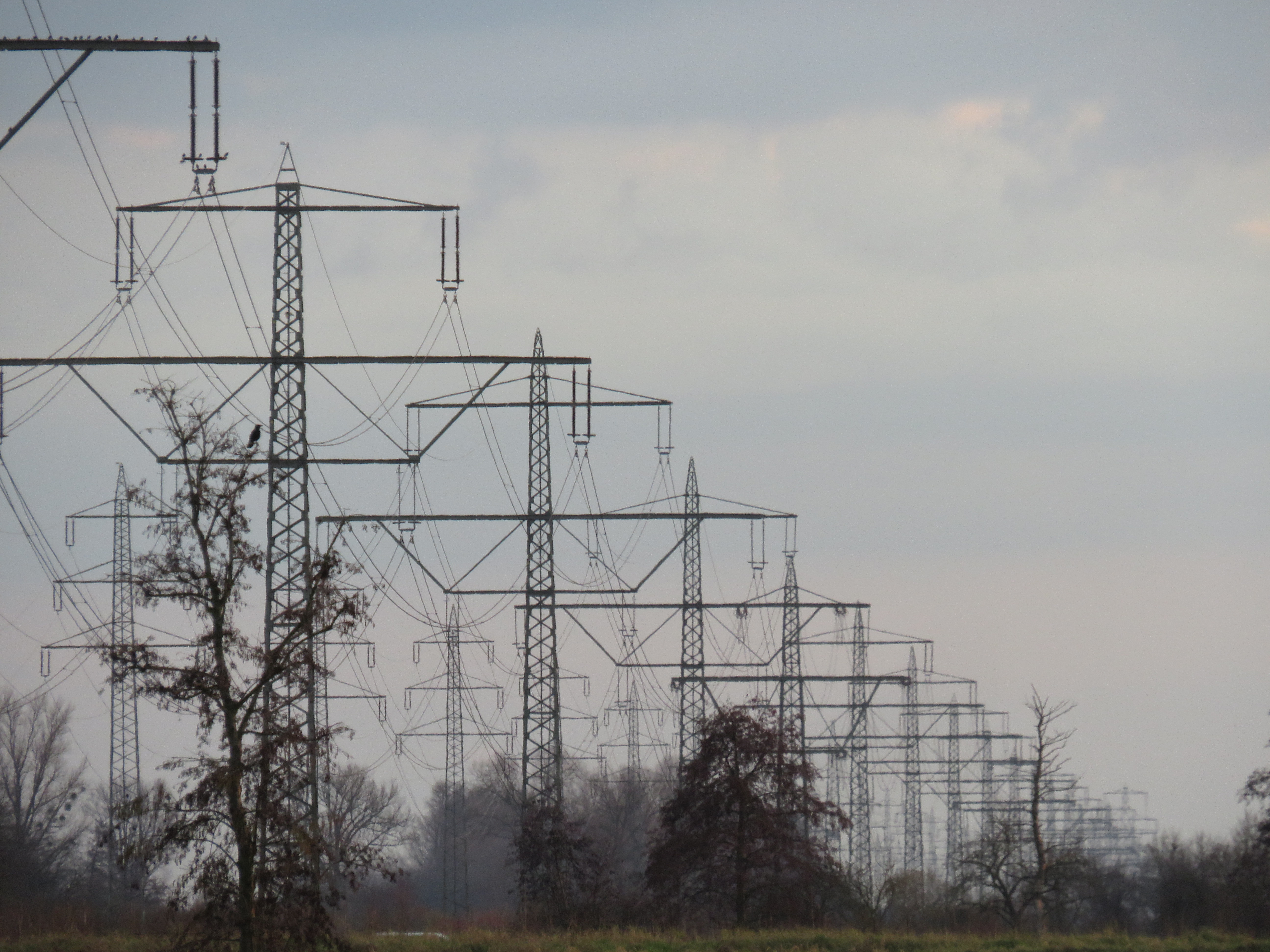
Zustand der Leitungstrasse im Januar 2022, knapp zwei Jahre vor Demontage
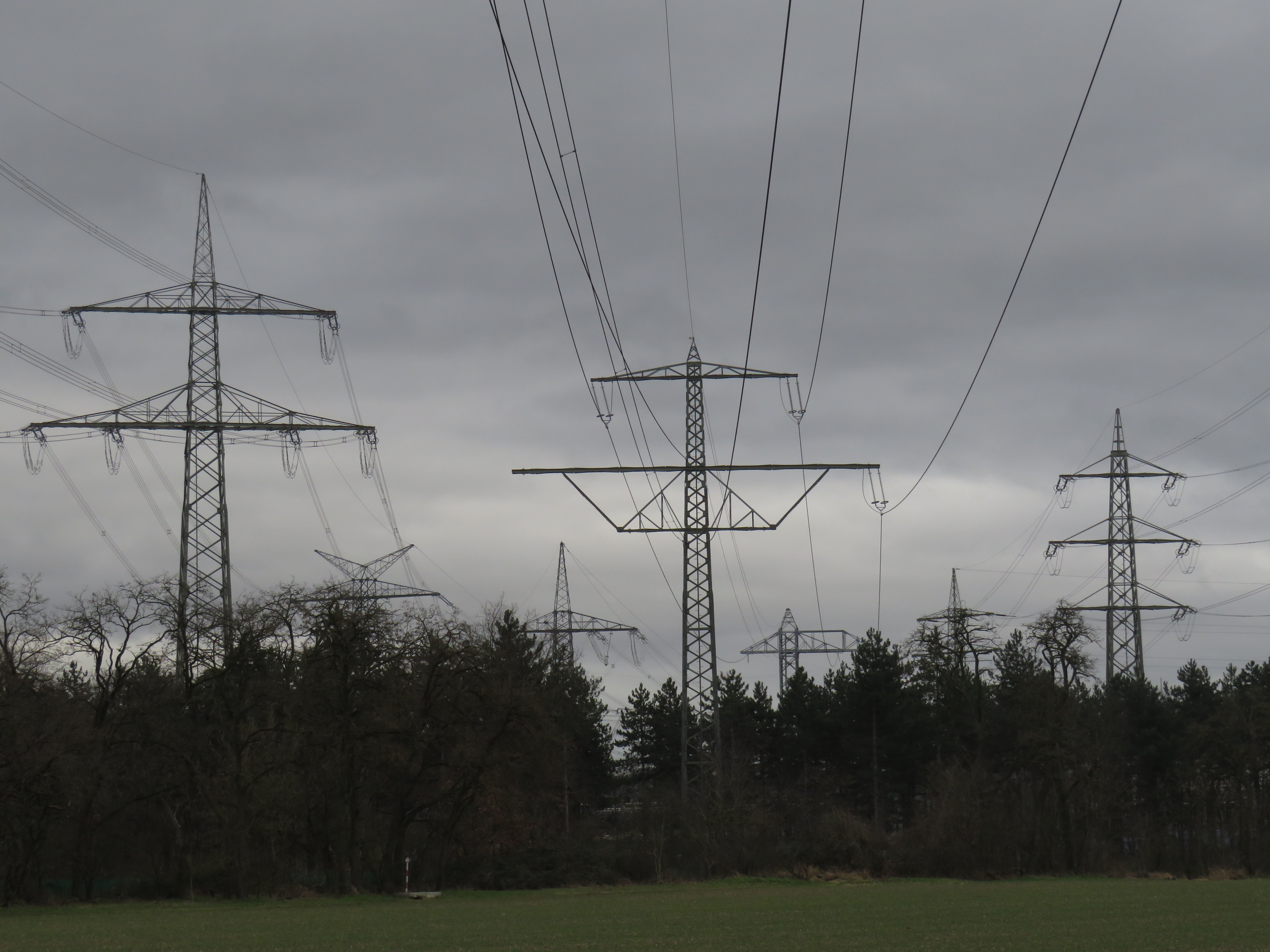
Abspannung der Leiterseile des außer Betrieb befindlichen Abschnitts Rheinau–Pfungstadt nördlich des Umspannwerks Mannheim-Rheinau
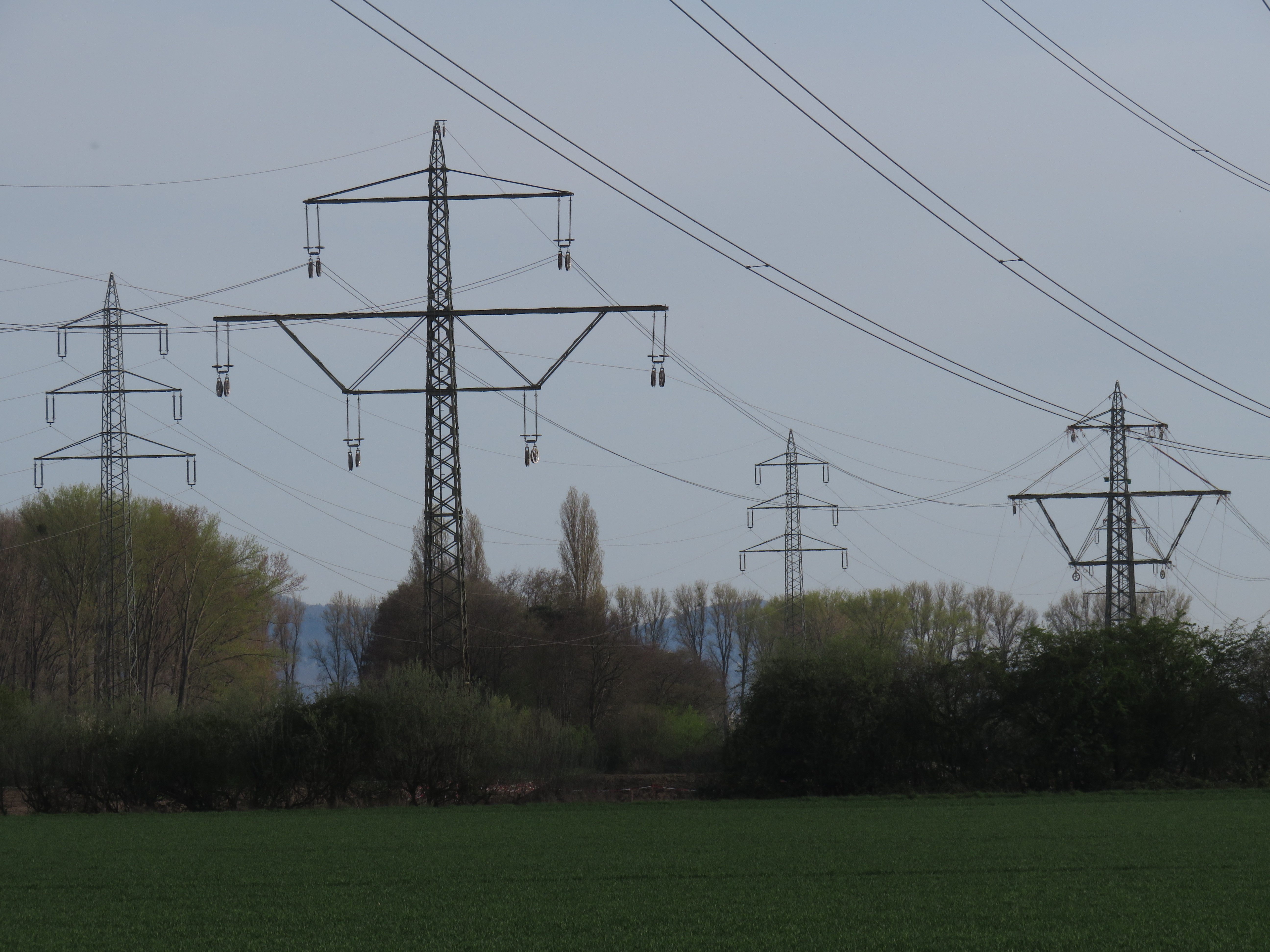
Ablassen der Leiterseile
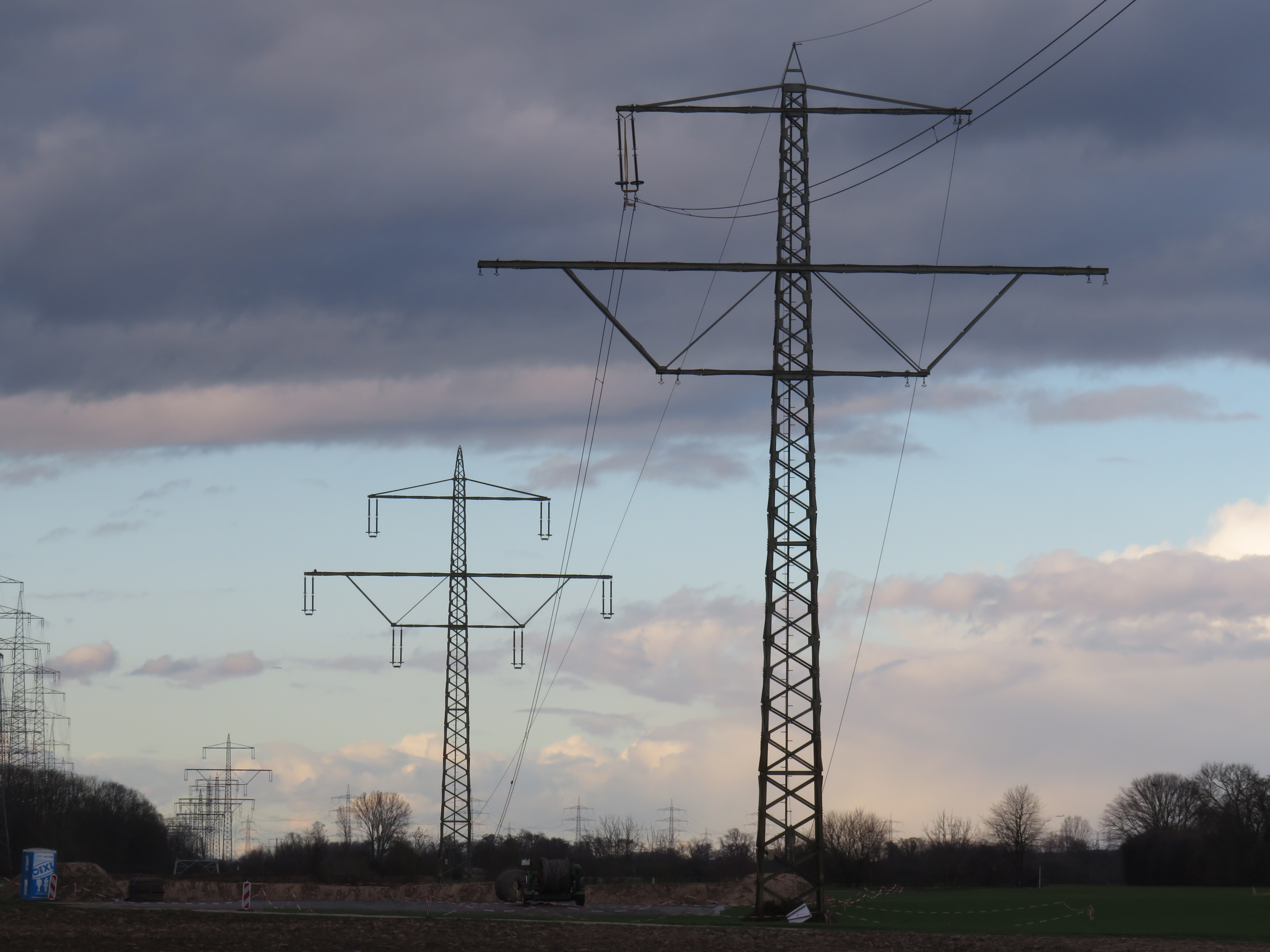
Demontage der Isolatoren
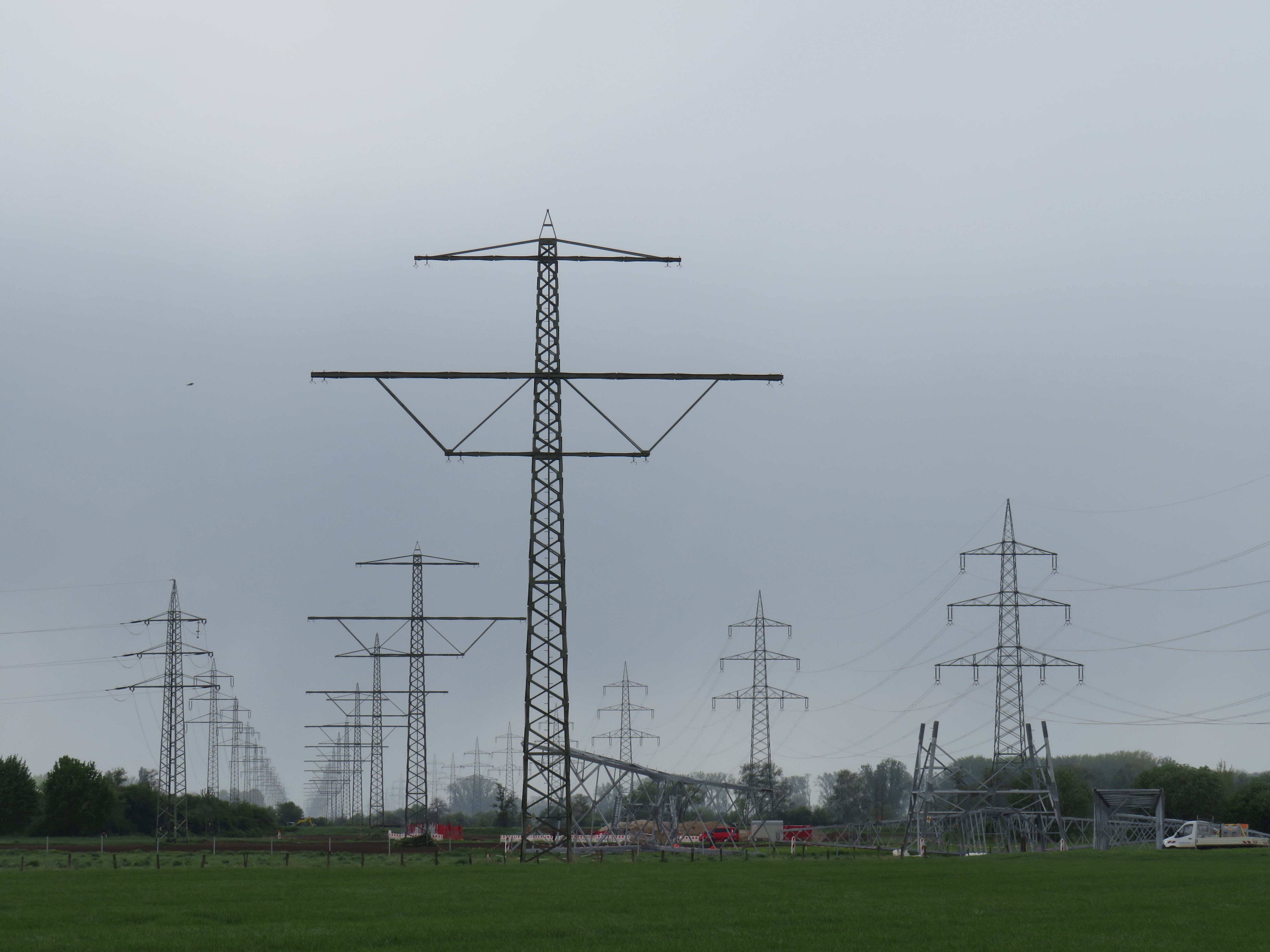
Zur Demontage vorbereitete Masten
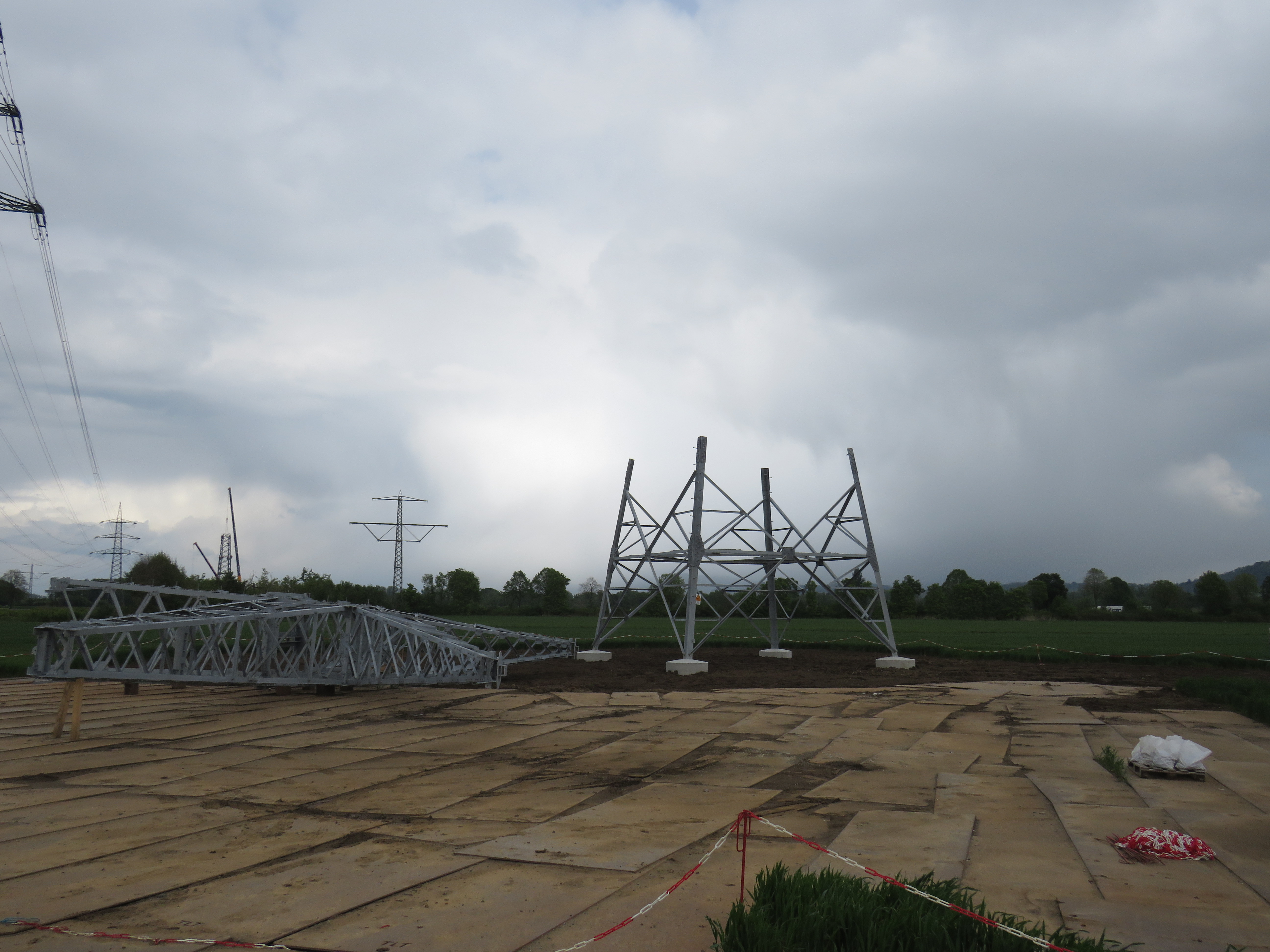
Mastfundament des 380-kV-Ersatzneubaus
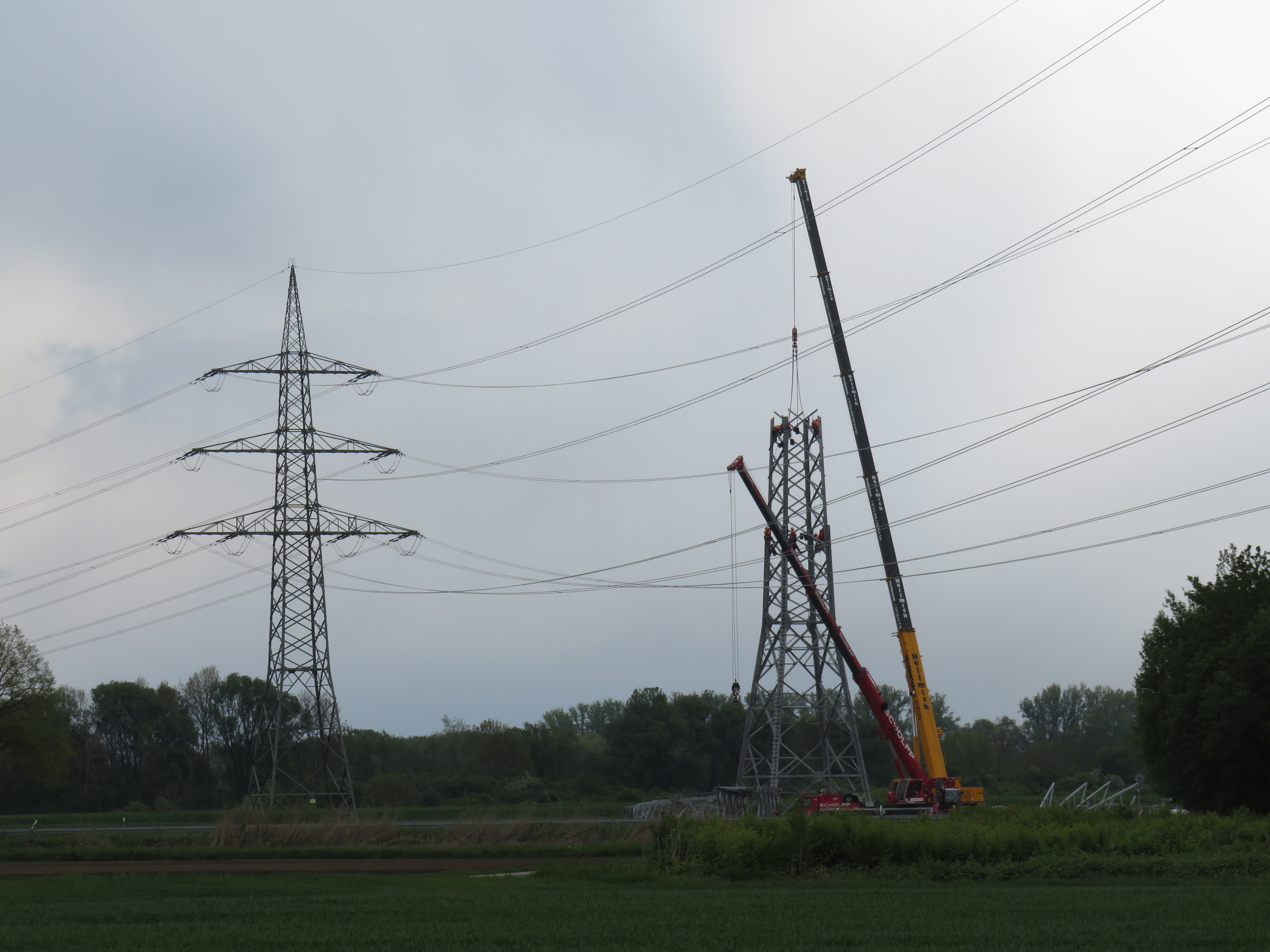
Aufstocken des neuen Masten
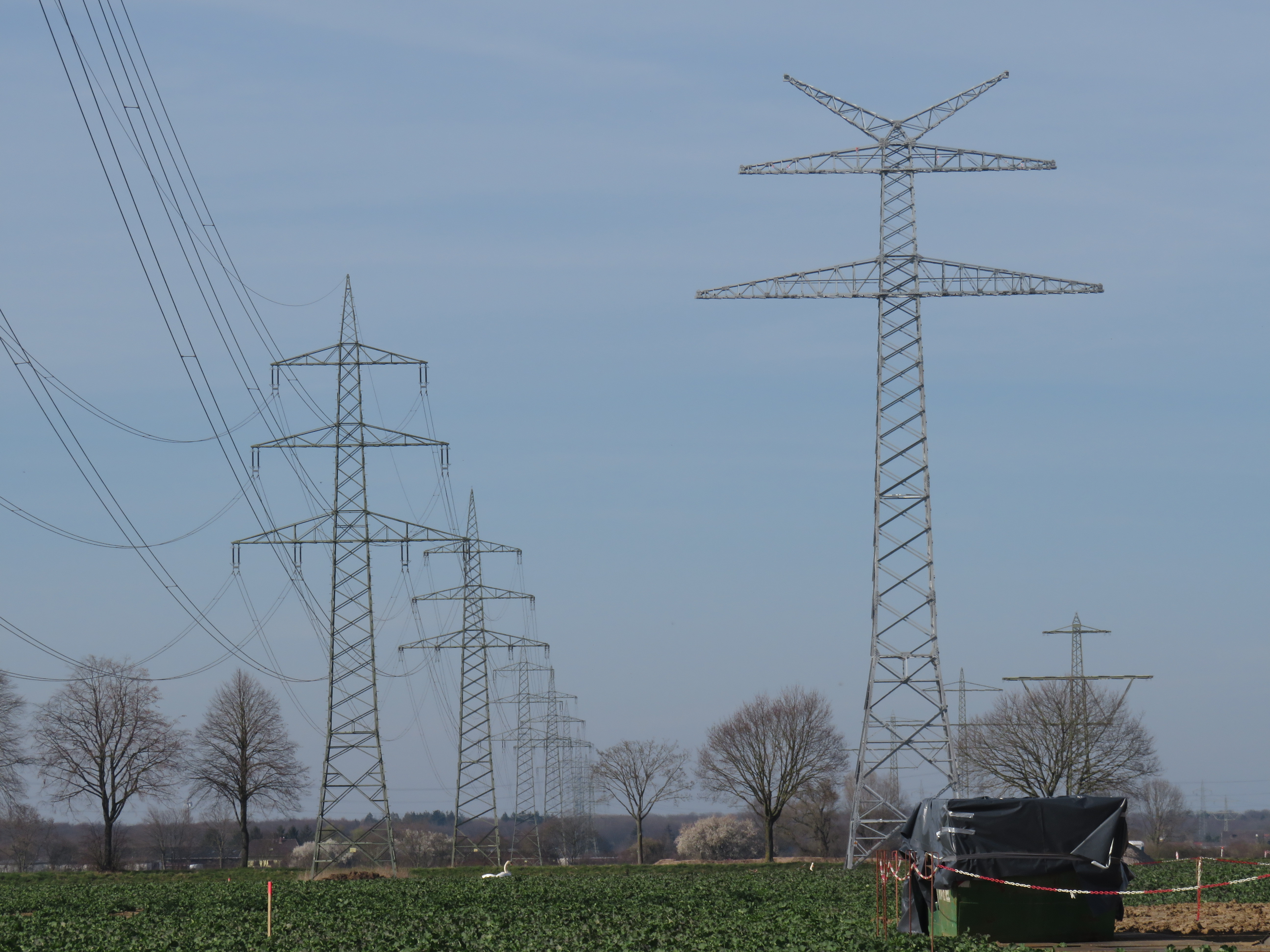
Fertig montierter Neubaumast
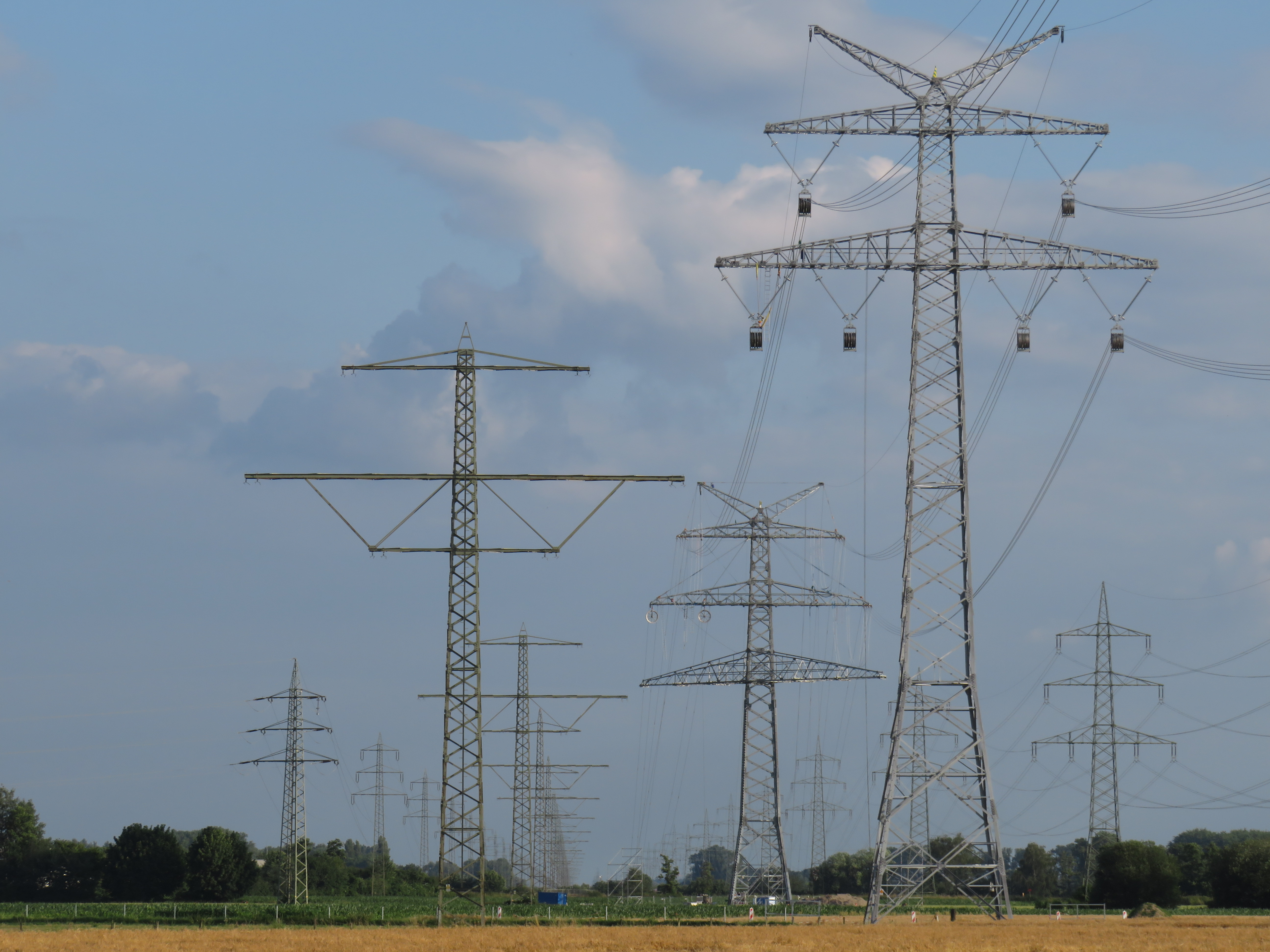
Neubaumasten mit installierten Isolatoren, Einziehen der Leiterseile
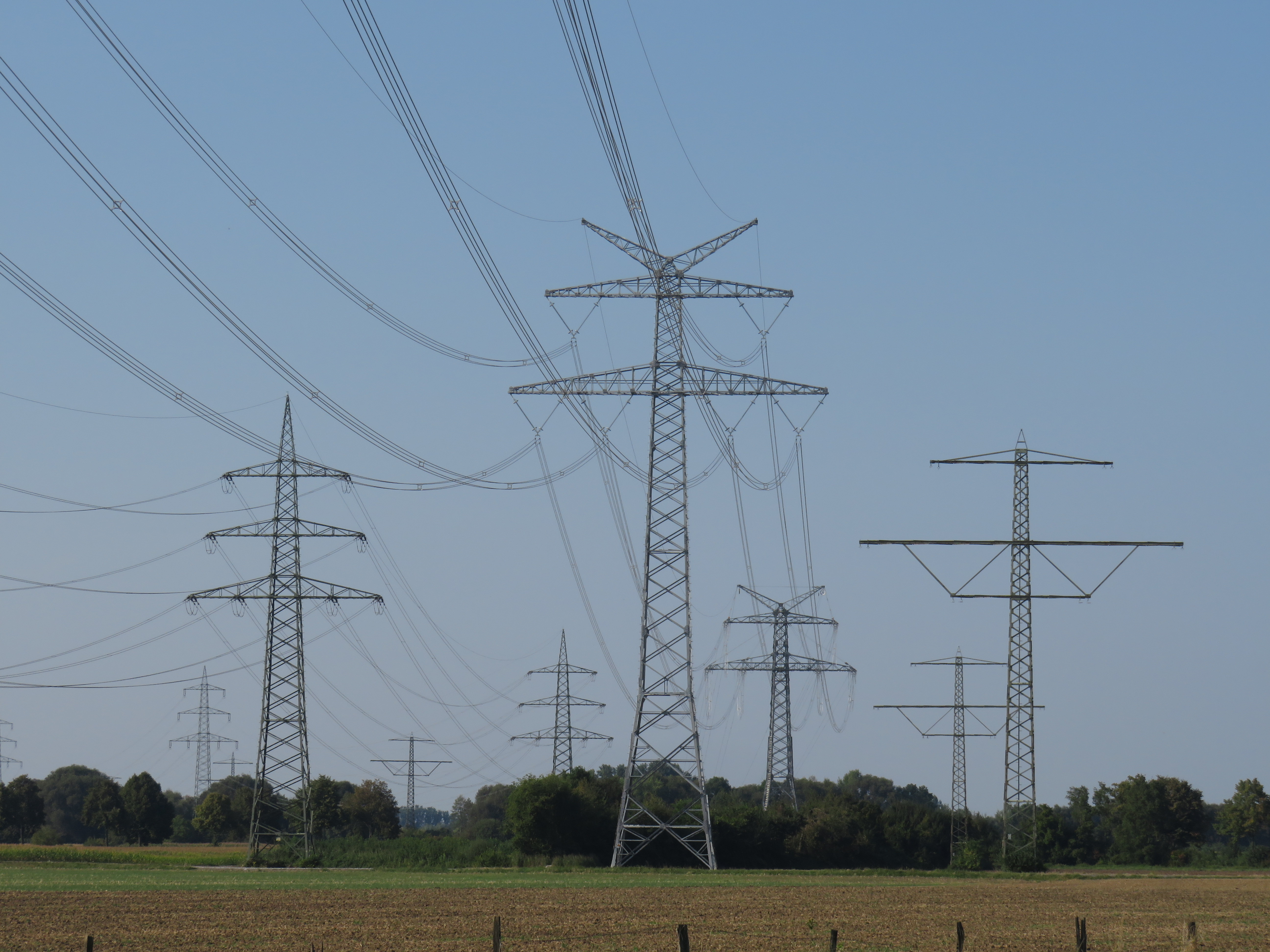
Fertiggestellter Abschnitt der neuen 380-kV-Leitung

### Pfungstadt–Kelsterbach (Demontage)

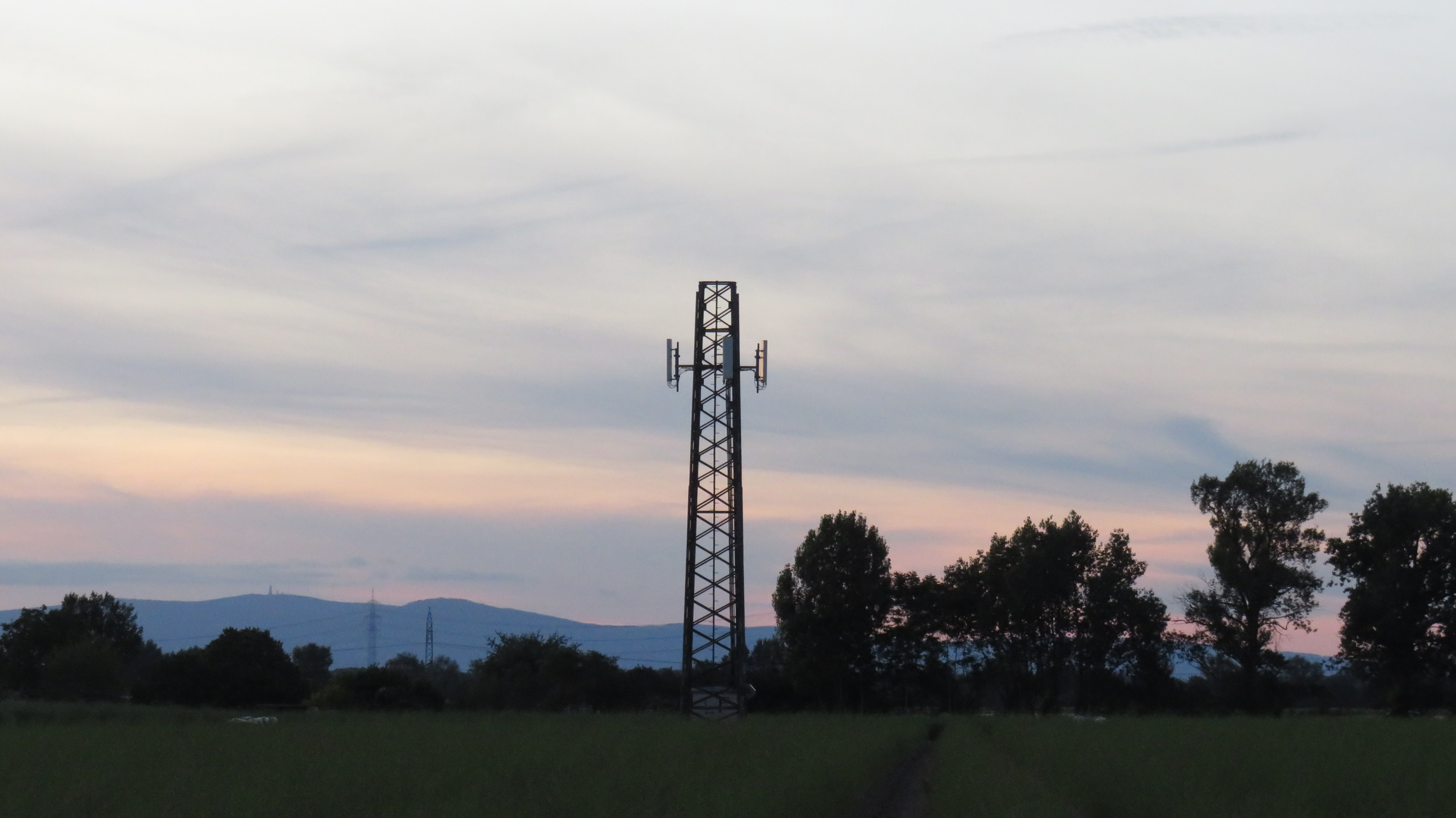
Ein letzter Rest der alten Freileitung: zum Mobilfunkmasten umgebauter Freileitungsmast bei Weiterstadt

Mitte der 1960er Jahre wurde im Trassenverlauf das 220-/110-kV-Umspannwerk Pfungstadt errichtet und die Nord-Süd-Leitung hierin eingeschleift. Der nördlich des Umspannwerks liegende Abschnitt führte westlich an Darmstadt vorbei, in einigem Abstand parallel zur BAB 5 und schließlich in der westlich um den Flughafen Frankfurt führenden Leitungstrasse ins Umspannwerk Kelsterbach.
Als in den 1930er Jahren die Reichsautobahn Frankfurt–Mannheim, die heutige BAB 5, errichtet wurde, baute man die Fahrbahnen abschnittsweise sehr nah an die Leitungstrasse heran. Einige Masten der parallel führenden 110-kV-Leitung von Darmstadt nach Heppenheim, die im selben Jahr wie die Nord-Süd-Leitung errichtet wurde, standen sogar auf dem Mittelstreifen der Autobahn. Beim achtstreifigen Ausbau der BAB 5 in den Jahren 1972 bis 1978 wurden beide Leitungen schließlich aus dem Nahbereich der Autobahn heraus verlegt, wobei die Nord-Süd-Leitung auf großen Tonnenmasten für 380 kV Spannung geführt wurde.
Ein Umbau und eine Verlegung des Umspannwerks Kelsterbach war bereits vor dem Bau der Landebahn Nordwest des Frankfurter Flughafens geplant, zumal die Freiluftanlage aus dem Jahr 1926 stammte und auf der langfristig wegfallenden Spannungshöhe von 220 kV eingespeist wurde. Wegen der Lage des Umspannwerks direkt im Baufeld der geplanten Landebahn musste die Anlage an einer anderen Stelle neu gebaut werden. Beim Neubau des Umspannwerkes entschied man sich daher für eine platzsparende, gasisolierende Innenraumschaltanlage für 380 kV und 110 kV. Die alte, rund 10 ha große Freiluftanlage in Kelsterbach wurde abgerissen und die neue Innenraumanlage auf eine Grundfläche von etwa 1 ha abseits des alten Standorts neu errichtet.
Da aufgrund des Flugbetriebes eine Verlegung der zum Umspannwerk führenden Leitungen als Freileitung aus Gründen der Luftsicherheit nicht möglich gewesen wäre, entschied man sich für eine Reduzierung der bestehenden Freileitungen, um weniger vergleichsweise teure Erdkabel verlegen zu müssen. Der Freileitungsabschnitt der Nord-Süd-Leitung von Pfungstadt nach Kelsterbach sollte daher ersatzlos wegfallen, der Abschnitt von Kelsterbach nach Marxheim durch eine 380-kV-Einspeisung ersetzt werden. Als erste vorbereitende Maßnahme wurde 2005 entlang der 380-kV-Trassen von Pfungstadt über Griesheim und Bischofsheim nach Marxheim ein dritter Stromkreis aufgelegt, der für 380 kV dimensioniert, aber zunächst nur mit 220 kV betrieben wurde. Die Leitungsabschnitt mit den C1-Masten zwischen Pfungstadt und Kelsterbach wurde schließlich Anfang des Jahres 2008 demontiert – der 220-kV-Abzweig auf die Leitung nach Urberach besteht noch, ist aber außer Betrieb.
Ein Maststumpf der abgebauten Nord-Süd-Leitung wurde stehengelassen und dient seitdem als Sendemast für Mobilfunk.

### Kelsterbach–Marxheim (Ersatzneubau)
Im Jahr 2009 ersetzte man den Leitungsabschnitt von Kelsterbach nach Marxheim durch eine auf Tonnen- und Donaumasten verlegte, zweikreisige 380-kV-Leitung. An Höhe des Umspannwerks Marxheim wurde ein Abzweigmast für vier Richtungen gebaut, an dem sich die Stromkreise aus Richtung Koblenz, Bischofsheim und dem 2004 neu gebauten 380-kV-Umspannwerk Kriftel aufteilen. Jeweils ein Stromkreis aus Richtung Bischofsheim und Kriftel führt dabei auf die neue Leitung in Richtung Kelsterbach. Der 220-kV-Transformator in Marxheim fiel mit Inbetriebnahme des neuen Umspannwerks Kelsterbach durch die Netzumstrukturierung weg.
Vor dem Umspannwerk Kelsterbach selbst werden die beiden Stromkreise durch eine knapp 1 km lange gasisolierte Rohrleitung geführt, da die Leitung in diesem Bereich sehr nah an der Landebahn entlang verläuft. Mit dem Bau der Landebahn Nordwest wurde 2009 begonnen, sie wurde am 20. Oktober 2011 in Betrieb genommen.

### Marxheim–Koblenz (Ersatzneubau)

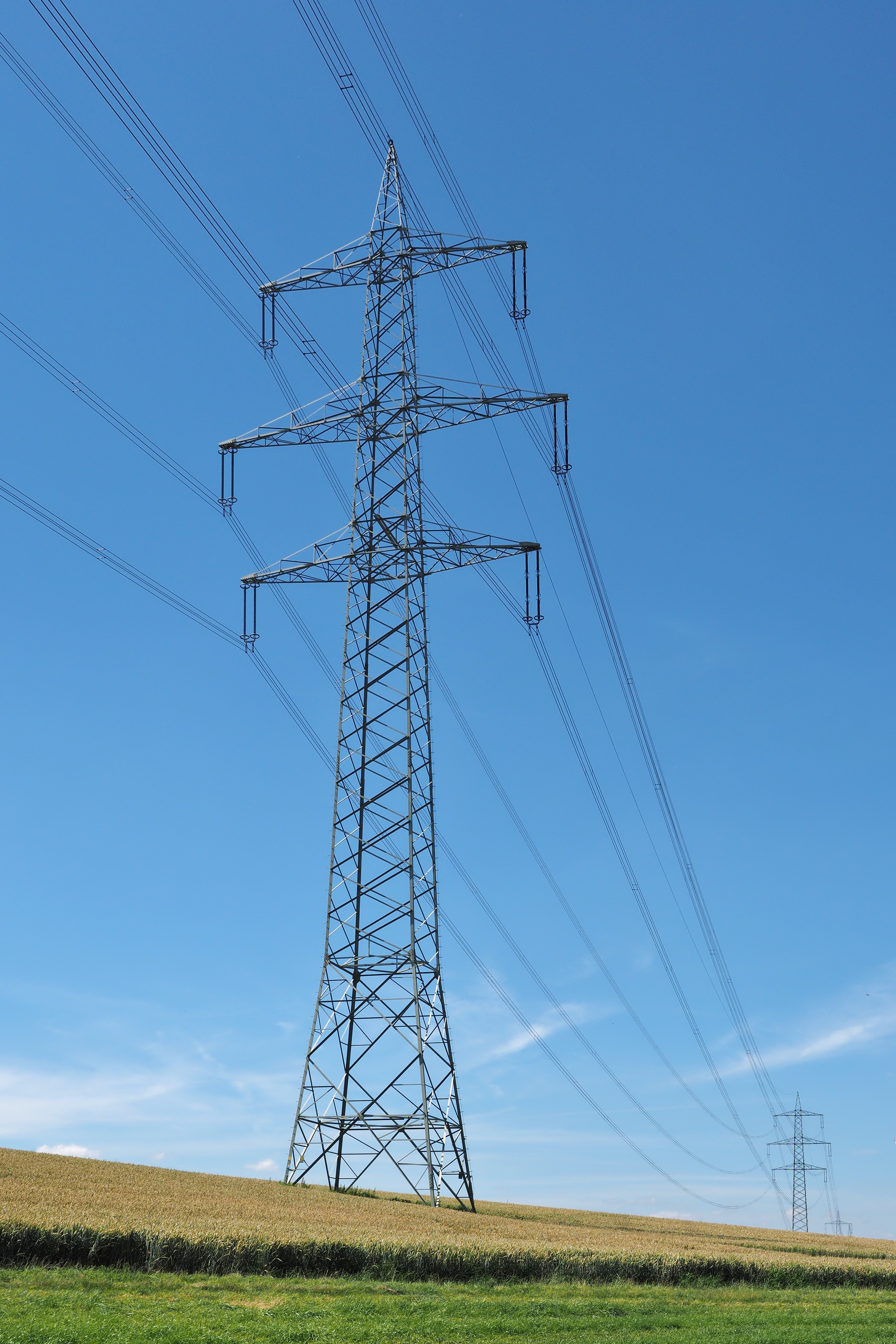
Die 380-kV-Leitung Marxheim–Koblenz hat die auf diesem Abschnitt vollständig abgebaute Nord-Süd-Leitung ersetzt

Der Leitungsabschnitt zwischen den Umspannwerken Kelsterbach und Koblenz wurde auf seinem größten Teil, mit Ausnahme des kurzen Stücks zwischen Marxheim und Kelsterbach, bereits in den Jahren 1979 bis 1980 demontiert und durch eine zweikreisige Leitung für 380 kV Spannung ersetzt. Dieser Umbau stand in direktem Zusammenhang mit dem Bau des Kernkraftwerks Mülheim-Kärlich und dem hierfür neu errichteten 380-kV-Umspannwerk Weißenthurm. Zum Zeitpunkt der Fertigstellung dieser neuen Leitung im Trassenverlauf wurde sie mit nur einem 220-kV-Stromkreis betrieben, da der zweite Kreis aus dem Umspannwerk Kelsterbach in den 1983 installierten Trafo im Umspannwerk Marxheim geführt wurde. Diese Anordnung war allerdings nur als Provisorium gedacht, um für das 110-kV-Netz der Kraftwerke Mainz-Wiesbaden (KMW) eine weitere Einspeisung aus dem Höchstspannungsnetz des RWE zu ermöglichen.
Alle C1-Masten aus den 1920er Jahren wurden beim Umbau der Leitung durch Neukonstruktionen ersetzt, mit Ausnahme der Kreuzungsmasten im Bereich der Rheinüberspannung zwischen Wallersheim und Urbar. Hier wurden die Masten beibehalten und lediglich neue Traversen montiert. Neben den beiden 380-KV-Stormkreisen führen hier seitdem auch zwei 110-kV-Kreise über den Rhein.
In den Jahren 1989 und 1990 entstand zwischen Marxheim und Griesheim eine für vier Stromkreise ausgelegte 380-kV-Leitung, die zunächst nur mit zwei Stromkreisen ausgestattet wurde und einen Ringschluss zwischen dem Koblenzer Raum, dem Rhein-Main-Gebiet und dem süddeutschen Raum bildete, da die beiden Stromkreise sich bei Griesheim in die bereits bestehende Leitung von Bürstadt nach Urberach verzweigten. Im Streckenverlauf entstand ein neues 380-/110-kV-Umspannwerk in Bischofsheim, das zum einen als dauerhafter Einspeisepunkt für das KMW-Netz dient, zum anderen aber auch das bisherige 220-kV-Umspannwerk Kelsterbach auf Dauer ablösen sollte. Mit Inbetriebnahme des Umspannwerks Bischofsheim am 20. Dezember 1990 wurde der bislang nicht betriebene Stromkreis nach Weißenthurm auf 380 kV Spannung umgestellt.

### Koblenz–Weißenthurm (Demontage)

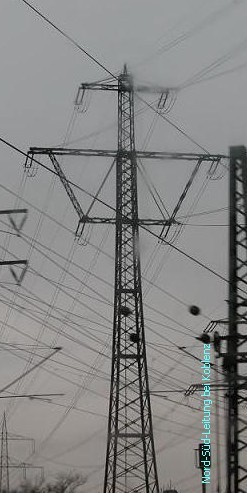
Auffallend hoher C1-Mast in Koblenz, 2005

Zwischen den Umspannwerken Koblenz und Weißenthurm war die Nord-Süd-Leitung nach dem Bau der 380-kV-Leitung nach Marxheim nur noch mit einem Stromkreis und 110 kV Spannung in Betrieb, obwohl die beiden verlegten Stromkreise noch für 220 kV ausgelegt waren. Im Jahr 2008 wurde die Originalleitung aus dem Jahr 1926, die hier teilweise auf relativ hohen C1-Masten verlief, in der 21 km langen Trasse durch eine zweikreisige 110-kV-Leitung ersetzt, die auf kompakteren Donaumasten verlegt ist. Nach Inbetriebnahme dieser neuen Leitung im Dezember 2008 wurde die alte Leitung ab Februar 2009 schließlich demontiert.

### Weißenthurm–Brauweiler (Ersatzneubau)
Aufgrund der Umstrukturierungsmaßnahmen im deutschen Stromnetz sowie der im Zuge der Energiewende benötigten neuen Nord-Süd-Trassen von Höchstspannungsleitungen wurde und wird der Leitungsabschnitt von Weißenthurm nach Brauweiler sukzessive in eine 380-kV-Leitung umgewandelt. In ihrem Endausbau soll diese Höchstspannungsleitung bis zur Umspannanlage in Wesel verlaufen, wo seit 2018 ein Anschluss an das niederländische Stromnetz besteht. Die Leitungsverbindung dient dann auch dem Transport von im Norden Deutschlands erzeugter Windenergie in die Ballungszentren im Süden.
Das Teilstück zwischen Weißenthurm und Sechtem wurde in zwei Bauabschnitten durch eine kombinierte 380-/110-kV-Leitung ersetzt, die gleichzeitig auch eine alte, parallel verlaufende 110-kV-Leitung vom Goldenbergwerk nach Koblenz aufnimmt und somit eine Trassenbündelung ermöglicht. Der erste Abschnitt vom Umspannwerk Weißenthurm bis Grafschaft an der Landesgrenze Rheinland-Pfalz/Nordrhein-Westfalen wurde 2010 durch eine 380-kV-Leitung ersetzt. Seit Februar 2011 ist die Originalleitung zusammen mit einer alten 110-kV-Leitung in diesem Abschnitt vollständig demontiert und eine 33 Kilometer lange, kombinierte 380/110-kV-Leitung in Betrieb.
Im Mai 2012 folgte der rund 30 Kilometer lange Abschnitt von der Landesgrenze nach Sechtem. Auch hier wurde neben der Nord-Süd-Leitung eine alte 110-kV-Leitung demontiert und die Systeme auf 92 neue Masten übertragen. Im Anschluss wurden die alten Leitungsmasten abgebaut. Mit der Fertigstellung im November 2013 konnte die neue Leitung dann auch mit 380 kV in Betrieb gehen, da sie nun an das 380-kV-Umspannwerk in Sechtem angeschlossen ist.
Im März 2017 wurde mit bauvorbereitenden Arbeiten für das letzte Teilstück zwischen Sechtem und Brauweiler und weiter bis nach Rommerskirchen begonnen. Teilweise soll diese neue Freileitung, die in ihrem Endausbau zur Umspannanlage Rommerskirchen führen wird, auch zwei 110-kV-Stromkreise tragen, womit einige ältere Leitungstrassen entfallen können. Fertiggestellt wurde 2018 ein Abschnitt zwischen dem Umspannwerk Sechtem und Brühl sowie 2020 ein kurzes Stück von Köln-Weiden bis zur Umspannanlage Brauweiler. Im noch ausstehenden Teilstück zwischen Brühl und Köln-Weiden verzögert eine Klage der Stadt Hürth den weiteren Neubau.

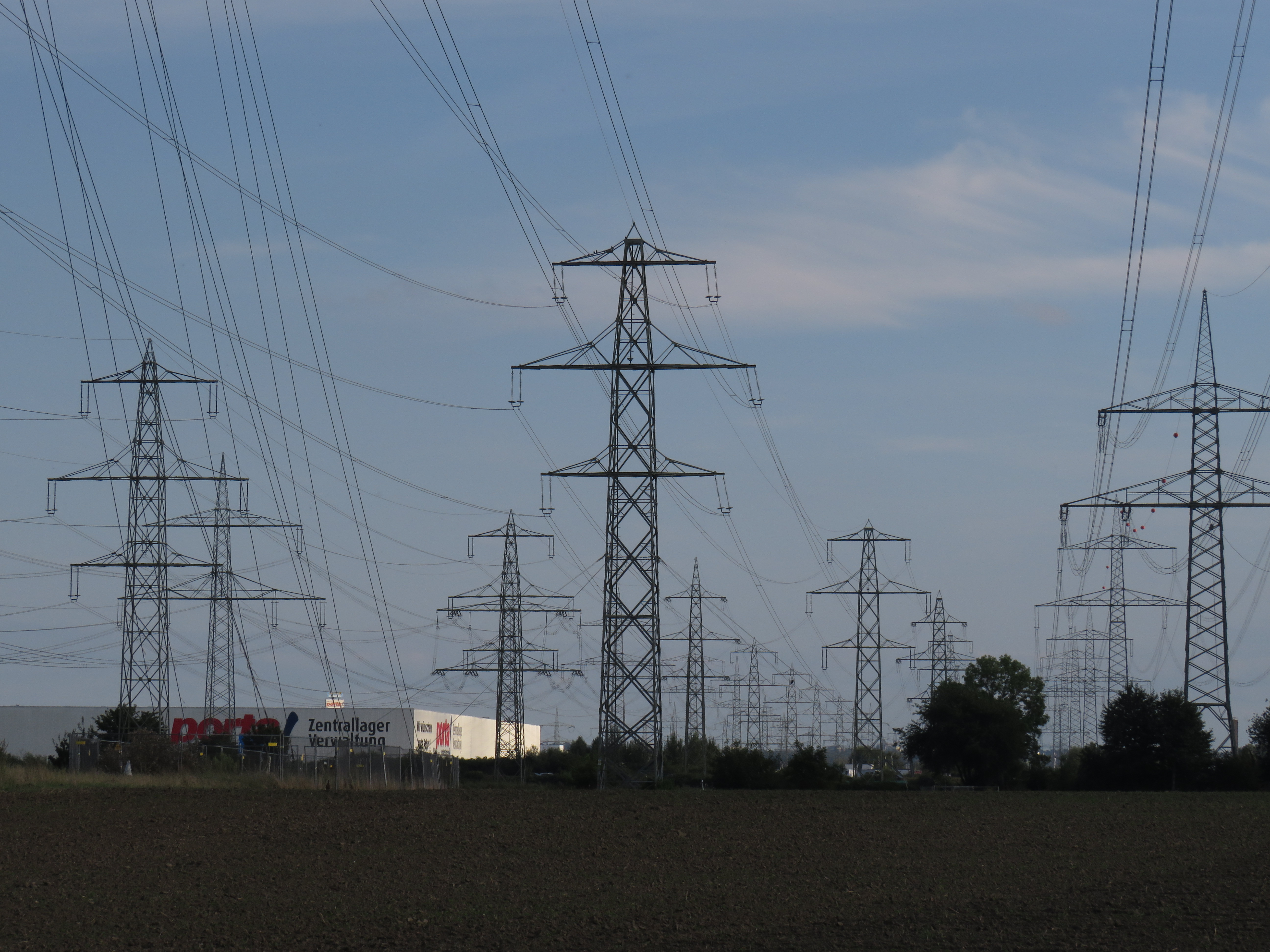
Zwischen Köln-Weiden und Frechen ist die Nord-Süd-Leitung bereits außer Betrieb, Masten und Leiterseile sind jedoch noch nicht demontiert
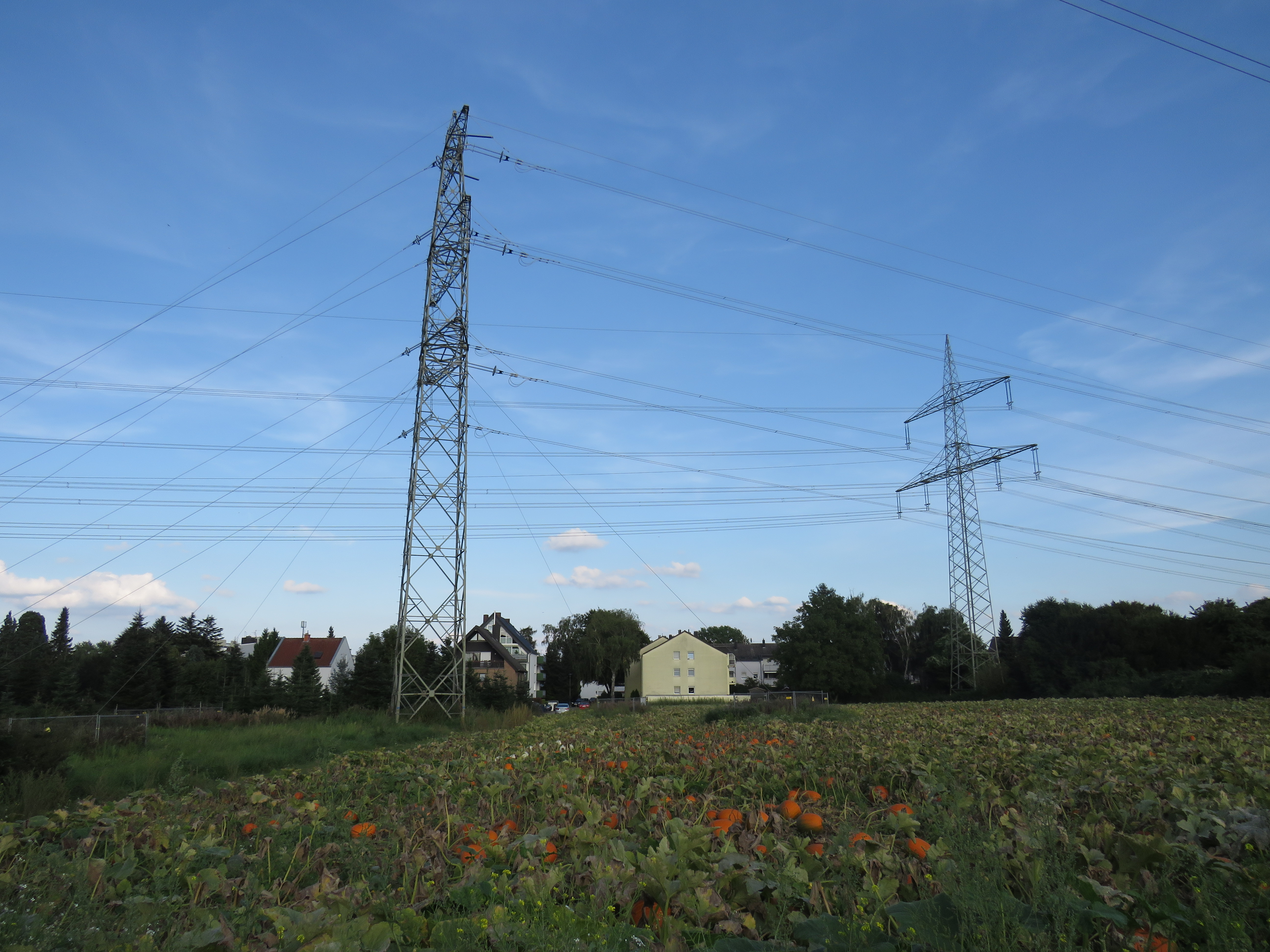
Derzeitiger (2021) provisorischer, nördlicher Endpunkt der alten Nord-Süd-Leitung auf Originalmasten
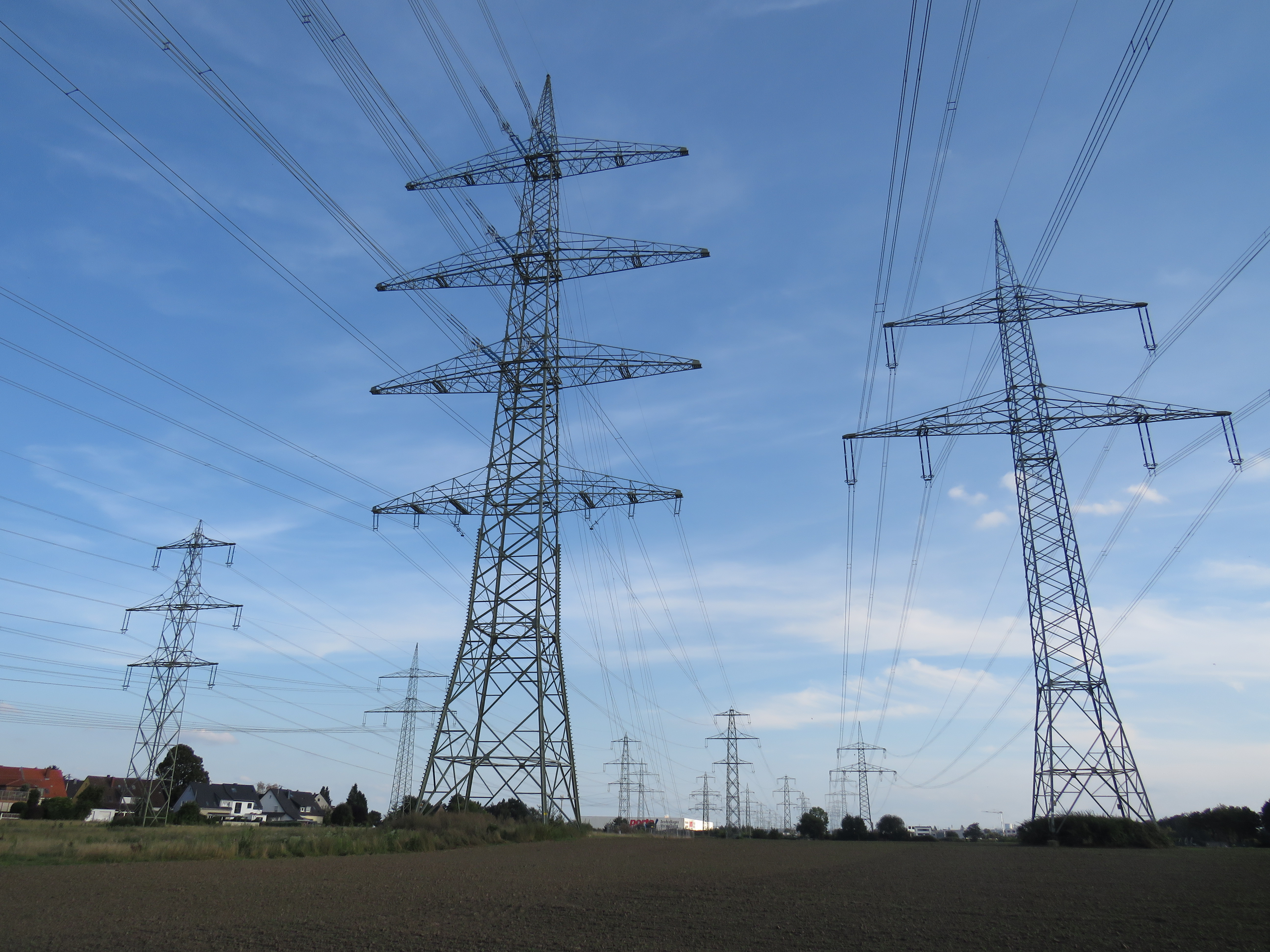
Derzeitiges (2021) provisorisches Ende der neuen 380-kV-Leitung in Köln-Weiden. Ein Weiterbau nach Süden wird 2021 noch durch eine Klage verhindert
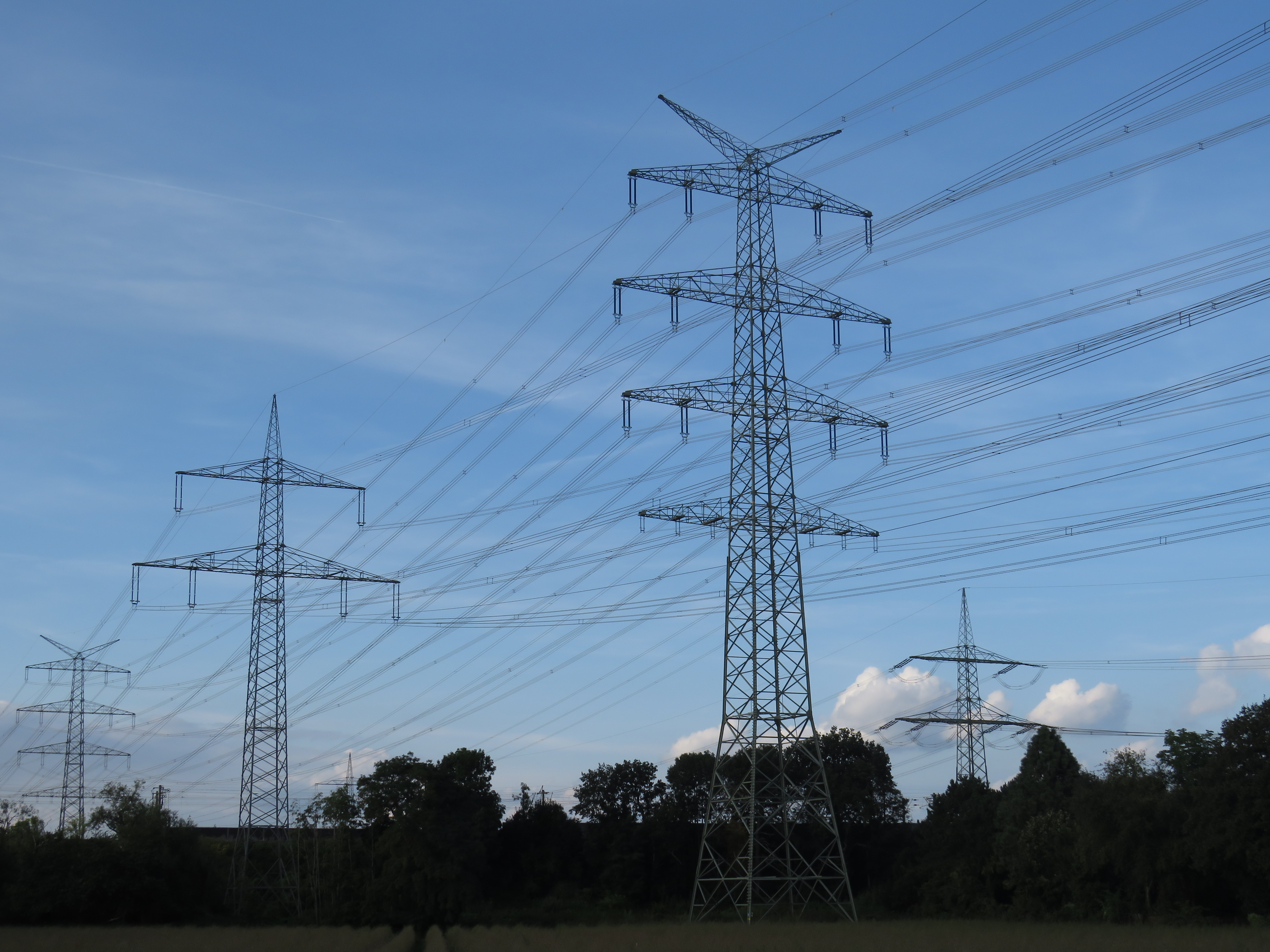
Von Köln-Weiden aus weiter nach Brauweiler steht die neue Leitung schon, die 380-kV-Stromkreise sind allerdings noch nicht in Betrieb

### Ultranet
Auf der Trasse zwischen Brauweiler und Marxheim, die mittlerweile fast vollständig durch eine 380-kV-Leitung ersetzt wurde, ist die Installation eines Gleichstromkreises mit 380 kV Spannung vorgesehen. Dieses als Ultranet bezeichnete Leitungsvorhaben dient der Erhöhung der Übertragungskapazität auf der Nord-Süd-Schiene im Zuge des Ausbaus erneuerbarer Energien in Norddeutschland. Auch auf einem Abschnitt der historischen Leitung bei Mannheim soll die von Osterath nach Philippsburg führende Gleichstromfreileitung verlaufen.

## Denkmalschutz
Im Zuge der Erneuerung einzelner Masten im Abschnitt zwischen Hoheneck und Herbertingen stellte das Regierungspräsidium Stuttgart über die Nord-Süd-Leitung fest: „Sie gilt als Pionierleistung im Bereich Elektrizitätsversorgung und Energiewirtschaft und stellt einen wichtigen Schritt auf dem Weg zum heutigen europäischen Elektrizitätsverbund dar.“ Insbesondere die Masten besitzen „Seltenheitswert, da andere technikgeschichtliche bedeutsame Freileitungen bereits abgebaut wurden“. Die Leitung steht daher auf baden-württembergischen Gebiet unter Denkmalschutz, sie gilt als „längstes Kulturdenkmal Baden-Württembergs“.
Um einen Neubau der Masten in der Bestandstrasse zwischen Rommelsbach und Herbertingen dennoch zu ermöglichen, sodass eine höhere Übertragungskapazität gewährleistet wird, wurde ein 700 m langer Abschnitt der Leitung mit vier Originalmasten bei Eningen unter Achalm stehen gelassen. Die neue Leitung verläuft in diesem Bereich östlich an der alten Trasse vorbei. Um einen möglichst realistischen Gesamteindruck von der früher bestehenden Leitung zu vermitteln, wurden an diesen Masten die bisher verwendeten Porzellanisolatoren wieder angebracht. Die zwischen den Masten gespannten Leiterseile sind dabei jedoch nicht stromführend, sondern dienen allein der Anschauung.

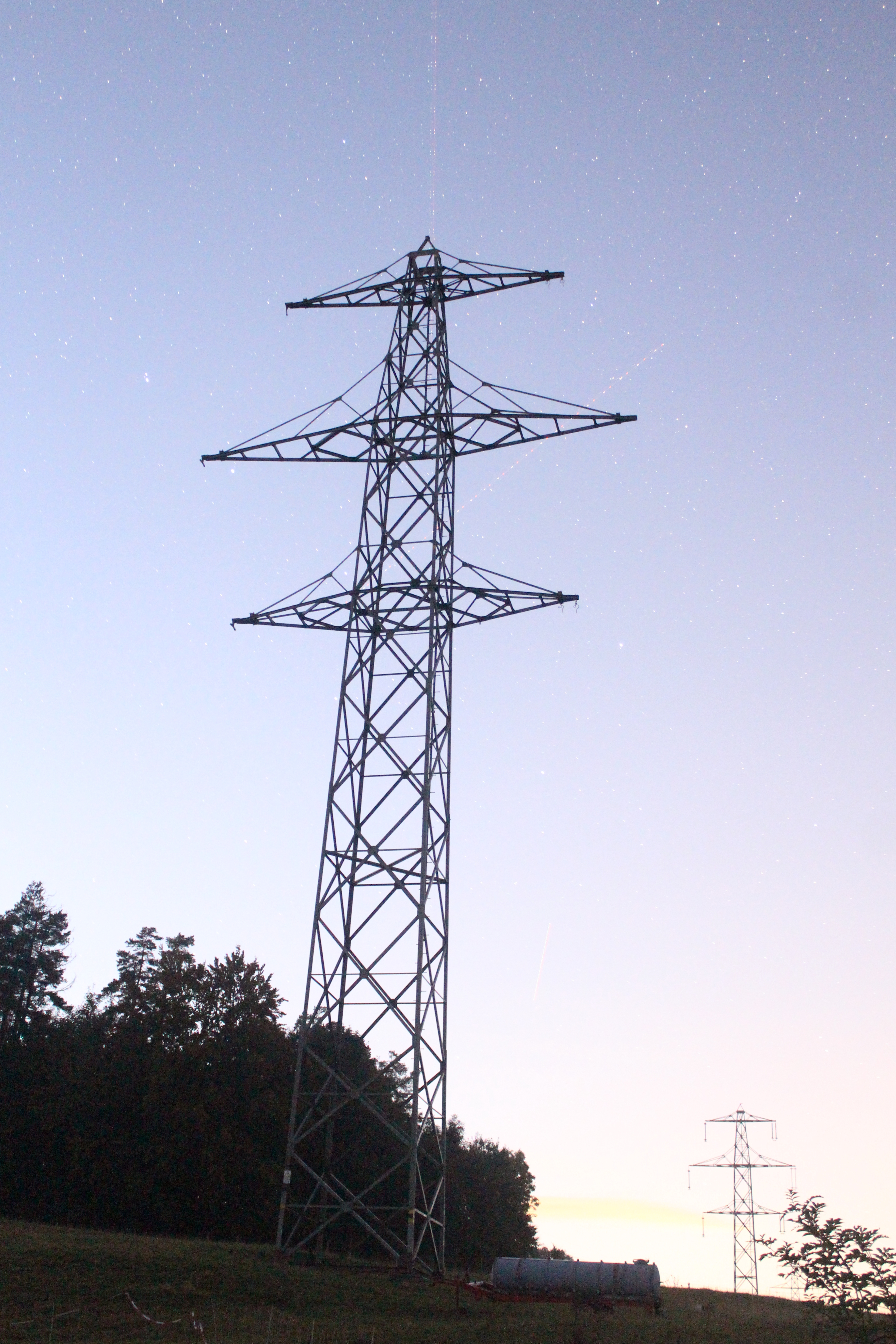
Einer der Originalmasten zwischen Rommelsbach und Herbertingen, der beim Leitungsneubau nicht abgebaut wurde und als technisches Denkmal erhalten bleibt
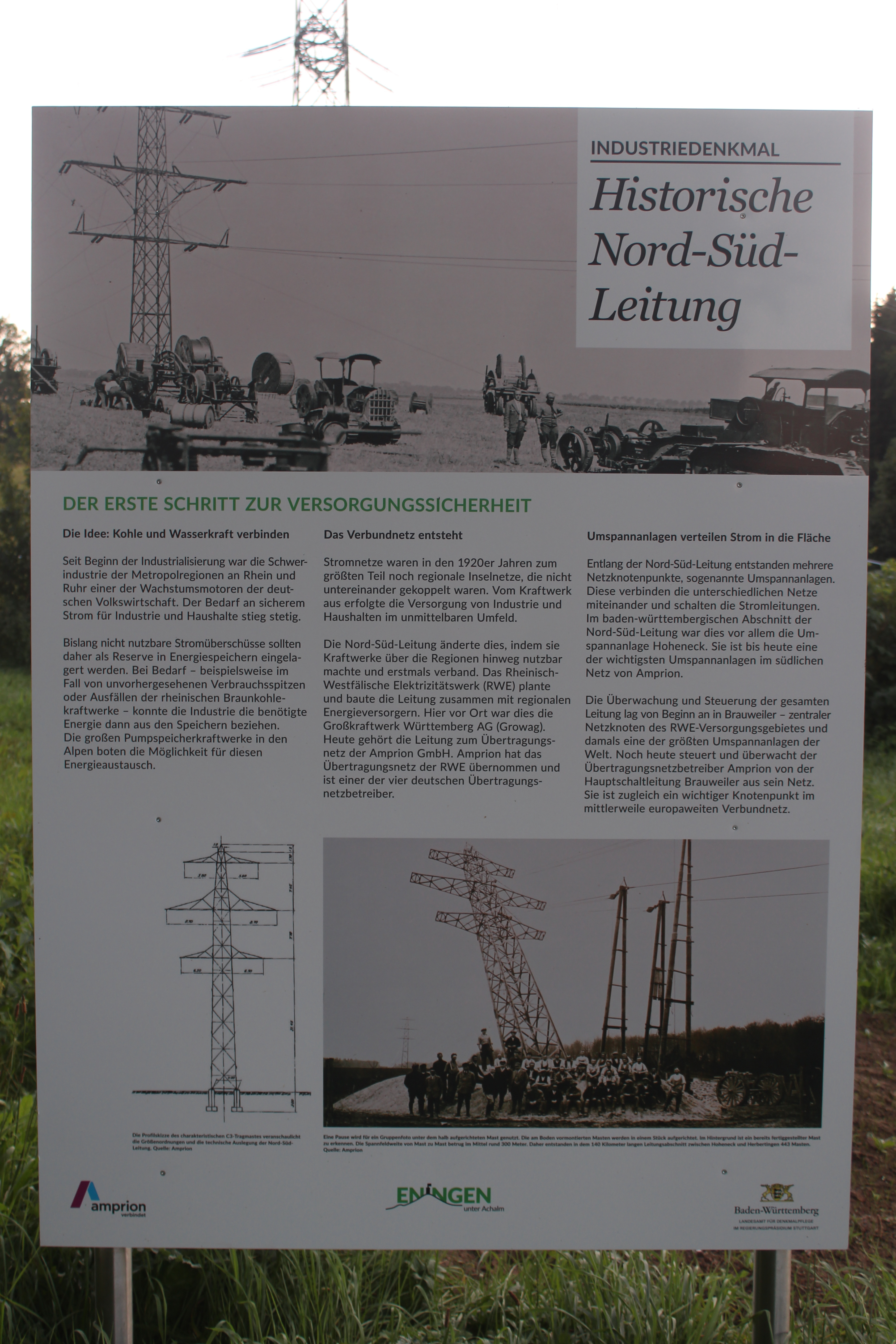
Erste Informationstafel am Denkmalabschnitt bei Eningen unter Achalm
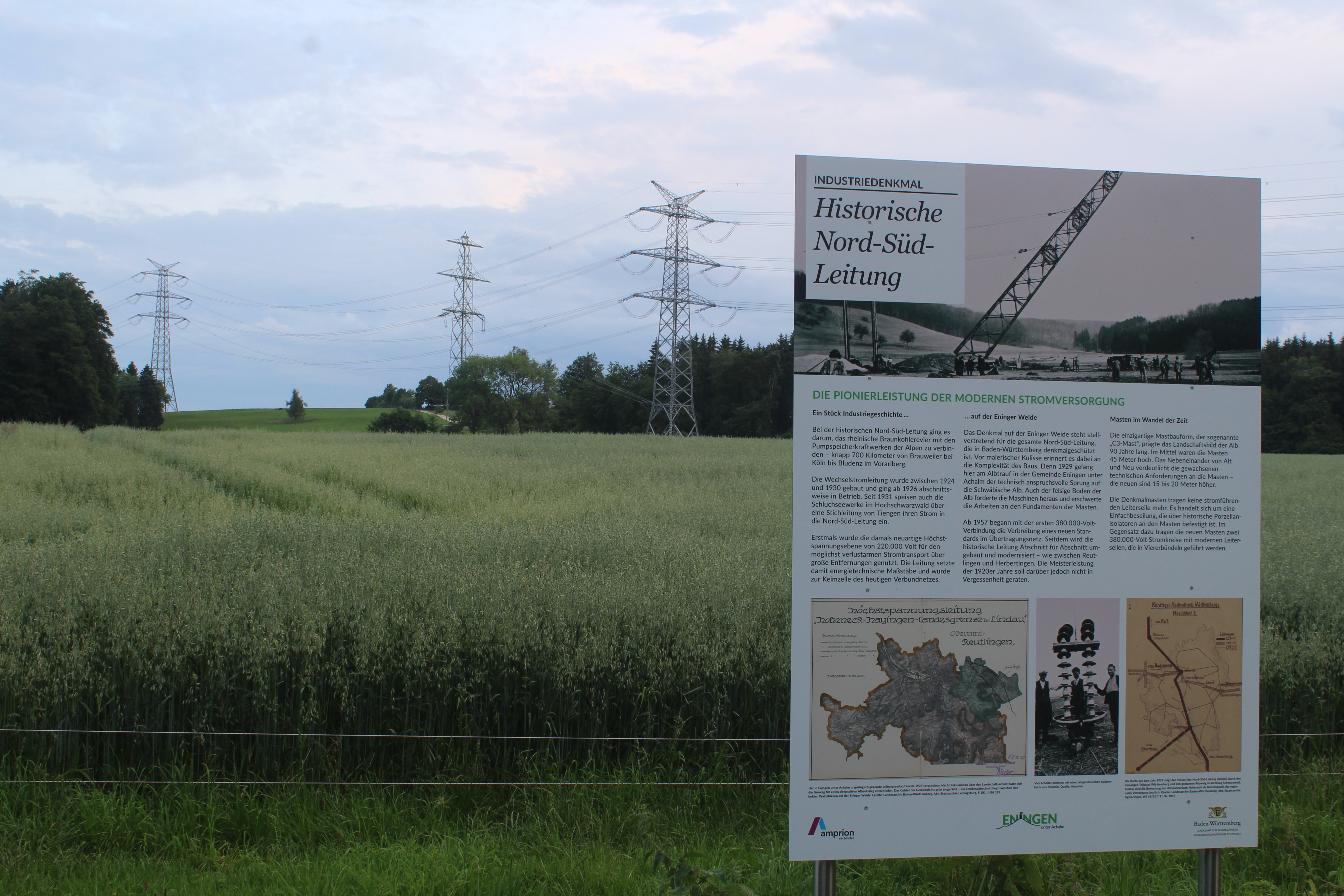
Zweite Informationstafel am Denkmalabschnitt bei Eningen unter Achalm
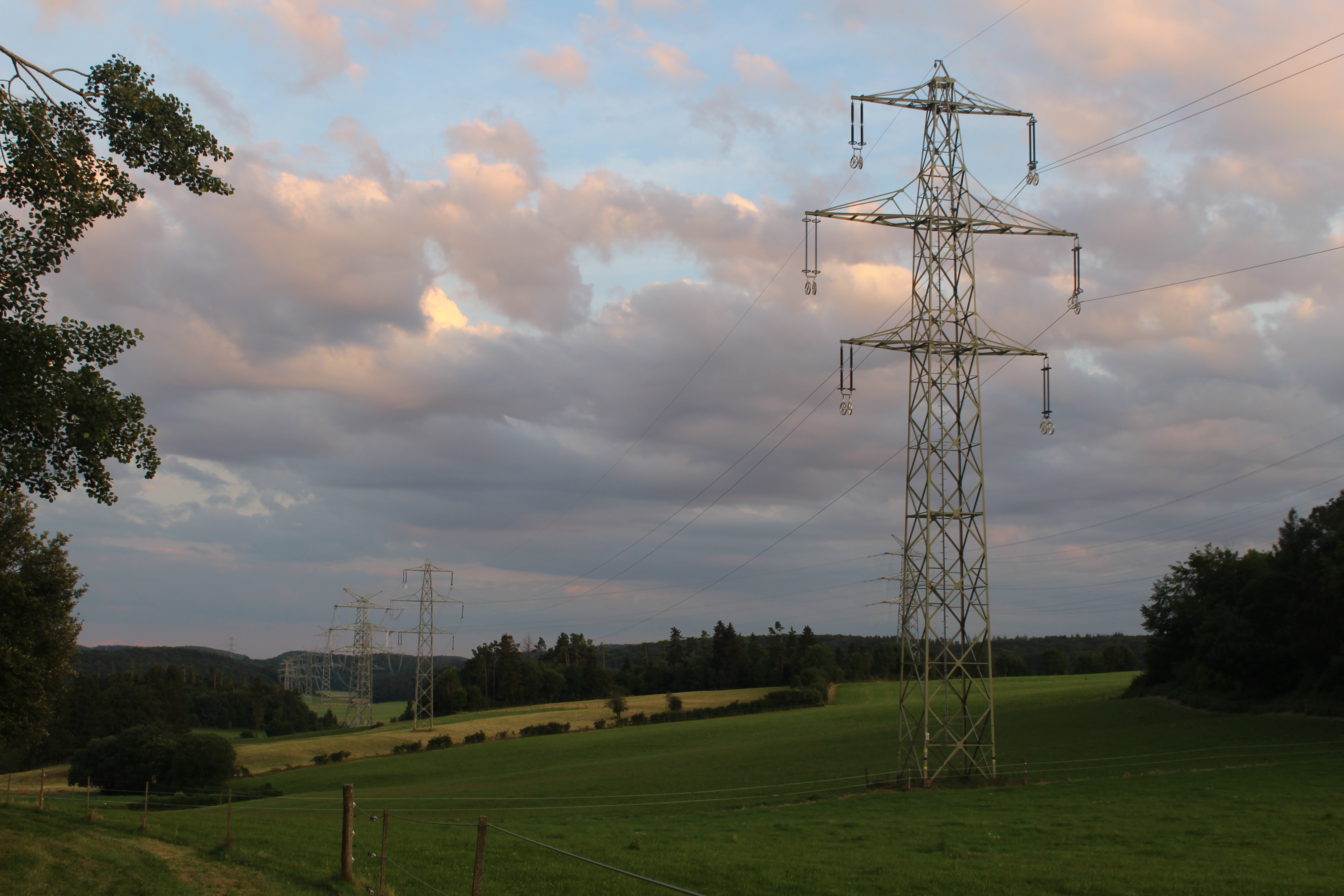
Leitungsabschnitt mit Originalmasten als Industrie- und Kulturdenkmal

### Übersichten auf OpenStreetMap
- von Bludenz/Bürs nach Herbertingen
- von Tiengen nach Herbertingen
- von Herbertingen nach Hoheneck
- von Hoheneck nach Mannheim-Rheinau
- von Mannheim-Rheinau nach Pfungstadt
- von Sechtem nach Brauweiler